# Záhřeb
Záhřeb (chorvatsky Zagreb) je hlavní a největší město Chorvatska. Leží na severozápadě země, u řeky Sávy, na jižních svazích pohoří Medvednica. Záhřeb leží v nadmořské výšce přibližně 120 m n. m. Žije zde přibližně 809 000 obyvatel, v celé záhřebské městské aglomeraci žije 1 150 000 obyvatel, což je přibližně čtvrtina celkového počtu obyvatel Chorvatska.
Záhřeb je město s bohatou historií sahající až do římských dob. Nejstarší osadou v okolí města byla římská Andautonia na území dnešní obce Ščitarjeva. Název „Záhřeb“ je zaznamenán v roce 1134 v souvislosti se založením osady v Kaptolu v roce 1094 po příchodu Slovanů do oblasti. Záhřeb se stal svobodným královským městem v roce 1242. V roce 1845 se stal hlavním městem Chorvatska. V roce 1850 byly tehdejší osady Gradec a Kaptol spojeny s okolními osadami v jednu obec, což vytvořilo podmínky pro rozvoj moderního středoevropského města. Město začalo svou expanzi směrem k levému břehu řeky Sávy a v 60. letech 20. století začal rozvoj Záhřebu i na pravém břehu řeky Sávy.
Záhřeb má zvláštní status v rámci chorvatského správního členění a je konsolidovaným městem-župou (ale vyčleněným ze Záhřebské župy) a administrativně se člení na 17 městských čtvrtí. Většina z nich se nachází v nízké nadmořské výšce v údolí řeky Sávy, zatímco severní a severovýchodní městské části, jako Podsljeme a Sesvete, se již rozkládají na úpatí pohoří Medvednica, takže geografický obraz města je poměrně rozmanitý. Město se táhne v délce přes 30 kilometrů ve směru východ-západ a přibližně 20 km ve směru sever-jih.
Dopravní spojení, koncentrace průmyslu, vědeckých a výzkumných institucí a průmyslová tradice jsou základem jeho vedoucího hospodářského postavení v Chorvatsku. Záhřeb je sídlem ústřední vlády, správních orgánů a téměř všech ministerstev. Ve městě sídlí téměř všechny největší chorvatské podniky, média a vědecké instituce. Záhřeb je nejdůležitějším dopravním uzlem v Chorvatsku, kde se stýkají střední Evropa, Středomoří a jihovýchodní Evropa, a proto je oblast Záhřebu centrem silniční, železniční a letecké sítě Chorvatska. Je to město známé svou rozmanitou ekonomikou, vysokou kvalitou života, muzei, sportovními a zábavními akcemi; působí tu několik vysokých škol. Jeho hlavními odvětvími hospodářství jsou high-tech průmysl a sektor služeb.

## Název

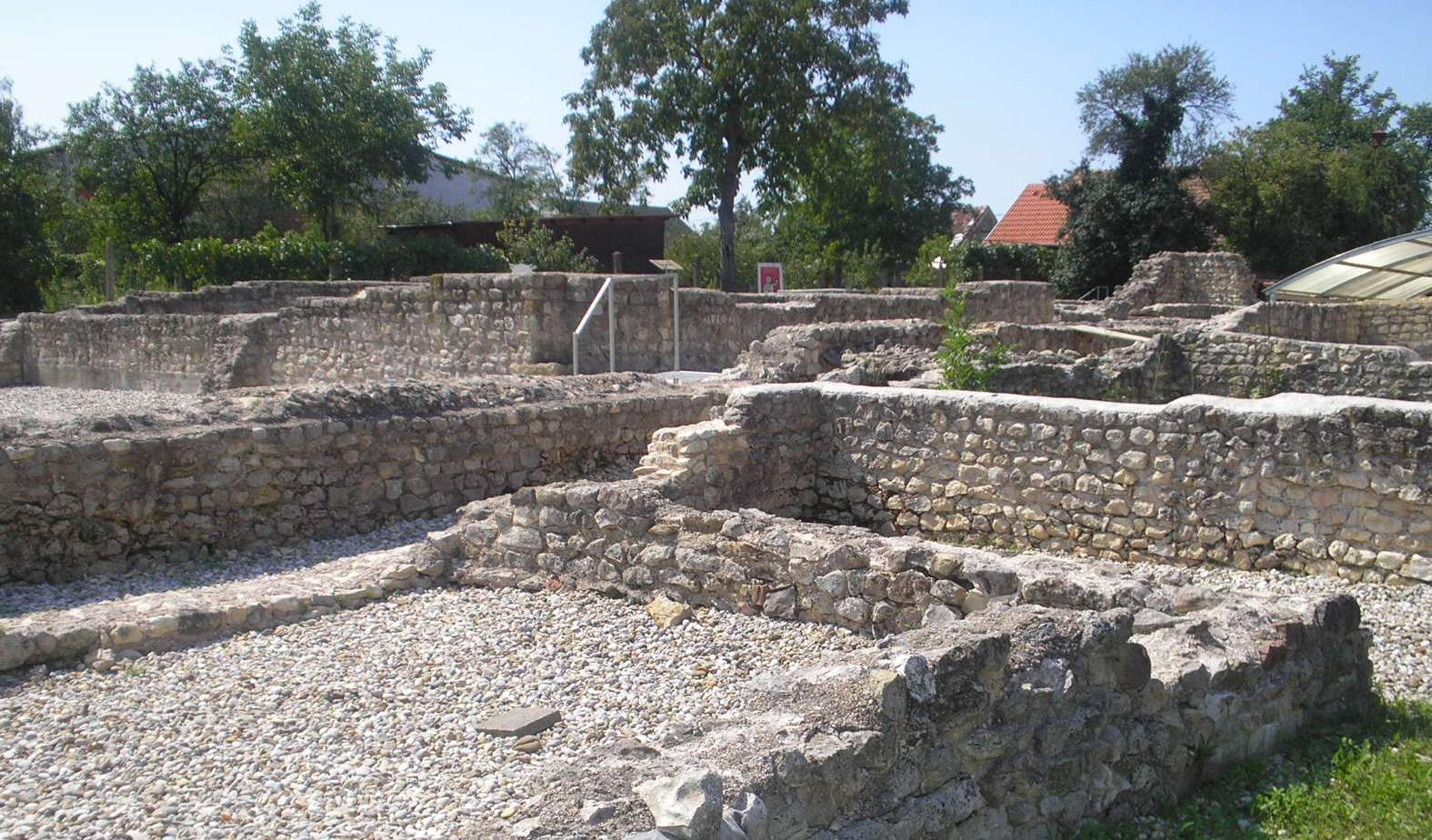
Zříceniny starověkého římského města Andautonia u Záhřebu

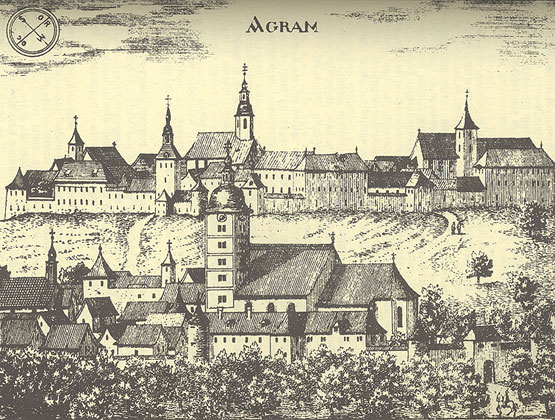
Kaptol v roce 1686

Etymologie názvu Záhřeb je nejasná. Pro sjednocené město se začal používat až od roku 1852, ale jako název záhřebské diecéze se používal již od 12. století a v 17. století se pro město používal stále častěji. Název je poprvé zaznamenán v listině ostřihomského arcibiskupa Feliciána z roku 1134, zmiňovaný jako Zagrabiensem episcopatum.
Starší podoba jména je Zagrab. Moderní chorvatská podoba Zagreb je poprvé zaznamenána na mapě francouzského kartografa Nicolase Sansona z roku 1689. Ještě starší podoba se odráží v maďarském Zabrag (doložena cca od roku 1200 a užívána až do 18. století). Maďarský lingvista Gyula Décsy pro ni navrhuje etymologii Chabrag, což je dobře doložený hypokoristikum jména Cyprián. Stejná podoba se odráží v řadě maďarských toponym, například Csepreg.
Jméno by mohlo být odvozeno od praslovanského slova *grębъ, které znamená kopec, vyvýšeninu. (Všimněme si však srbochorvatského brȇg < praslovanské *bergъ, které rovněž znamená 'menší) kopec', a za brȇg 'do kopce nebo ke kopci' u zřejmě metatetizované varianty v maďarštině Zabrag - možná modifikované z předpokládaného *Zabreg kvůli maďarské hláskové harmonii). Starochorvatské rekonstruované jméno *Zagrębъ se projevuje prostřednictvím německého názvu města Agram.
Jméno Agram se v němčině používalo v habsburském období; toto jméno bylo klasifikováno jako „pravděpodobně římského původu“, ale podle Décsyho (1990) by mohlo jít v rakouské němčině o reanalýzu názvu *Zugram.  Ve středověké latině i novověké latině je Záhřeb znám jako Agranum (jméno nesouvisejícího arabského města u Strabóna), Zagrabia nebo Mons Graecensis (také Mons Crecensis, v odkazu na Grič (Gradec)).
V chorvatské lidové etymologii byl název města odvozen buď od slovesa za-grab-, což znamená „nabírat“ nebo „kopat“. Jedna z lidových pověstí ilustrujících toto odvození váže název k suchu na počátku 14. století, během něhož prý Augustin Kažotić (asi 1260–1323) vykopal studnu, z níž zázračně vytryskla voda. V jiné pověsti má správce města žízeň a nařídí dívce jménem Manda, aby „nabrala“ vodu ze studny Manduševac (dnes kašna na náměstí Bana Jelačiće), přičemž použije imperativ: Zagrabi, Mando! („Naber, Mando!“).
Chorvatsky se nazývá Zagreb, německy Agram, maďarsky Zágráb nebo italsky Zagabria.

## Geografie a přírodní poměry

### Poloha
Město leží na úpatí pohoří Medvednica, po obou březích řeky Sávy, největší řeky Slovinska a Chorvatska, v severozápadní části země, v historickém Chorvatsku blízko slovinských hranic. Leží na křižovatce mezi střední a jižní Evropou. Nachází se na jihozápadě Panonské nížiny v oblasti zvané Hrvatsko Prigorje. Medvednica tvoří jeho přirozenou severní hranici, řeka Sáva potom historickou hranici jižní (ve 20. století se město rozšířilo i přes ni). Vzhledem k těmto podmínkám tak intravilán města zahrnuje prostor dlouhý ve směru západ-východ cca 20 km a ve směru sever-jih pouhých 8 km. Rozloha města je 641 km².
Záhřeb je vzdálen cca 170 km od pobřeží Jaderského moře, nachází se 120 km východně od Lublaně, 290 km severozápadně od Sarajeva a 270 jižně od Vídně. Centrum města leží v nadmořské výšce 122 m. Nejvyšším vrcholem území Záhřebu je hora Sljeme (1035 m n. m.) v pohoří Medvednica.
Záhřeb se nachází v seismicky aktivní oblasti. Údolím řeky Sávy a pohořím Medvednica procházejí aktivní geologické zlomy.

### Podnebí
Klima Záhřebu je klasifikováno jako oceánské podnebí (v Köppenově klasifikaci podnebí Cfb), ale s výraznými kontinentálními vlivy a velmi těsně hraničí s vlhkým kontinentálním podnebím (Dfb) a vlhkým subtropickým podnebím (Cfa). V Záhřebu se střídají čtyři roční období. Léta jsou obecně teplá, někdy až horká. Na konci května se výrazně otepluje, teploty začínají stoupat a často je velmi teplo nebo dokonce horko s častými odpoledními a večerními bouřkami. Mohou se vyskytnout vlny veder, ale jsou krátkodobé. Teploty stoupají nad 30 °C v průměru 14,6 dne v létě. Srážky jsou v létě hojné a pokračují i na podzim. S 840 mm srážek za rok je Záhřeb devátým nejvlhčím hlavním městem Evropy, spadne zde sice méně srážek než v Lucemburku, ale více než v Bruselu, Paříži nebo Londýně. Podzim ve své rané fázi často přináší příjemné a slunečné počasí s občasnými dešťovými přeháňkami v pozdější fázi sezóny. Pozdní podzim se vyznačuje nárůstem počtu deštivých dnů a také stále klesajícími průměrnými teplotami. Od poloviny října do ledna jsou časté ranní mlhy, přičemž severní městské čtvrti na úpatí pohoří Medvednica a čtvrti podél řeky Sávy jsou náchylnější k celodennímu hromadění mlh. Zimy jsou poměrně chladné a srážek ubývá. Nejsušším měsícem je únor s průměrným úhrnem 39 mm srážek. Průměrně je 29 dní se sněhovými srážkami, přičemž první sníh obvykle napadne na začátku prosince. V posledních letech však počet dnů se sněžením prudce klesá. Jaro je obecně mírné a velmi příjemné s častými změnami počasí a je větrnější než ostatní roční období. Někdy se mohou vyskytnout chladná období, většinou na jejich počátku. Průměrná průměrná denní teplota v zimě se pohybuje kolem 1 °C (od prosince do února) a průměrná teplota v létě je 22,0 °C.

| Záhřeb Maksimir (1971–2000, extrémy 1949–2019) – podnebí | Záhřeb Maksimir (1971–2000, extrémy 1949–2019) – podnebí | Záhřeb Maksimir (1971–2000, extrémy 1949–2019) – podnebí | Záhřeb Maksimir (1971–2000, extrémy 1949–2019) – podnebí | Záhřeb Maksimir (1971–2000, extrémy 1949–2019) – podnebí | Záhřeb Maksimir (1971–2000, extrémy 1949–2019) – podnebí | Záhřeb Maksimir (1971–2000, extrémy 1949–2019) – podnebí | Záhřeb Maksimir (1971–2000, extrémy 1949–2019) – podnebí | Záhřeb Maksimir (1971–2000, extrémy 1949–2019) – podnebí | Záhřeb Maksimir (1971–2000, extrémy 1949–2019) – podnebí | Záhřeb Maksimir (1971–2000, extrémy 1949–2019) – podnebí | Záhřeb Maksimir (1971–2000, extrémy 1949–2019) – podnebí | Záhřeb Maksimir (1971–2000, extrémy 1949–2019) – podnebí | Záhřeb Maksimir (1971–2000, extrémy 1949–2019) – podnebí |
| Období                                                   | leden                                                    | únor                                                     | březen                                                   | duben                                                    | květen                                                   | červen                                                   | červenec                                                 | srpen                                                    | září                                                     | říjen                                                    | listopad                                                 | prosinec                                                 | rok                                                      |
| -------------------------------------------------------- | -------------------------------------------------------- | -------------------------------------------------------- | -------------------------------------------------------- | -------------------------------------------------------- | -------------------------------------------------------- | -------------------------------------------------------- | -------------------------------------------------------- | -------------------------------------------------------- | -------------------------------------------------------- | -------------------------------------------------------- | -------------------------------------------------------- | -------------------------------------------------------- | -------------------------------------------------------- |
| Nejvyšší teplota [°C]                                    | 19,4                                                     | 22,6                                                     | 26,0                                                     | 30,5                                                     | 33,7                                                     | 37,6                                                     | 40,4                                                     | 39,8                                                     | 34,0                                                     | 28,3                                                     | 25,4                                                     | 22,5                                                     | 40,4                                                     |
| Průměrné denní maximum [°C]                              | 3,7                                                      | 6,8                                                      | 11,9                                                     | 16,3                                                     | 21,5                                                     | 24,5                                                     | 26,7                                                     | 26,3                                                     | 22,1                                                     | 15,8                                                     | 8,9                                                      | 4,6                                                      | 15,8                                                     |
| Průměrná teplota [°C]                                    | —                                                        | 2,3                                                      | 6,4                                                      | 10,7                                                     | 15,8                                                     | 18,8                                                     | 20,6                                                     | 20,1                                                     | 15,9                                                     | 10,5                                                     | 5,0                                                      | 1,4                                                      | 10,7                                                     |
| Průměrné denní minimum [°C]                              | −3,0                                                     | −1,8                                                     | 1,6                                                      | 5,2                                                      | 9,8                                                      | 13,0                                                     | 14,7                                                     | 14,4                                                     | 10,8                                                     | 6,2                                                      | 1,4                                                      | −1,7                                                     | 5,9                                                      |
| Nejnižší teplota [°C]                                    | −24,3                                                    | −27,3                                                    | −18,3                                                    | −4,4                                                     | −1,8                                                     | 2,5                                                      | 5,4                                                      | 3,7                                                      | −0,6                                                     | −5,6                                                     | −13,5                                                    | −19,8                                                    | −27,5                                                    |
| Průměrné srážky [mm]                                     | 43                                                       | 39                                                       | 53                                                       | 59                                                       | 73                                                       | 95                                                       | 77                                                       | 92                                                       | 86                                                       | 83                                                       | 80                                                       | 60                                                       | 840                                                      |
| Dní se srážkami                                          | 10                                                       | 9                                                        | 11                                                       | 13                                                       | 13                                                       | 14                                                       | 11                                                       | 10                                                       | 10                                                       | 11                                                       | 11                                                       | 11                                                       | 136                                                      |
| Dní se sněžením                                          | 10,3                                                     | 7,1                                                      | 1,8                                                      | 0,2                                                      | 0                                                        | 0                                                        | 0                                                        | 0                                                        | 0                                                        | 0                                                        | 2,9                                                      | 6,7                                                      | 29                                                       |
| Relativní vlhkost [%]                                    | 83                                                       | 76                                                       | 70                                                       | 67                                                       | 68                                                       | 70                                                       | 69                                                       | 72                                                       | 78                                                       | 81                                                       | 84                                                       | 85                                                       | 75                                                       |
| Slunečných hodin                                         | 56                                                       | 99                                                       | 143                                                      | 168                                                      | 229                                                      | 234                                                      | 276                                                      | 257                                                      | 189                                                      | 124                                                      | 63                                                       | 50                                                       | 1 888                                                    |
| Zdroj: Državni hidrometeorološki zavod a Weather Atlas   |                                                          |                                                          |                                                          |                                                          |                                                          |                                                          |                                                          |                                                          |                                                          |                                                          |                                                          |                                                          |                                                          |

### Povodně
Břehy řeky Sávy jsou zpevněné náspy, které zabraňují přirozeným povodním. Kromě toho se jižně od Záhřebu nachází i kanál Sáva–Odra, který slouží k odklonění případné záplavové vlny mimo město do prostoru lužních lesů mezi městy Velika Gorica a Sisak. Kanál mohl v minulosti sloužit nicméně jako nové koryto řeky Sávy, a její tok skrz město by byl, obdobně jako v případě např. Valencie ve Španělsku využit k nové zástavbě a parkům.

### Ptactvo
V oblasti Záhřebu bylo zaznamenáno 100 druhů hnízdících ptáků (nejpočetnější jsou zpěvní s 57 druhy), 6 druhů dravců, 7 druhů datlů, 16 druhů brodivých ptáků a 14 druhů z jiných čeledí. V Maksimiru, Jarunu, Savici, Bundeku a Tuškanaci hnízdi více než 30 druhů .

### Panorama města
Nejvýznamnějšími historickými výškovými stavbami jsou Neboder (1958) na náměstí Bana Jelačiće, věž Cibona (1987) a Zagrepčanka (1976) na Savské ulici, Mamutica v Travnu (Novi Zagreb – okres istok, postavena v roce 1974) a Záhřebská televizní věž na vrcholu Sljeme (postavena v roce 1973).
V roce 2000 schválila městská rada nový územní plán, který počítal s mnoha výškovými budovami v Záhřebu, jako je Almeria Tower, Eurotower, HOTO Tower, Zagrebtower a jeden z nejvyšších mrakodrapů Sky Office Tower.
V Novém Záhřebu se výrazně rozšířily čtvrti Blato a Lanište, včetně Záhřebské arény a přilehlého obchodního centra.
Kvůli dlouhodobému omezení, které zakazovalo výstavbu 10 patrových a vyšších budov, pochází většina záhřebských výškových budov ze 70. a 80. let 20. století a nové bytové domy na okraji města jsou obvykle vysoké 4–8 pater. V posledních letech došlo k výjimkám z omezení, např. povolení výstavby výškových budov na Laništi nebo Kajzerici.

## Historie

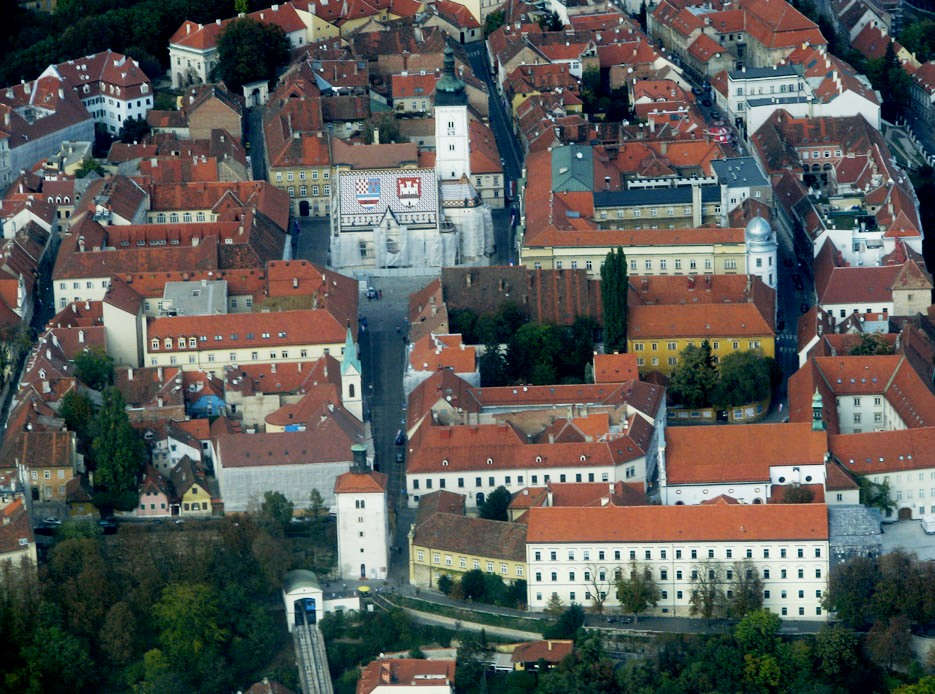
Gradec, uprostřed kostel sv. Marka, vlevo od něho Banski dvor, vpravo Parlament. Dole Lotrščak a lanovka

Nejstarší osadou v blízkosti dnešního Záhřebu bylo římské město Andautonia, dnešní Ščitarjevo, které existovalo mezi 1. a 5. stoletím n. l. První zmínka o názvu Záhřeb pochází z roku 1094, kdy město existovalo jako dvě různá centra: menší, východní Kaptol, obývaný především duchovními a sídlící v záhřebské katedrále, a větší, západní Gradec, obývaný především řemeslníky a obchodníky. Gradec a Kaptol se sjednotili v roce 1851, zasloužil se o to hlavně bán Josip Jelačić, na jehož počest bylo pojmenováno hlavní městské náměstí, náměstí bána Jelačiće.

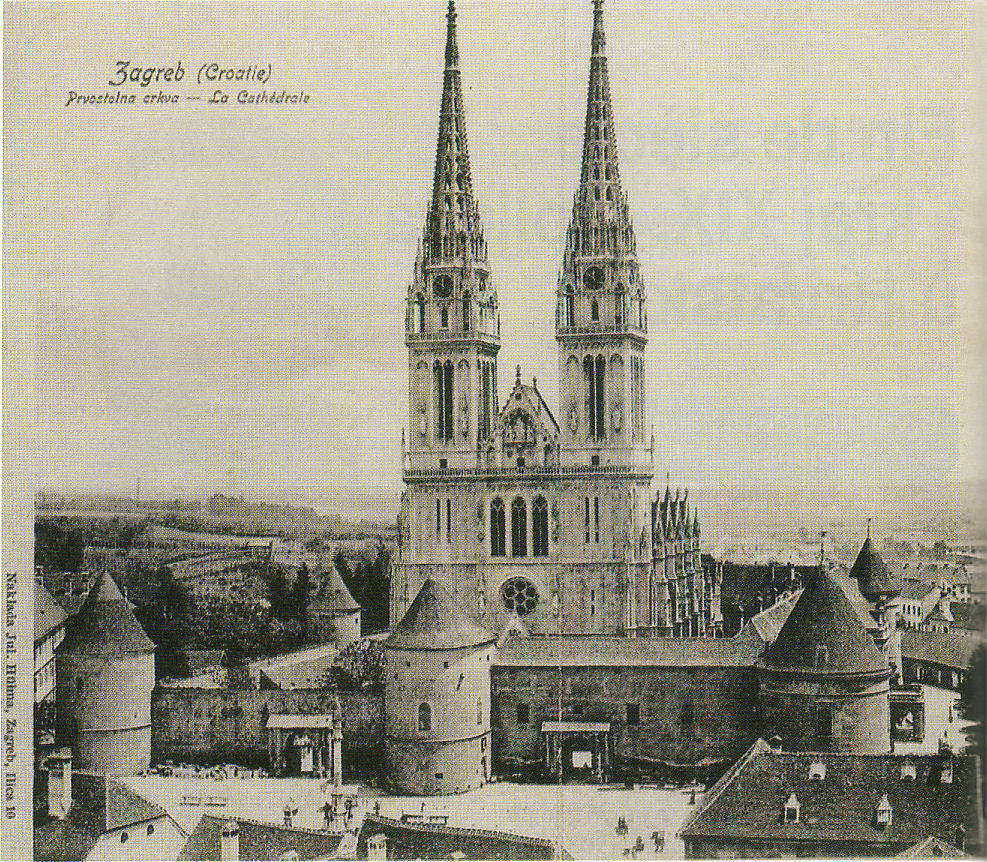
Záhřebská katedrála

V období bývalé Jugoslávie zůstal Záhřeb důležitým hospodářským centrem země a byl druhým největším městem. Po vyhlášení nezávislosti Chorvatska na Jugoslávii byl Záhřeb prohlášen jeho hlavním městem.

### Rané období Záhřebu
Historie Záhřebu sahá až do roku 1094 n. l., kdy zde uherský král Ladislav po návratu z tažení proti Chorvatsku založil biskupství záhřebské. Souběžně s biskupským sídlem se severně od záhřebské katedrály rozvíjela kanonická osada Kaptol a na sousedním kopci opevněná osada Gradec; hranici mezi nimi tvořil potok Medveščak. Dnes je Gradec Horním městem Záhřebu (Gornji Grad) a je jedním z nejzachovalejších městských jader v Chorvatsku. Obě osady se staly terčem tatarského útoku v roce 1242. Chorvatský a uherský král Béla IV. jako projev vděčnosti za to, že mu poskytly bezpečné útočiště před Tatary prohlásil Gradec za svobodné královské město, obdařil ho Zlatou bulou, která jeho obyvatelům poskytovala vynětí ze župní správy a autonomii, jakož i vlastní soudní systém.

### 16. až 18. století

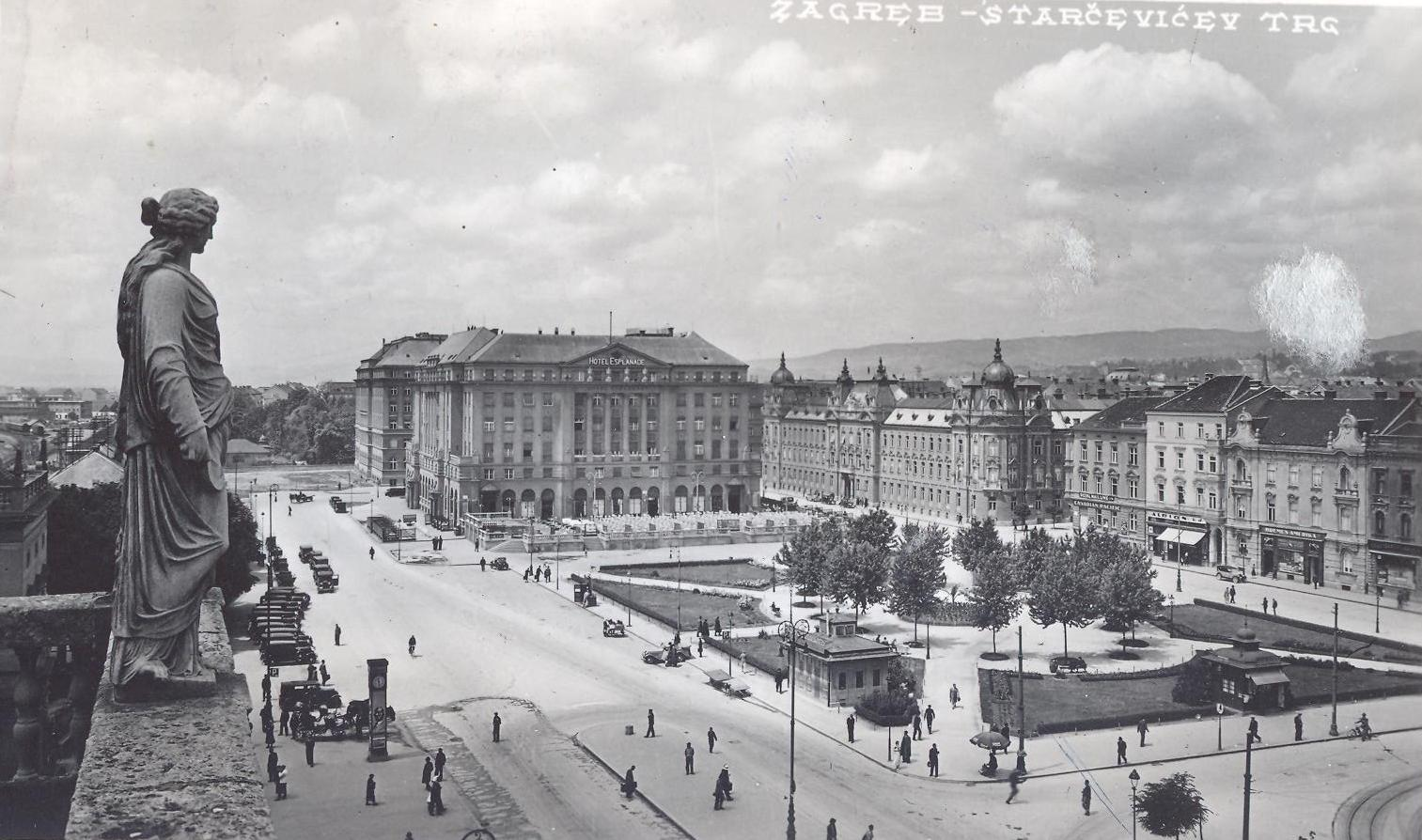
Starčevićovo náměstí, první polovina 20. století

Mezi kaptolským biskupstvím a svobodným svrchovaným městem Gradec existovaly četné vazby jak z hospodářských, tak z politických důvodů, ale jako integrované město nebyly známy, i když se politickým centrem stal Záhřeb, který zastupoval jak Chorvatsko, tak Slavonii a Dalmácii a nejprve se scházel v Gradci. Záhřeb se stal chorvatským hlavním městem v roce 1557, přičemž město bylo v roce 1621 vybráno i za sídlo chorvatského bána za bána Nikoly IX Frankopana.
Na pozvání chorvatského sněmu přišli do Záhřebu jezuité, kteří zde založili první gymnázium, kostel svaté Kateřiny a klášter. V roce 1669 založili akademii, kde se vyučovala filozofie, teologie a právo, předchůdkyni dnešní Záhřebské univerzity.
V 17. a 18. století byl Záhřeb silně zpustošen požáry a morem. V roce 1776 se královská rada (vláda) přestěhovala z Varaždinu do Záhřebu a za vlády Josefa II. se Záhřeb stal sídlem varaždínského a karlovackého generálního štábu.

### Vláda Habsburků
Od roku 1526 panovali v Uhrách i v Chorvatsku Habsburkové v osobě Ferdinanda I. Roku 1557 se v Záhřebu poprvé sešel chorvatský sněm a roku 1607 přišli na jeho pozvání do města jezuité, kteří zde založili kolej, předchůdce dnešní Záhřebské univerzity. Od roku 1621 byl Záhřeb sídlem chorvatského bána (místokrále). Obě osady, Kaptol jako církevní a Gradec jako politické centrum, měly stále svá samostatná opevnění a v určitých obdobích stály proti sobě. Jižně, mimo tato opevnění vzniklo dnešní Dolní město, kam se přesunul obchodní a řemeslný život. Teprve v roce 1850 za bána Jelačiče se Kaptol, Gradec i Donji Grad spojily do jednoho celku. V 17. a 18. století město několikrát postihly požáry a morová epidemie.
Roku 1860 dosáhla do města železnice, mezi nádražím a starou částí města začala vznikat nová měšťanská výstavba, Záhřeb se rozrůstal a později tak rostl i jeho vliv. Přispěl k němu i fakt, že po dlouhých letech nakonec získalo město statut centra chorvatského obrozeneckého hnutí, přestože Matice ilyrská (od roku 1862 Matice chorvatská) působila v Záhřebu již ke konci první poloviny 19. století. Roku 1880 postihlo město velké zemětřesení, které se silou 6,3 Richterova stupně silně poškodilo katedrálu, jež pak byla důkladně obnovena.

### 20. a 21. století
Po rozpadu Rakousko-Uherska po první světové válce se zde konal sněm jihoslovanských národů padlého mocnářství. Jejich zástupci se rozhodli pro vytvoření jednoho státu – Království Srbů, Chorvatů a Slovinců. Mezi lety 1929 a 1939 tu bylo sídlo Sávské bánoviny, za druhé světové války pak ustašovského státu. V meziválečném období žilo v Záhřebu okolo 185 000 lidí.
Během socialistické Jugoslávie byl Záhřeb opět hlavním městem Chorvatska. V této době byl vystavěn tzv. Novi Zagreb – sídliště na jih od města, u řeky Sávy. Pro život město byla významnou akcí Univerziáda v roce 1987, kdy do Záhřebu přicestovalo 6423 sportovců z 122 zemí světa. Od roku 1991 je opět hlavním městem nezávislého Chorvatska, za balkánské války byl sice bombardován, ale nebyl vážně poškozen. V současné době má okolo 700 000 obyvatel, s předměstími okolo milionu.
Dne 22. března 2020 v ranních hodinách došlo v Záhřebu k zemětřesení o síle 5,3 stupňů Richterovy stupnice které postihly město, jeho okolí spolu a přilehlou částí sousedního Slovinska. Po prvním otřesu v 6 hodin 30 minut ráno se objevily ještě dva navazující se sílou 5,1 a 3,7 stupňů. Epicentrum se nacházelo v blízkosti místní části Záhřebu Makuševac. Jedna osoba byla zabita, dalších 27 zraněno.

## Obyvatelstvo

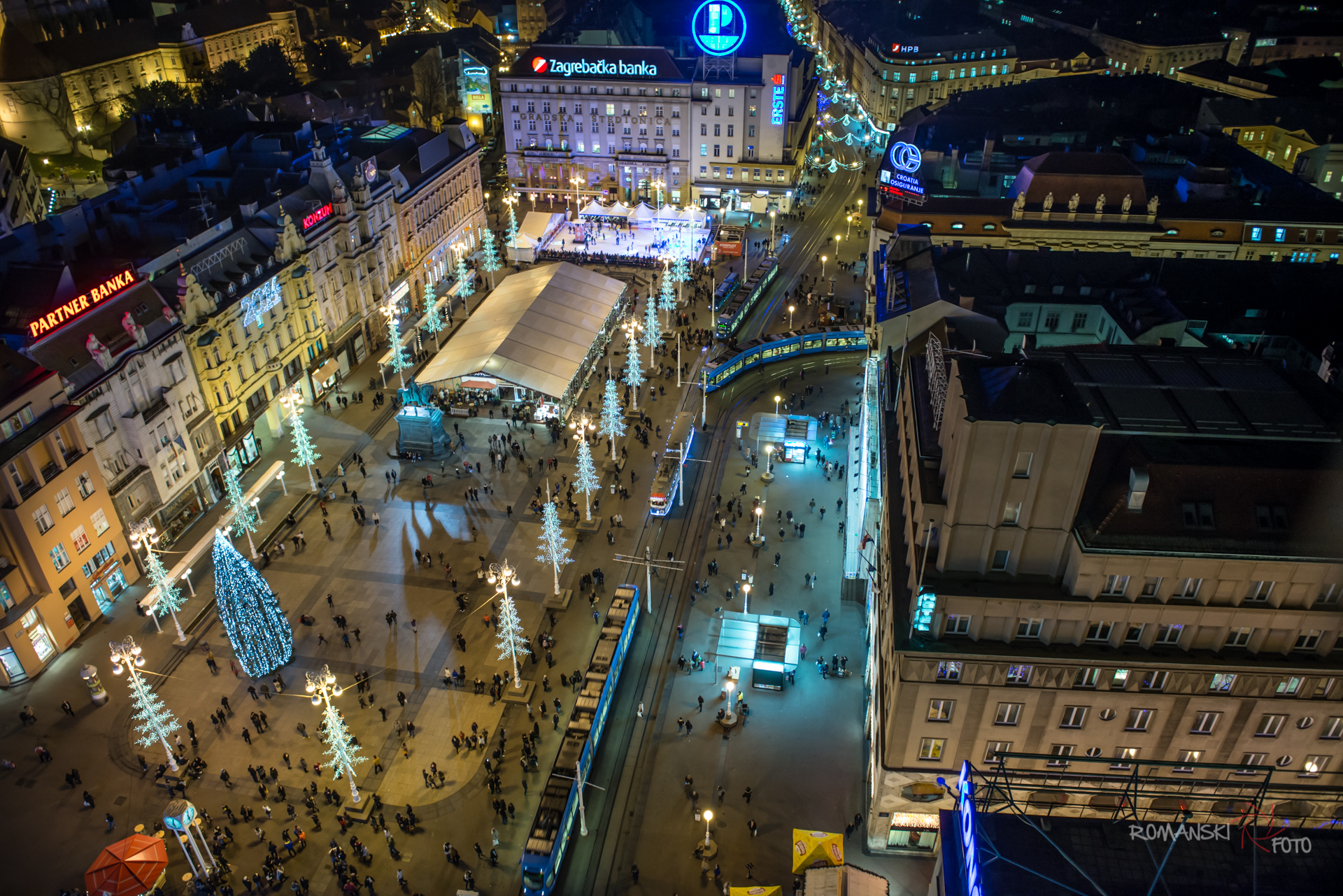
Jelačićovo náměstí

V roce 2018 žilo v Záhřebu 804 507 obyvatel, podle sčítání lidu z roku 2011 to bylo 790 017 osob. S předměstími a Záhřebskou župou žije v metropoli Chorvatska bez ohledu na jeho administrativní hranice okolo milionu lidí. Mezi nelidnatější místní části metropole patří: Trešnjevka (okolo 120 000 obyvatel), Novi Zagreb, (přes 110 000 lidí) a Dubrava (okolo 100 000 osob).
Obyvatelstvo tvoří z 92 % lidé chorvatské národnosti. Národnostní menšiny jsou především příslušníci národů a národností bývalé Jugoslávie, především Srbové (v roce 2001 cca 18 tisíc), Slovinci, Bosňáci a Albánci (především z Kosova a Severní Makedonie). Okolo dvou stovek lidí se přihlásilo i k české a zhruba stejný počet také k slovenské národnosti. 87 % obyvatel se přihlásilo k Římskokatolické církvi, dále je zastoupena i Srbská pravoslavná církev (Záhřeb je jedním ze sídel pravoslavné správní jednotky), islámská obec, evangelická církev a další. Okolo 4 % obyvatel Záhřebu se považuje za agnostiky a 3,5 % za ateisty. V minulosti zde byli zastoupeni i Židé; židovská komunita zde činila před druhou světovou válkou 5,8 % obyvatel a dokonce od roku 1841 provozovala i vlastní školu.
Počet obyvatel po roce 1991 stagnuje a po roce 2001 se mírně zvyšoval především díky migraci. Zatímco do Záhřebu migrují lidé z celého Chorvatska, z města se vystěhovávají někteří Chorvati do zahraničí. V roce 2016 mělo město pozitivní přírůstek obyvatelstva v počtu 2706 osob; cca třináct tisíc lidí se dostěhovalo do Záhřebu a cca deset tisíc se vystěhovalo především do zahraničí. Ještě v druhé polovině 90. let 20. století bylo migrační saldo pro Záhřeb vysoce pozitivní.
V roce 2011 činil věkový průměr místního obyvatelstva 41,6 let, což představovalo ve srovnání s předchozími lety mírný vzestup. Zvýšil se také podíl osob starších 65 let (na cca 17 %) na úkor počtu práceschopného obyvatelstva a dětí/mládeže.
Místní obyvatelé se označují mezi sebou neformálně jako purgeri (z německého burger, měšťan).

## Kultura a pamětihodnosti

### Historické jádro města

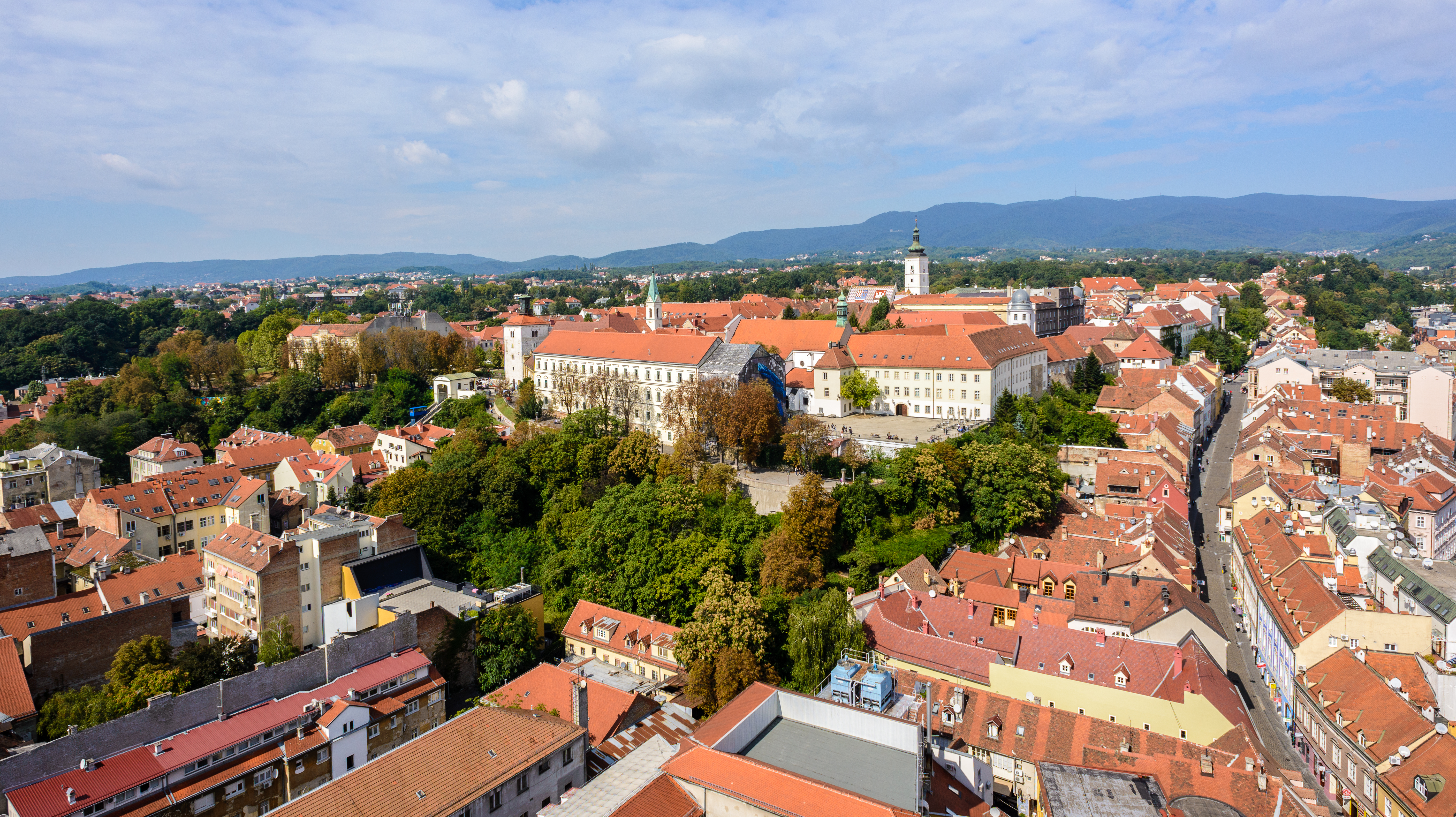
Panorama historického jádra města

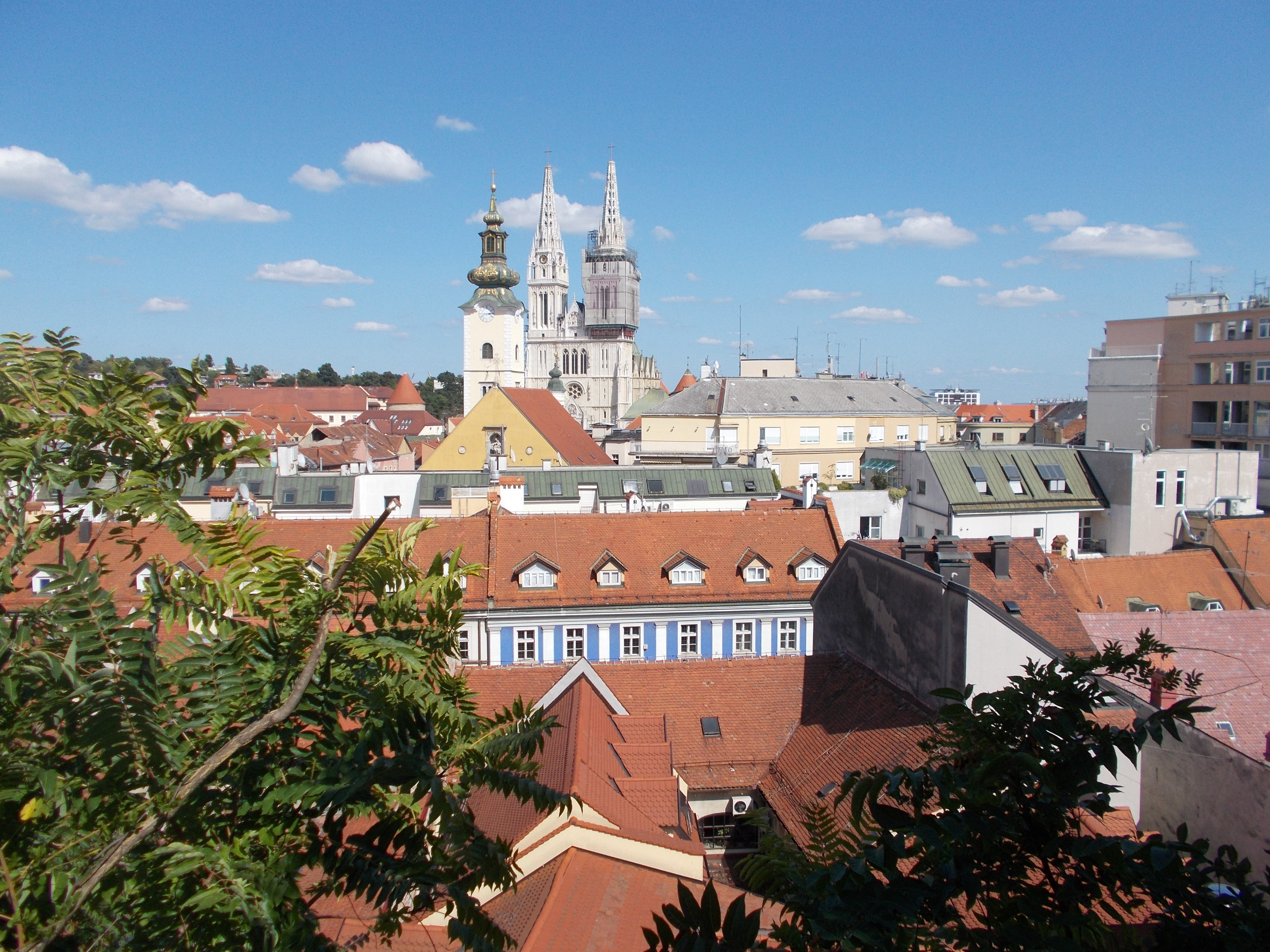
Panorama horního města

Centrum Záhřebu má charakter typického velkoměsta někdejší habsburské monarchie. Historické jádro města je tvořeno částmi Horní město a Kaptol, a mladší Dolní město. Gradec (Horní město) patří k nejlépe zachovaným historickým centrům v Chorvatsku. Směrem na východ, za údolím potoka Medveščaku, je rovněž středověký Kaptol s gotickou katedrálou. Dnes nejživější část města, Dolní město, vzniklo od poloviny 19. století mezi nádražím a historickými městy. Po druhé světové válce k nim přibyl Nový Záhřeb, totiž sídliště na pravém břehu Sávy.
Historicky nejvýznamnější je Horní město, kde sídlí Vláda Chorvatska a parlament a kde stojí gotický kostel svatého Marka se znaky Záhřebu, Chorvatska, Dalmácie a Slavonie na střeše z barevných glazovaných tašek. Zatímco tato část Záhřebu je významná hlavně z turistického hlediska, Dolní město je hlavně centrem kulturním, obchodním a společenským. Jeho živé třídy doplňují velká náměstí, pojmenovaná po významných osobnostech chorvatské historie (Bána Jelačiće, krále Tomislava), i významné budovy školské, či kulturní.
Gradec a Kaptol spojuje Kamenná brána (chorvatsky Kamenita vrata) ze třináctého století s poutní svatyní s obrazem Panny Marie, který odolal požáru v roce 1731. Horní město s Dolním spojuje také více než sto let stará lanová dráha (chorvatsky Zagrebačka uspinjača). Trasa, na které její modré kabinky překonávají výškový rozdíl 30 metrů, je dlouhá šestašedesát metrů a jízda z jednoho konce na druhý netrvá ani minutu.

### Muzea

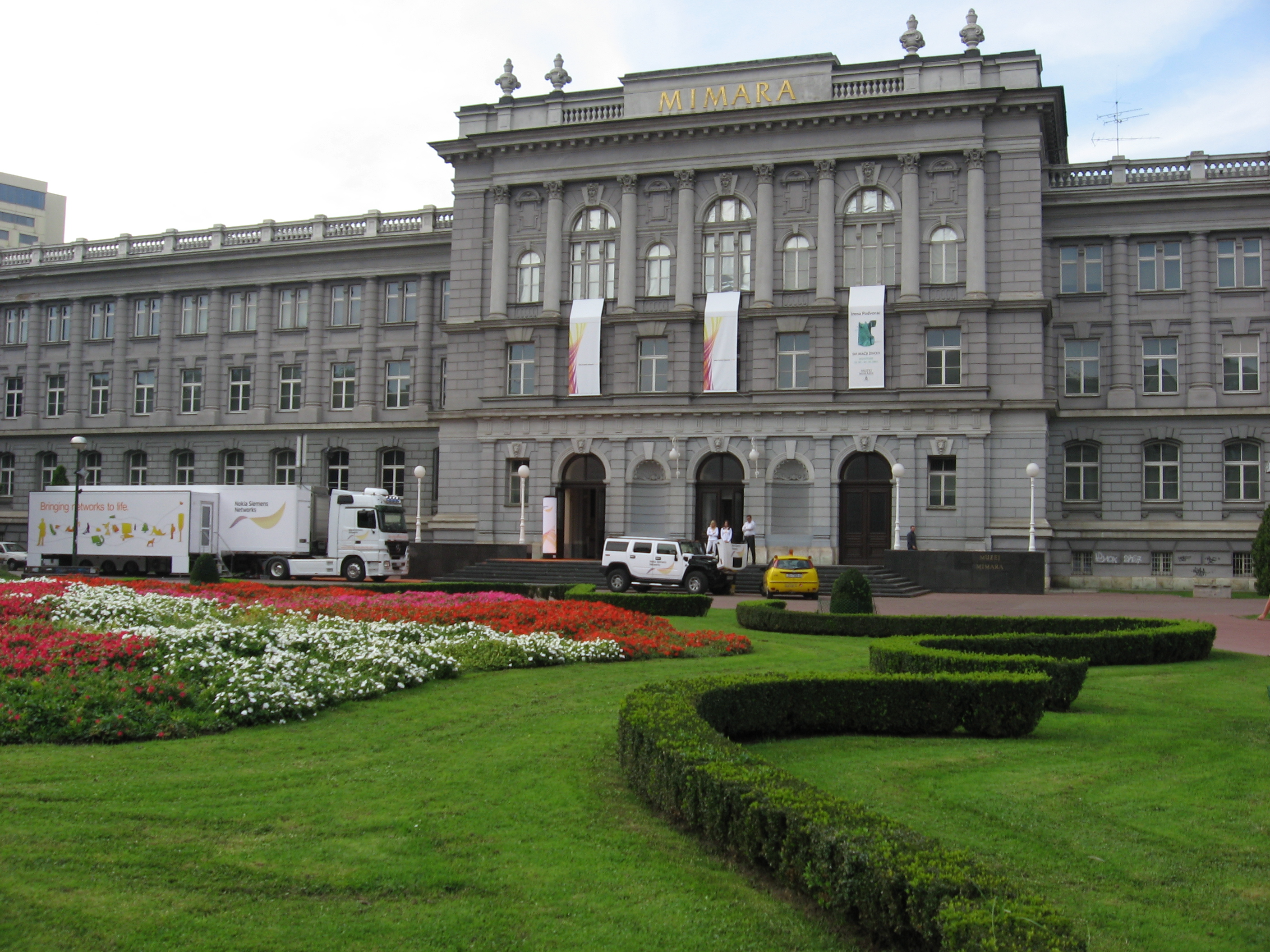
Muzeum Mimara

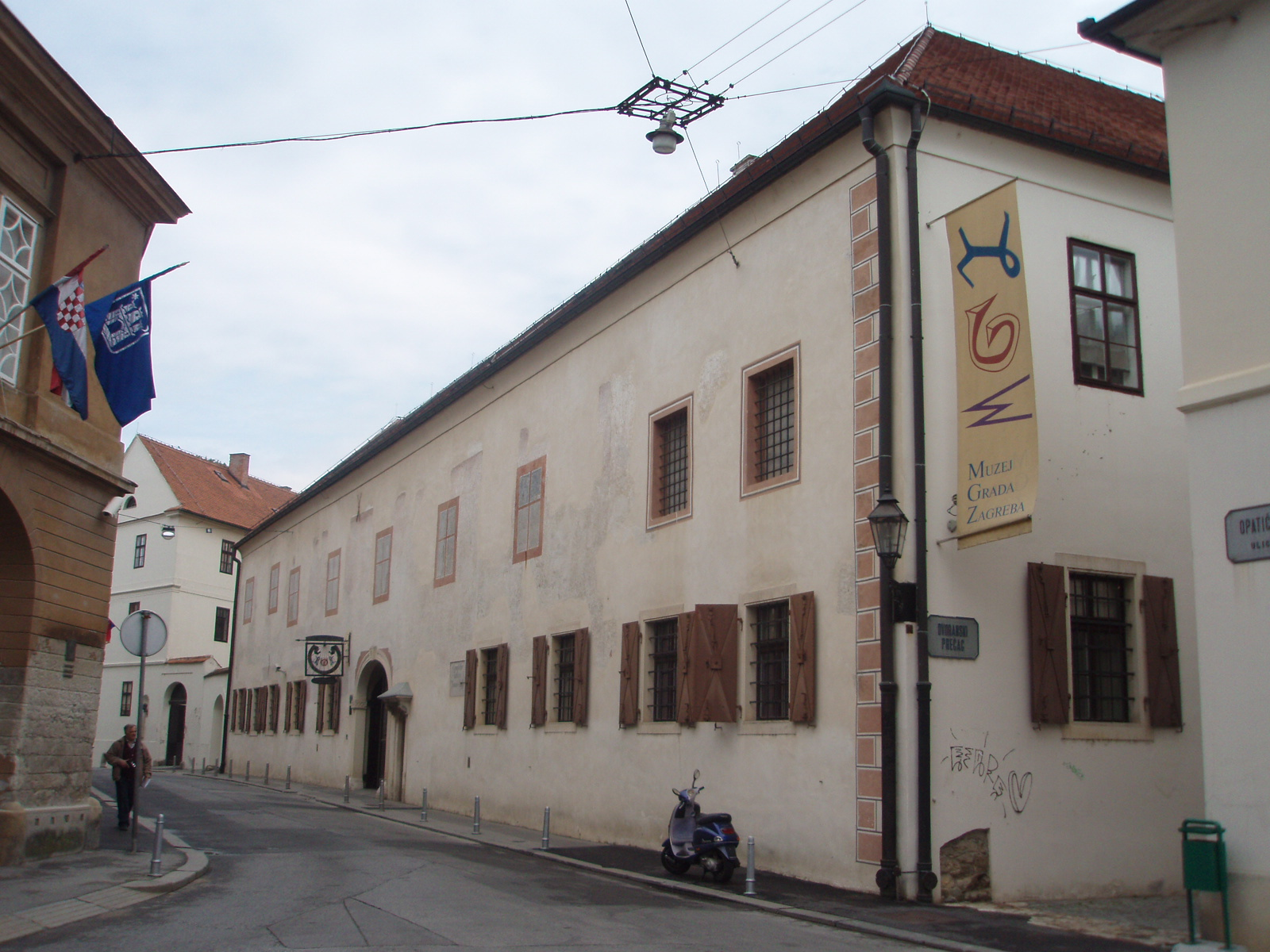
Městské muzeum

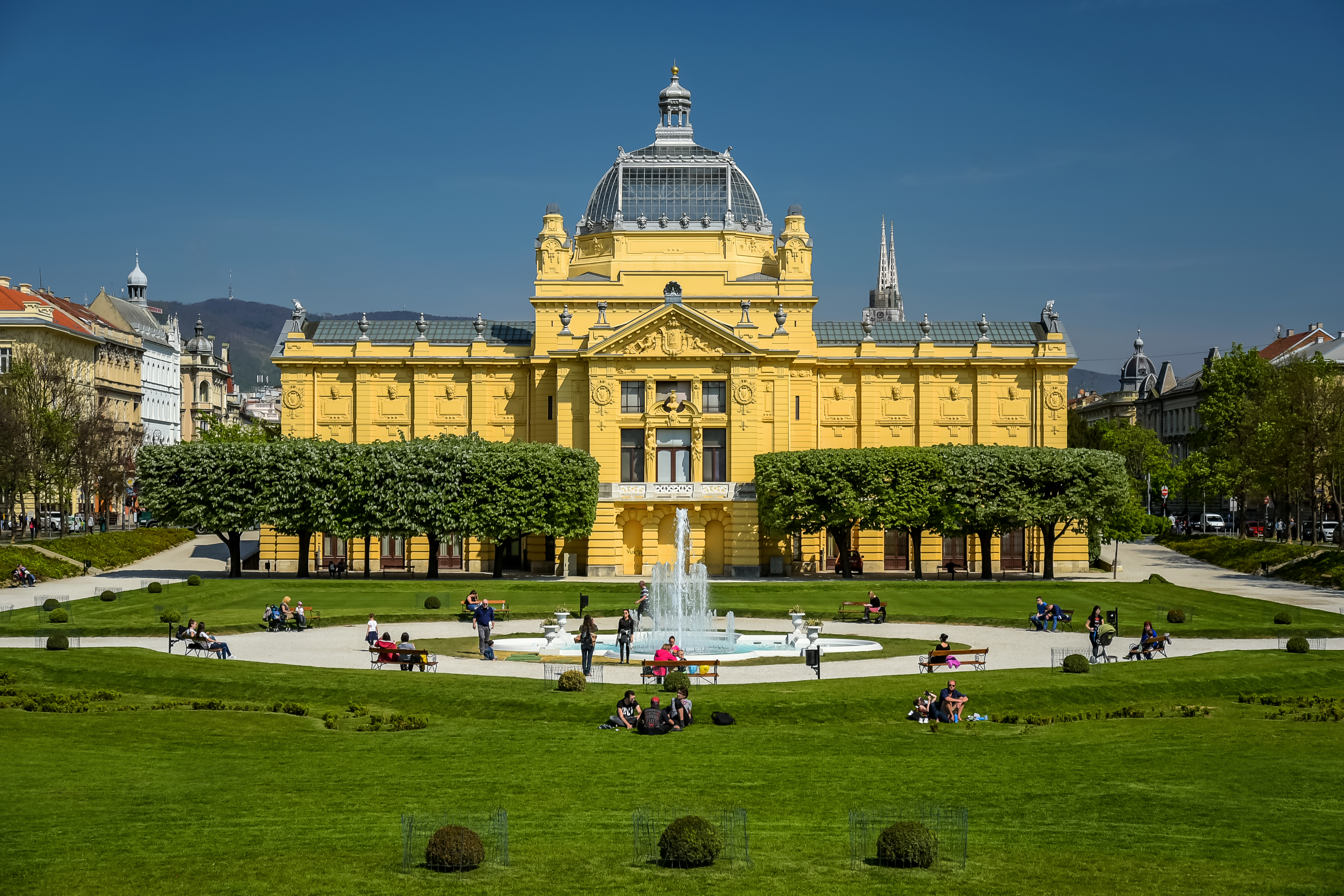
Pavilon umění

V Záhřebu sídlí velký počet těchto institucí a proto je také někdy přezdíván jako Muzejní město.[zdroj?] V roce 2015 všechna místní muzea navštívilo na sedm set tisíc lidí. Celkem se zde nachází okolo čtyřiceti muzeí, významnější a známější z nich jsou následující:
- Archeologické muzeum, založené v roce 1864, má bohatou numismatickou sbírku, stejně jako značný počet exponátů ze starověkého Egypta.
- Technické muzeum, založené roku 1954, do jehož expozice patří např. nejstarší lokomotiva v regionu z r. 1830
- Muzeum umění a řemesel na adrese Trg Republike Hrvatske 10, založeno v roce 1880.
- Muzeum Mimara, shromažďuje cca 3700 uměleckých předmětů, založeno bylo roku 1987. Patří k nejoblíbenějším ve městě.[66]
- Chorvatské muzeum naivního umění, považované za první muzeum tohoto uměleckého směru na světě
- Městské muzeum, bývalý klášter klarisek, se nachází na severním konci města s mohutnou hradební věží.
- Muzeum rozchodu (chorvatsky Muzej raskinutih veza)[67]
- Etnografické muzeum, založené v roce 1919
- Muzeum současného umění
- Chorvatské školské muzeum[68]
- Chorvatské lovecké muzeum[69]
- Muzeum kocoviny[70]
- Chorvatské muzeum sportu
- Muzeum pošty a telekomunikací
- Muzeum Ivana Meštroviće

... a mnohá další.

### Galerie
- Strossmayerova galerie starých mistrů se nachází na adrese Zrinjevac 11.
- Galerie Klovićevi dvori
- Pavilon umění (chorvatsky Umjetnički pavilon), který pořádá výstavy již přes 100 let.
- Meštrovićův pavilon, zbudovaný v 30. letech 20. století.[71]

### Divadla
V Záhřebu působí okolo 20 divadelních scén. Hlavním z nich je Chorvatské národní divadlo (chorvatsky Hrvatsko narodno kazalište), které sídlí na náměstí Chorvatské republiky v nápadné novoklasicistní budově. Kromě toho zde sídlí také městské divadlo. Pod něj spadá celkem 12 scén na území města, čtyři jsou soukromé.
Koncertní sál Vatroslava Lisinského, který je využíván k hudebním akcím, je pojmenován po chorvatském hudebním skladateli. Postaven byl roku 1973
V roce 2013 bylo ve veřejných divadlech, které tvoří cca 60 % všech těchto institucích ve městě, uskutečněno na 1600 divadelních představení, které navštívilo na 357 tisíc lidí.

### Knihovny
V Záhřebu sídlí Národní a univerzitní knihovna (její počátky sahají do 18. století), dále Knihovna města Záhřebu, Knihovna Andrije Štampara, regionální knihovna Zagrabiensia, Knihovna Vladimira Nazora, Knihovna Medvešcak a Knihovna a čítárna Bogdana Ogrizoviće.
V Záhřebu rovněž sídlí i knihovny národnostních menšin, např. albánská, rusínská a ukrajinská.

### Kulturní akce

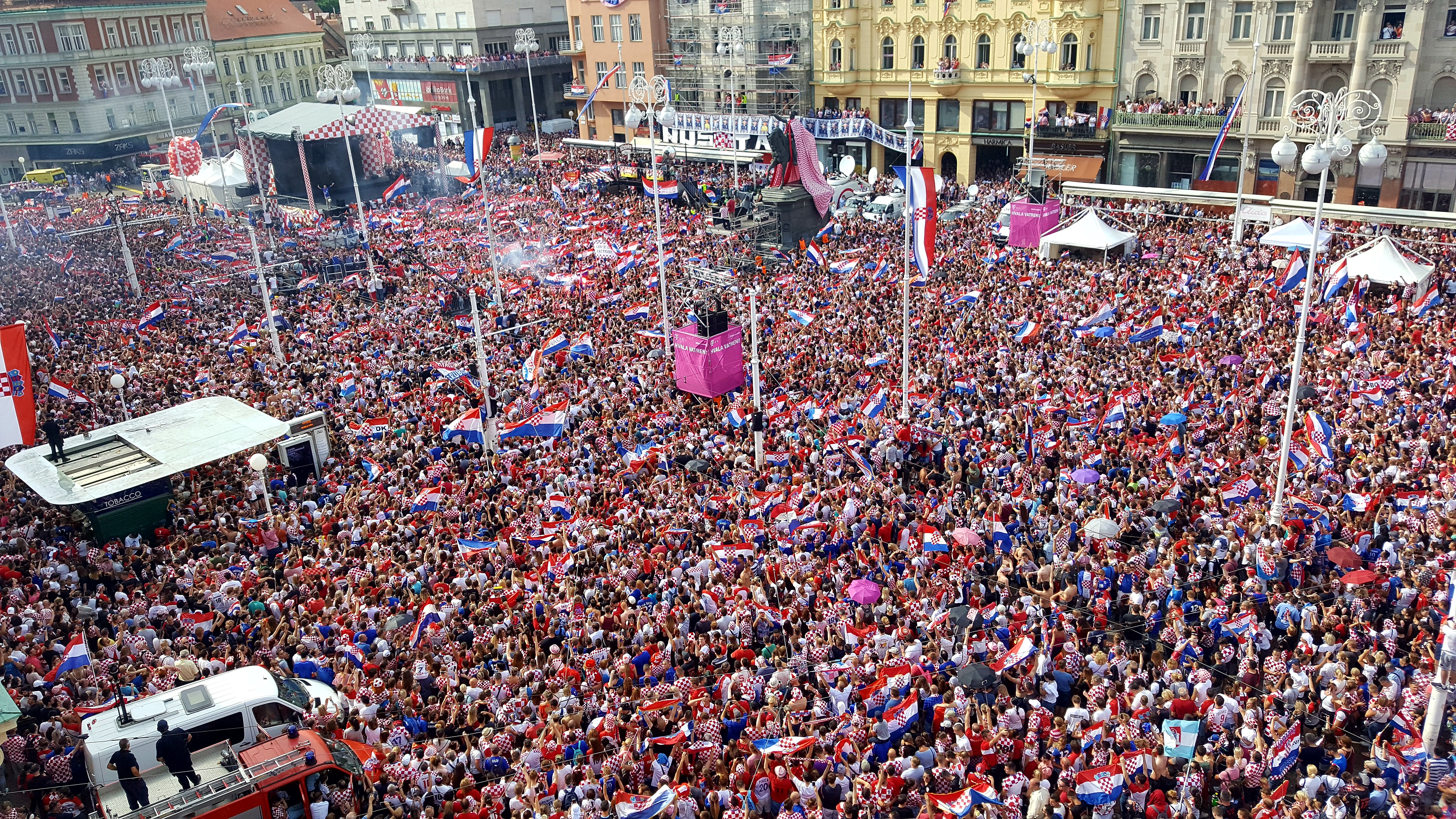
Chorvaté slavící zisk stříbrné medaile

V Záhřebu se každoročně pořádá okolo sedmdesáti různých kulturních akcí. Pravidelně se zde koná od roku 2003 filmový festival, festival dokumentárních filmů ZagrebDox a festival animovaných filmů. Pořádán je rovněž i divadelní festival Eurokaz a mnohé další. Populární je také Food Truck Festival
V roce 1945 bylo v Záhřebu založeno Sdružení výtvarných umělců (ULUH). Sídlilo zde také filmové studio Jadran film, při němž bylo aktivní i studio kreslených filmů. To se postupně rozrostlo o samostatnou školu kresleného filmu. Každoročně se rovněž konají ve městě během adventu trhy, které jsou jedny z nejkrásnějších v Evropě. V centru města, na Náměstí bána Jelačiće a v přilehlých historických uličkách, v roce 2018 Chorvaté mohutně slavili zisk stříbrné medaile z Mistrovství světa ve fotbale.

### Kulturní památky/pamětihodnosti
V Záhřebu se nachází celá řada pamětihodností. Ve městě je evidováno 616 kulturních památek.

#### Horní město (Gradec)

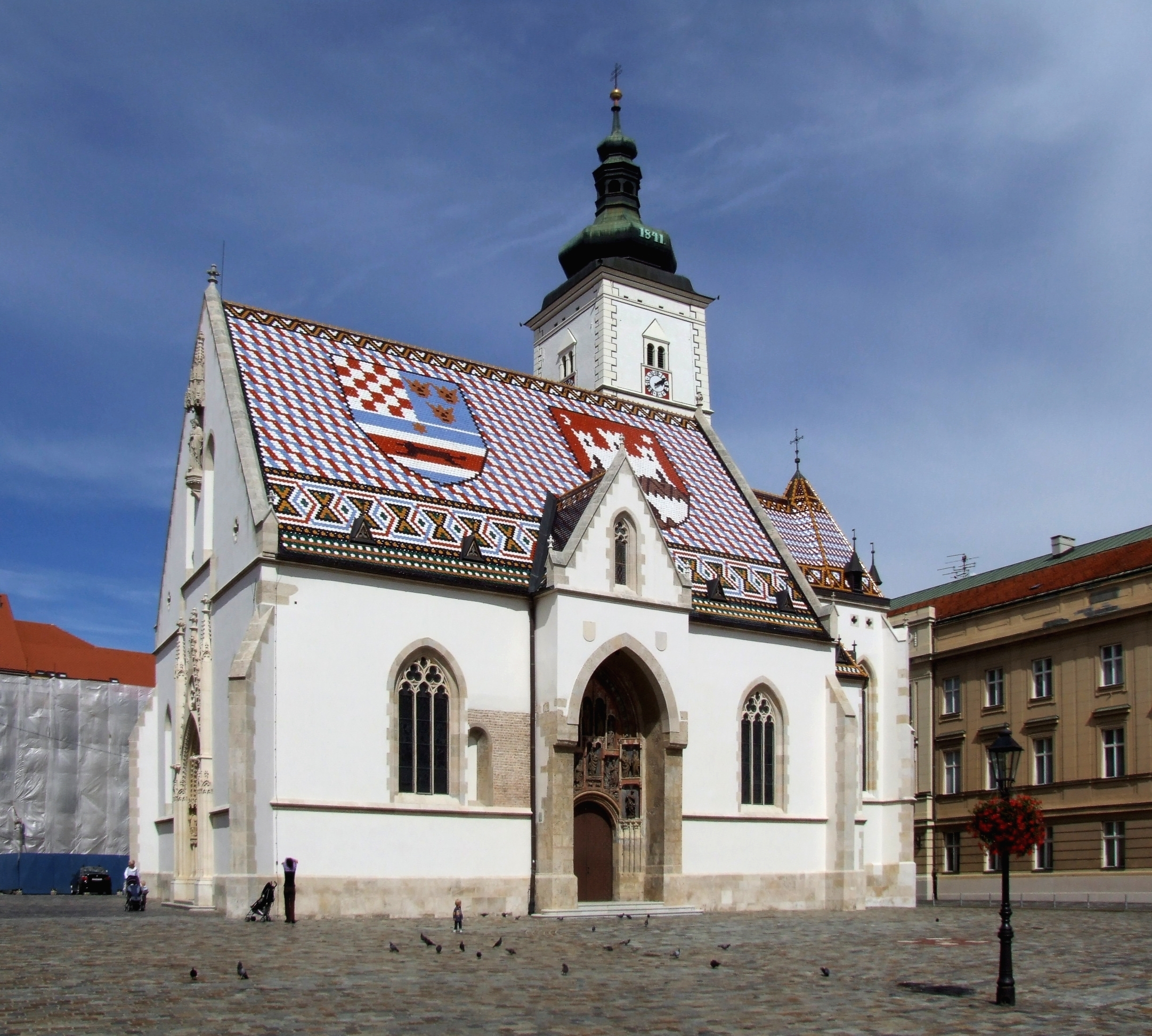
Kostel sv. Marka

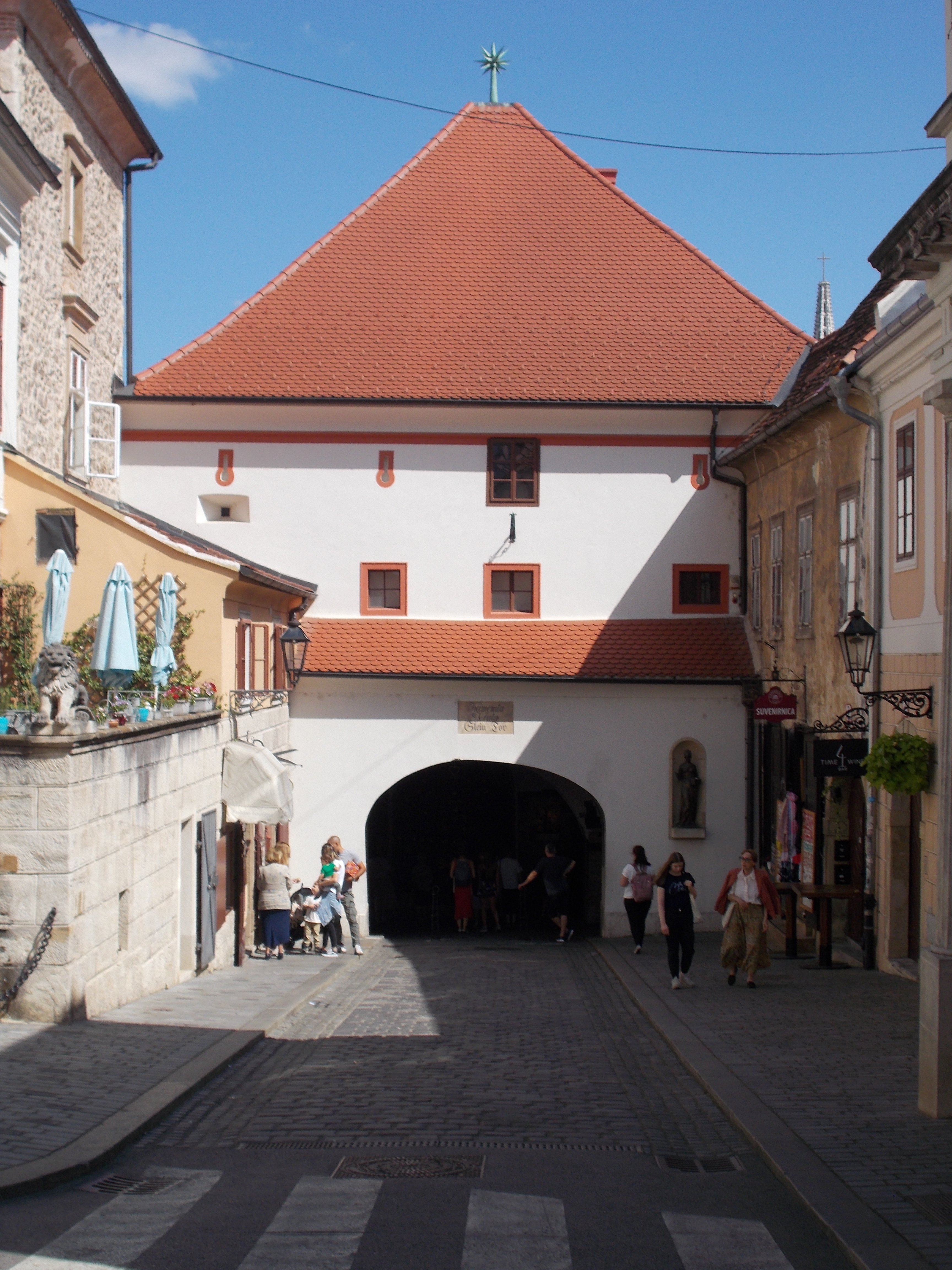
Kamenita vrata

- Věž Lotrščak (chorvatsky Kula Lotrščak), původně ze 13. století[82], stojí na jižním okraji Horního města, u horní stanice lanovky. Je v ní městské muzeum, z horního patra je pozoruhodný výhled na město.
- Kamenná brána (chorvatsky Kamenita vrata), původně ze 13. století, je jediná zachovaná z původně pěti bran Gradce. Vede do údolí potoka Medveščaku a v bráně je poutní kaple Panny Marie.
- Bánský dvůr (chorvatsky Banski dvori), barokní patrový komplex ze 17. století, dnes sídlo chorvatské vlády.
- Chorvatský parlament se sídlem na protější straně Náměstí sv. Marka.
- Gotický kostel sv. Marka na stejnojmenném náměstí, založený ve 13. století, přestavěný kolem roku 1400 a rozšířený 1499.
- Jezuitský kostel svaté Kateřiny s kolejí

#### Kaptol

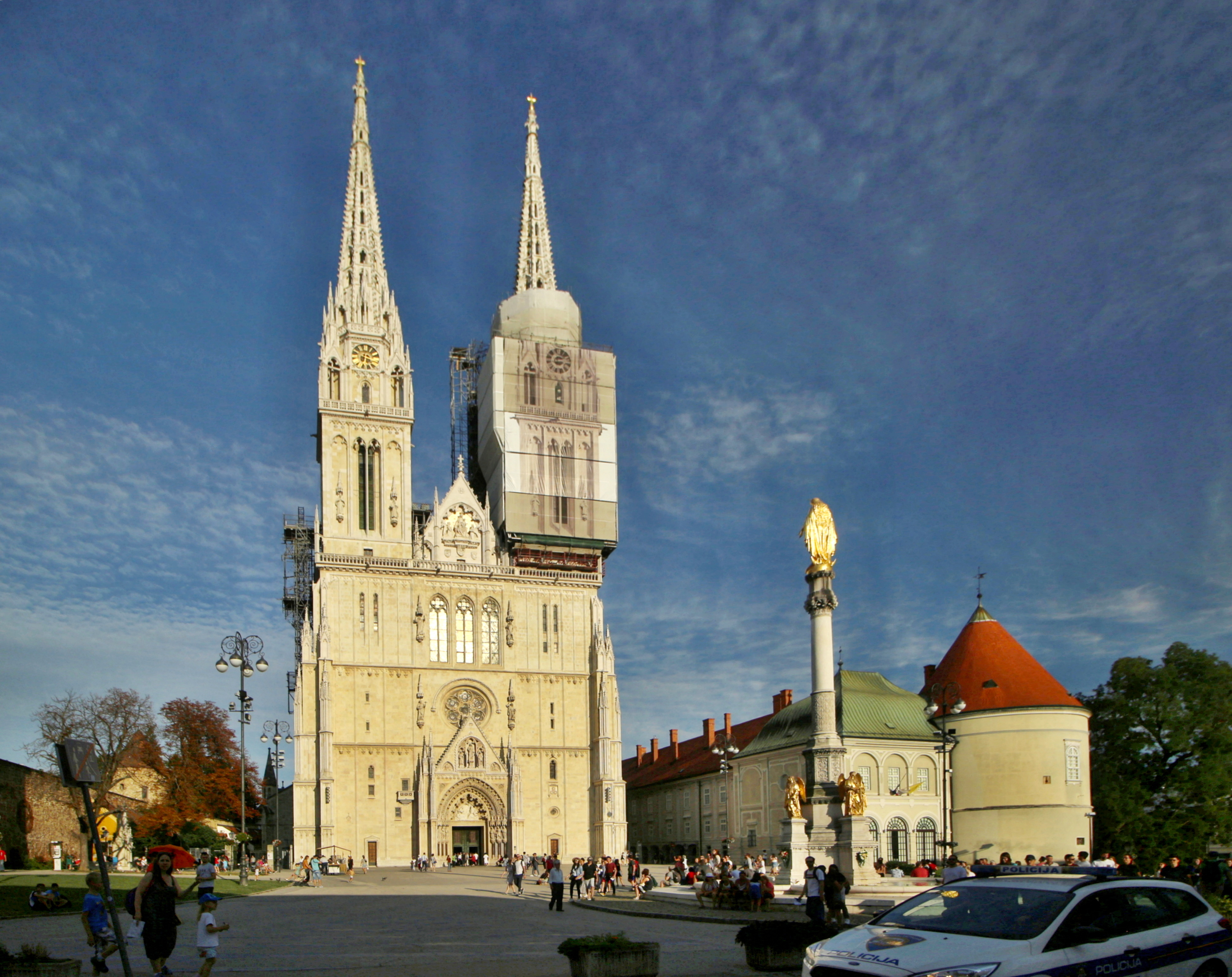
Záhřebská katedrála a Arcibiskupský palác

- Katedrála Nanebevzetí Panny Marie, sv. Štěpána a Ladislava (chorvatsky Katedrala Uznesenja blažene Djevice Marije i svetih Stjepana i Ladislava), vznikala na místě starší katedrály z 12. století. Kolem roku 1400 byli k její dostavbě povoláni řemeslníci z Prahy. Po zemětřesení roku 1880, které katedrálu silně poškodilo, byla přestavěna a opatřena novogotickým průčelím se dvěma 105 m vysokými věžemi místo původní jedné.
- Arcibiskupský palác (chorvatsky Nadbiskupski dvor u Zagrebu) se třemi křídly kolem katedrály byl v 17. století silně opevněn, zbytky hradby s baštami se zachovaly.

#### Dolní město
- Náměstí bána Jelačiće (chorvatsky Trg bana Jelačića), hlavní a nejživější náměstí pod Kaptolem, je také středem pěší zóny, která zahrnuje i hlavní obchodní ulici Ilica.
- Pravoslavný katedrální chrám Proměnění Páně záhřebsko-lublaňské metropolie Srbské pravoslavné církve z 19. století na náměstí Cvjetni trg.
- Chorvatské národní divadlo (chorvatsky Hrvatsko narodno kazalište u Zagrebu) z roku 1895
- Zelená podkova, komplex parků v jižní části Dolního města až k nádraží. Západně navazuje Botanická zahrada o rozloze asi 5 ha s asi 10 tisíci rostlinných druhů.
- Oktogon – krytá městská pasáž postavená jako součást budovy bývalé spořitelny, postaven v letech 1898–1900.
- Hřbitov Mirogoj, nejvýznamnější záhřebský hřbitov, kde jsou pohřbeny významné osobnosti chorvatských dějin i společenského života.

## Ekonomika

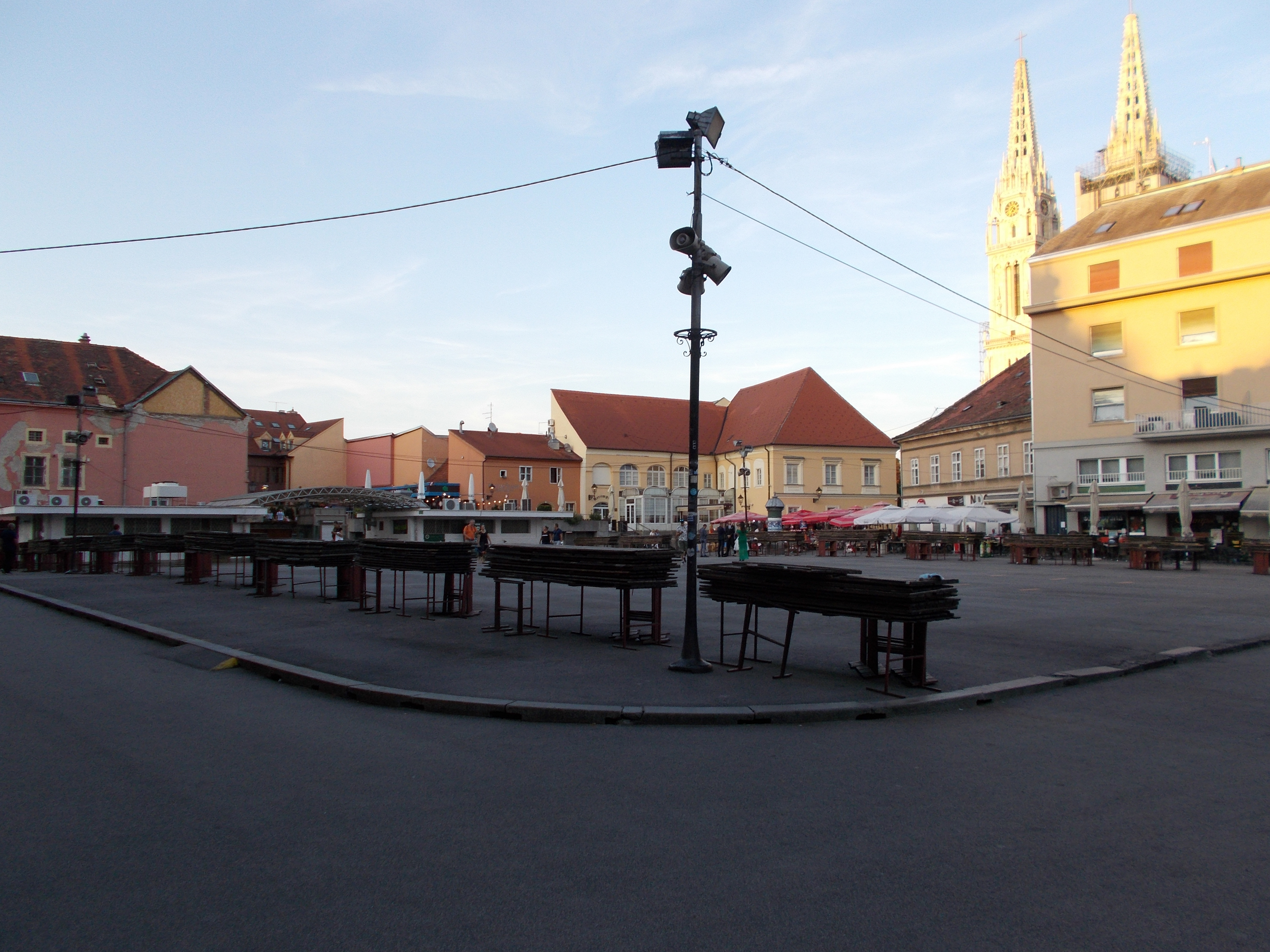
Tržiště v centru města (Dolac)

Záhřeb je ekonomickým centrem země, sídlí zde Chorvatská národní banka (chorvatsky Hrvatska narodna banka), burza a řada chorvatských společností. Svoje sídlo zde Záhřebská burza, znovuobnovená v roce 1991, a řada větších chorvatských obchodních bank (Privredna banka Zagreb, Hip Alpe-Adrija bank, Zagrebačka Banka, Hrvatska poštanska banka). Záhřeb je také i městem, kde se pořádají mezinárodní veletrhy a výstavy. Výstaviště Záhřeb se nachází na jižním okraji města, za řekou Sávou v Novém Záhřebu.
Co do průmyslu jsou nejvýznamněji zastoupena následující odvětví: Výroba elektrických zařízení, chemický, farmaceutický a textilní průmysl, stejně jako průmysl potravinářský. Obyvatelstvo je dominantně zaměstnáno ve službách, zastoupena je menším podílem[zdroj?] také turistika. V obchodu pracuje 33 % místních obyvatel, dále v průmyslu 30 %, v dopravě a spedici 10 %, ve finančním sektoru 7 % a v ostatních odvětvích okolo 20 %. Na prvovýrobu (vč. lesnictví, zemědělství a rybářství) připadá jen 0,3 % všech pracujících.
Průmyslové zóny se nachází na okraji města, v lokalitách Žitnjak a Jankomir, resp. v nedalekém městě Sesvete, které je administrativní součástí Záhřebu. V Záhřebu sídlí řada větších chorvatských firem, např. INA industrija nafte, Pliva (farmaceutická společnost), Kraš a Franck (potravinářský průmysl), strojírenská firma Rade Končar, továrna na výrobu dopravních prostředků TŽV Gredelj).
V roce 2008 měl rozpočet města Záhřebu celkovou výši 7,45 miliard kun. Město má také nejvyšší HDP na obyvatele v zemi. Ve městě sídlí cca 1/3 chorvatských společností a v roce 2014 se podílelo 1/3 na celostátním HDP (před hospodářskou krizí v první dekádě 21. století to bylo pouze 30 %). V Záhřebu je registrováno okolo čtyřiceti pěti tisíc právnických osob.
Dle informací ze sčítání lidu 2011 bylo 6,4 % místního obyvatelstva nezaměstnaných, 47,8 % zaměstnaných a 45,7 % ekonomicky neaktivních (penzisté nebo děti a studenti). V roce 2017 bylo celkem 23 827 obyvatel Záhřebu bez práce. Zaměstnaných osob bylo okolo čtyři sta tisíc.
V Záhřebu se spotřebuje 19 % veškeré elektrické energie z celého Chorvatska. Okolo metropole stojí několik elektráren, které spalují ropu.

### Turistika
Záhřeb je jako hlavní město přirozeným cílem návštěvníků jak z Chorvatska, tak i ze zahraničí. Ročně jej navštíví okolo milionu lidí. Počet návštěv však vzhledem k atraktivitě nedalekého pobřeží Jaderského moře v letních měsících do jisté míry klesá. 80 % turistů, kteří navštíví Záhřeb, jsou cizinci.
Hlavní město je také známé mnoha špičkovými restauracemi, které nabízejí více než tradiční chorvatská jídla a klasická jídla.

## Životní prostředí a zeleň

### Ovzduší

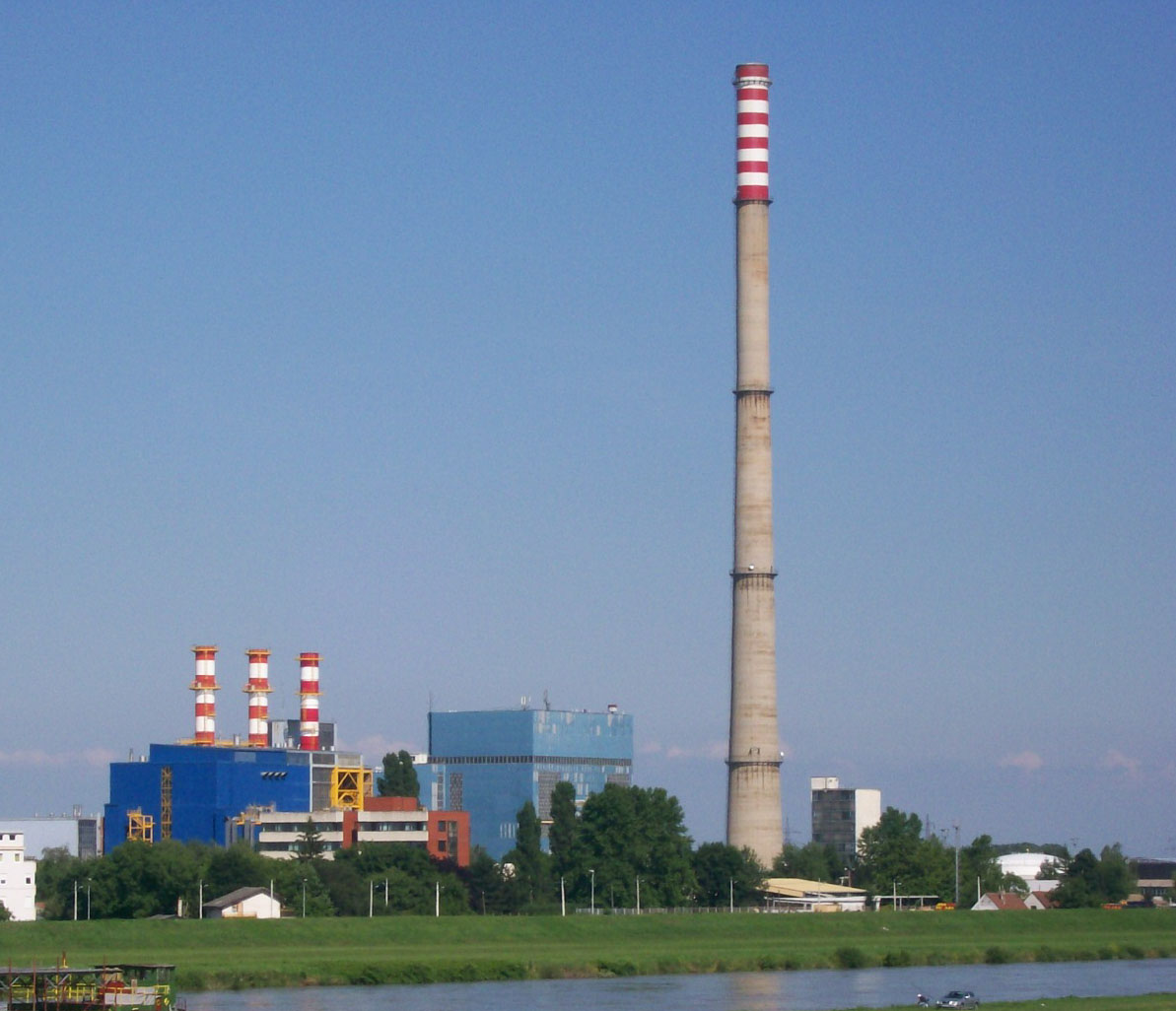
Teplárna v Záhřebu

Od roku 1965 se pravidelně v Záhřebu měří kvalita ovzduší. Město zaznamená občas zvýšené hodnoty částic PM 10, ve srovnání s dalšími metropolemi republik a autonomních oblastí bývalé Jugoslávie je však míra znečištění ovzduší velmi nízká. V roce 2010 přijalo město Záhřeb plán snížení emisí částic PM 10 především v západní části města. Zdrojem znečištění ovzduší jsou kromě dopravy také elektrárny a teplárny v jeho okolí. Jen okolo Záhřebu stojí tři elektrárny které spalují naftu. I přesto se může v některých dnech stát, že míra znečištění ovzduší dosáhne rekordních hodnot.

## Doprava

### Silniční

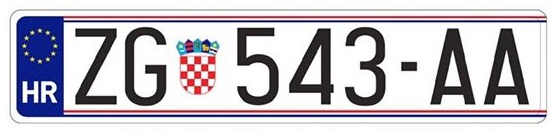
Státní poznávací značka Záhřebu

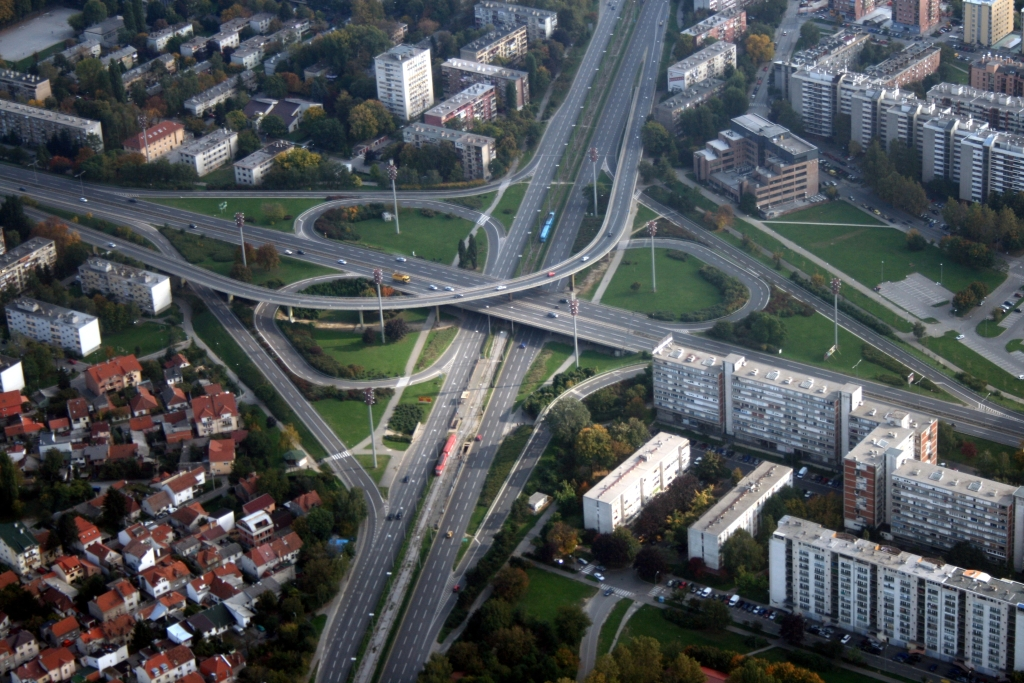
Mimoúrovňová křižovatka v Záhřebu

Většina hlavních chorvatských dopravních tahů prochází přes území hlavního města. Ze Záhřebu vede celkem pět dálnic, které směřují do všech částí země. Městem také vedou dva z celkem tří tzv. panevropských koridorů, které přetínají alespoň v nějaké části chorvatské území. Hlavní dálniční obchvat kolem města sleduje jižní trasu, na kterou se postupně napojují významné chorvatské dálnice; A1 do Dalmácie, A3 do Slavonie a také dva dopravní tahy na sever do Slovinska.
Dopravní síť města Záhřebu tvoří roštový systém hlavních tříd, které město spojují ve směru západ-východ s těmi, které vedou přes řeku Sávu ve směru sever-jih. Tento vzorec, který vychází z nejstarší zástavby středu města se opakuje např. i na sídlišti Nový Záhřeb. Mezi nejvytíženější třídy ve směru západ-východ patří např. Ulica grada Vukovara, Slavonska avenija a Avenija Dubrovnik.
V roce 2015 se v Záhřebu pohybovalo cca 1300 vozidel taxislužeb.

### Veřejná
Veřejnou dopravu v Záhřebu zajišťuje příměstská železniční doprava, tramvaje a autobusy. Občas bývá diskutován i systém metra.

#### Městská

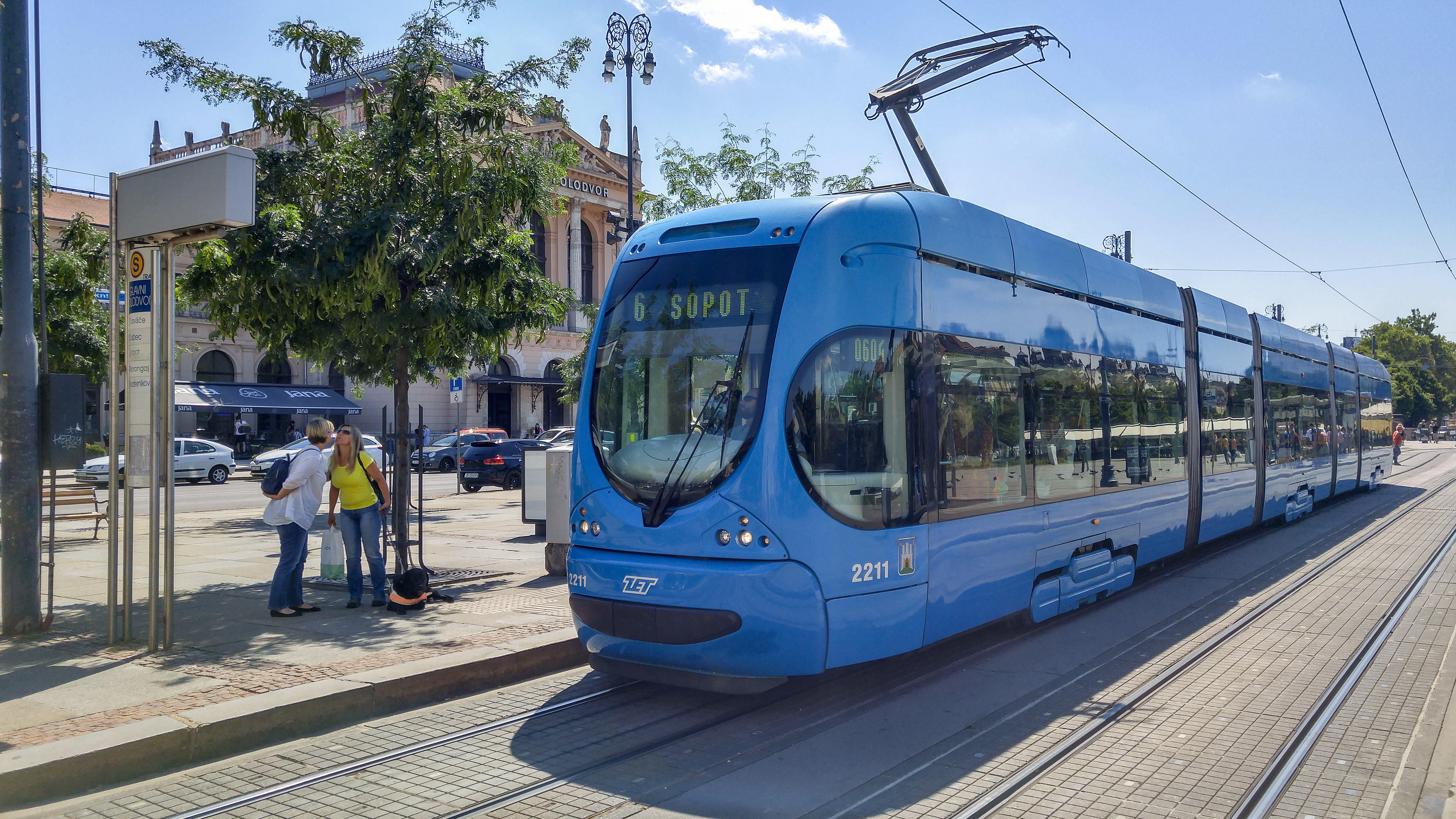
Záhřebská tramvaj typu TMK 2200 je tím nejmodernějším, čím se mohou Záhřebané i návštěvníci města svézt

Veřejnou dopravu v Záhřebu tvoří síť tramvajových a autobusových linek, doplněná příměstskými železničními spoji a dalšími druhy dopravy (taxi aj). Páteřním druhem dopravy je tramvajová, kterou zajišťuje záhřebský podnik Zagrebački električni tramvaj (ZET). Ten stejně tak provozuje i lanové dráhy, které zajišťují hlavně v severní části města překonání výškových rozdílů.
První elektrická tramvaj vyjela v Záhřebu 18. srpna roku 1910 a do dnešních dní se místní dopravní síť rozrostla na 116 km. Počet linek se pohybuje kolem patnácti, zajištěny jsou kromě denních i noční spoje. Autobusová síť tramvaje doplňuje a počet jejích linek překračuje 120. V centru města pak slouží již od roku 1889 lanová dráha, která spojuje dvě části historického města – Donji a Gorni grad, které odděluje jejich rozdílná výška. Pro město ikonická lanovka patří mezi nejkratší svého druhu na světě.
Příměstská železnice zajišťuje spojení chorvatské metropole s okolními městy. Denně ji používá kolem 70 000 lidí, kteří dojíždějí do zaměstnání, za kulturou, či rekreací. Nejvytíženější železniční tratí je úsek Savski Marof – Záhřeb a z hlavního nádraží na Dugo Selo. Příměstské spoje pak také jezdí do Veliké Gorice, Samoboru, Zaprešiće, Jastrebarska, Sisaku, Koprivnice, Harmice, Varaždína a některé spoje do Krapiny, Čakovce, Bjelovaru a Virovitice. Příměstská železniční doprava je v provozu od roku 1992, která má za cíl zajistit lepší napojení rozsáhlé metropolitní oblasti na střed Záhřebu. V hlavních směrech (např. západ-východ) je provozována většina linek.

#### Železniční
Základy železniční sítě byly položeny v Chorvatsku koncem 19. a počátkem 20. století.
| Město          | km  |
| -------------- | --- |
| Bjelovar       | 88  |
| Čakovec        | 103 |
| Dubrovník      | 602 |
| Gospić         | 202 |
| Karlovac       | 55  |
| Koprivnica     | 101 |
| Krapina        | 56  |
| Osijek         | 283 |
| Pazin          | 217 |
| Požega         | 177 |
| Rijeka         | 166 |
| Sisak          | 57  |
| Slavonski Brod | 194 |
| Split          | 396 |
| Šibenik        | 327 |
| Varaždin       | 88  |
| Virovitica     | 150 |
| Vukovar        | 296 |
| Zadar          | 272 |

Záhřeb byl napojen v roce 1862 prodloužením trati ze slovinského dopravního uzlu Zidani Most přes chorvatskou metropoli do Sisaku. Následovala také železnice do Rijeky (Železniční trať Záhřeb–Rijeka). Ještě koncem století byl propojen železničně s Koprivnicí (1870) a Varaždinem (1885). Roku 1925 pak byla vybudována trať přes Liku, která zajistila spojení po dráze ze Záhřebu přes Knin až do Splitu.
Stanice Záhřeb hlavní nádraží slouží jak pro dálkové, tak i regionální spoje. Součástí záhřebského železničního uzlu je i několik dalších nádraží, např. Záhřeb Západní nádraží (chorvatsky Zagreb Zapadni kolodvor nebo stanice Zagreb-Klara. Rozsáhlé seřaďovací nádraží se nachází na jihovýchodním okraji města, jižně od Nového Záhřebu.
V roce 2021 vyjela z Prahy hlavního nádraží do Záhřebu přímá vlaková linka od RegioJetu, která dále pokračuje do Splitu.
Na území města se nachazí několik železničních stanic a zastávek : Zagreb Glavni kolodvor, Zagreb zapadni kolodvor, Zagreb Klara, Sesvetski Kraljevec, Sesvete, Sesvetska Sopnica, Čulinec, Trnava, Maksimir, Kustosija, Vrapče, Gajnice, Podsused Stajalište, Remetinec, Hrvatski Leskovac, Buzin a nákladní nádraží Ranžirni.

#### Cyklistická doprava
14. května 2013 byl po vzoru velkých evropských metropolí uveden do provozu systém veřejných jízdních kol. Pro obyvatele Záhřebu je k dispozici více než 100 jízdních kol, celkem na třinácti místech ve městě. První hodina jízdy je zdarma, přičemž každá další hodina stojí symbolických osm kun.

#### Letecká doprava
Záhřebské mezinárodní letiště (IATA: ZAG, IKAO: LDZA) je hlavním vzdušným přístavem pro celé Chorvatsko. Nachází se na území města Velika Gorica, asi 10 km jižně od Záhřebu. Letiště slouží také jako hlavní technické zázemí pro chorvatské aerolinie. V roce 2022 ho využilo celkem 3,1 milionu cestujících. Kromě hlavního letiště se u Záhřebu (11 km jihozápadně) nachází ještě také menší letiště pro všeobecné letectví, Zračno pristanište Lučko, nedaleko sídla Lučko. To sloužilo v letech 1945–1962 jako hlavní záhřebské letiště, největší provoz zažilo roku 1959, kdy jeho branami prošlo 167 000 cestujících. Dnes ho provozuje Aeroklub Záhřeb. V roce 2022 bylo uzavřeno pro civilní dopravu.

#### Okolí
Větší města v okruhu Záhřebu:
| Růžice kompasu | Lublaň (~139 km)    | Krapina (~38,3 km) | Koprivnica (~101 km) | Růžice kompasu |
| Růžice kompasu | Terst (~229 km)     | Sever              | Osijek (~285 km)     | Růžice kompasu |
| Růžice kompasu | Terst (~229 km)     | Záhřeb             | Osijek (~285 km)     | Růžice kompasu |
| Růžice kompasu | Terst (~229 km)     | Jih                | Osijek (~285 km)     | Růžice kompasu |
| Růžice kompasu | Karlovac (~54,1 km) | Split (~410 km)    | Vinkovci (~275 km)   | Růžice kompasu |

## Školství a věda

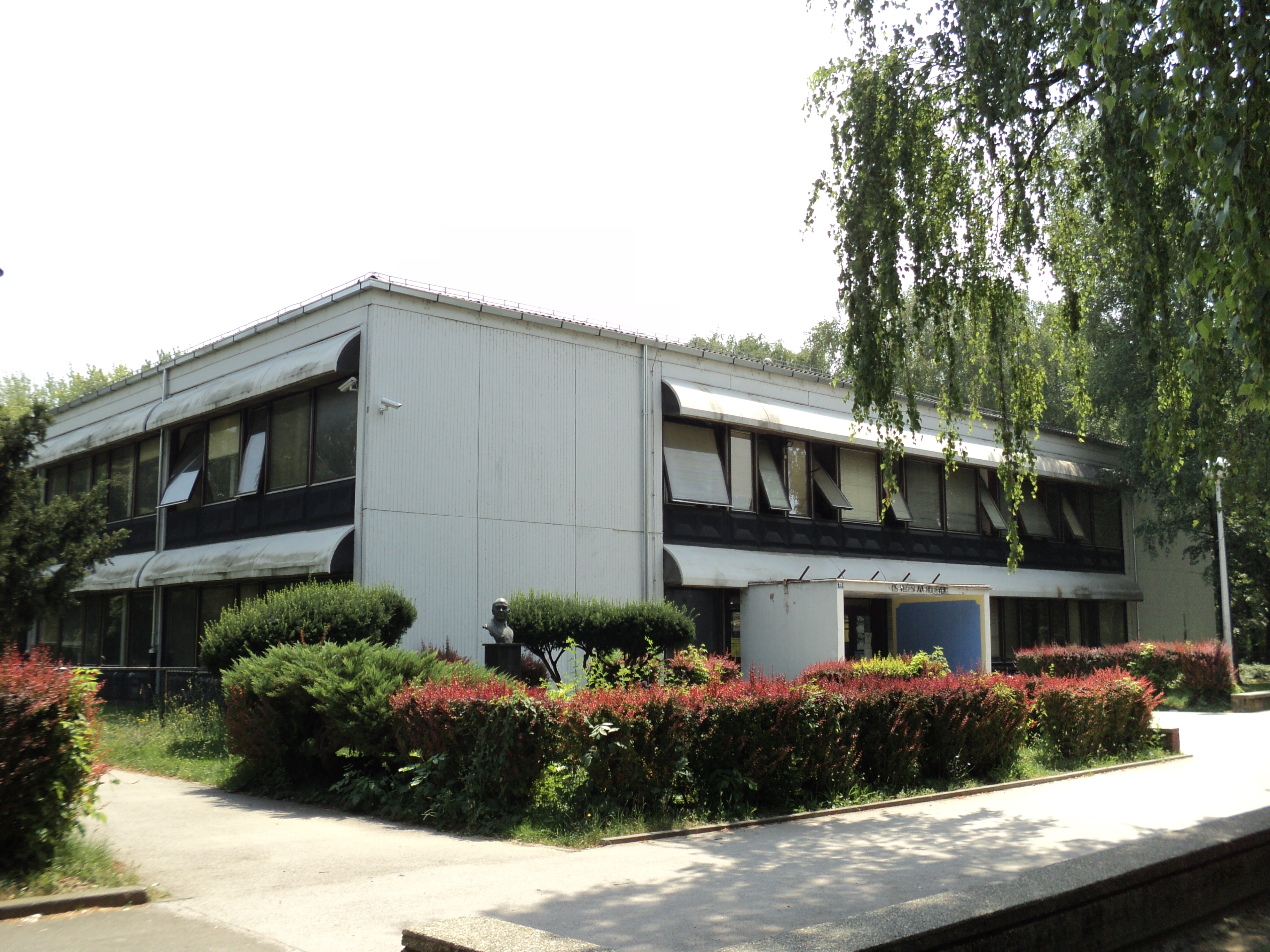
Budova základní školy Vjenceslava Holjevce v Záhřebu-Sigetu

V Záhřebu existuje 136 základních škol, 100 škol středních, z nichž je 31 gymnázií. Pět středních škol je polytechnických a 9 vysokých škol je soukromých.
Záhřebská univerzita byla založena v roce 1669 a představuje druhou nejstarší univerzitu v zemi (po Zadaru). Má 29 fakult, 3 umělecké akademie. Rozvoj vysokého školství odstartoval po druhé světové válce, kdy v prvních několika letech byl zdvojnásoben počet studentů na všech oborech. V současné době na ní studuje okolo 40 000 lidí. Vysoká technická škola s oddělením architektury byla otevřena v roce 1919.
V Záhřebu sídlí také Institut Ruđera Boškoviće, který zaměstnává cca 200 vědeckých pracovníků. Kromě toho zde působí dalších 22 vědeckých institucí, mezi které patří např. Institut Iva Pilara, Chorvatský historický institut, Institut dějin umění, Institut archeologie. V Záhřebu také sídlí Chorvatská akademie věd HAZU, kterou založil Josip Juraj Strossmayer. V roce 1952 byl také v Záhřebu zřízen Lexigografický ústav (srbochorvatsky Leksikografički zavod), který se věnoval encyklopedické činnosti.

## Zdravotnictví
V Záhřebu se nachází celkem 4 polikliniky (chorvatsky Dom zdravlja) a dále řada specializovaných zdravotnických zařízení, které se věnují poskytování různých druhů lékařské péče. Město Záhřeb provozuje několik nemocnic, např. Psychiatrickou léčebnu Sv. Jana, Dětskou nemocnici Srebrnjak, Speciální nemocnici pro plicní nemoci, Psychiatrickou léčebnu pro děti a mládež.
Hlavní městské nemocnice v Záhřebu existují dvě, a to Klinická nemocnice Svatého Ducha a Psychiatrická klinika Vrapče. Pět dalších je provozováno veřejným zdravotnickým systémem (KBC Záhřeb, KBC milosrdných sester, KBC Dubrava, KBC Merkur a KBC Fran Mihaljević). Dlouhodobým palčivým problémem města je nedokončená univerzitní nemocnice, která se nachází na jihozápadním okraji Záhřebu. Samo město Záhřeb vnímá vlastní zdravotnický systém jako nepřizpůsobený současné době a neodpovídající aktuálním trendům, např. rostoucímu průměrnému stáří místního obyvatelstva.

## Sport a rekreace

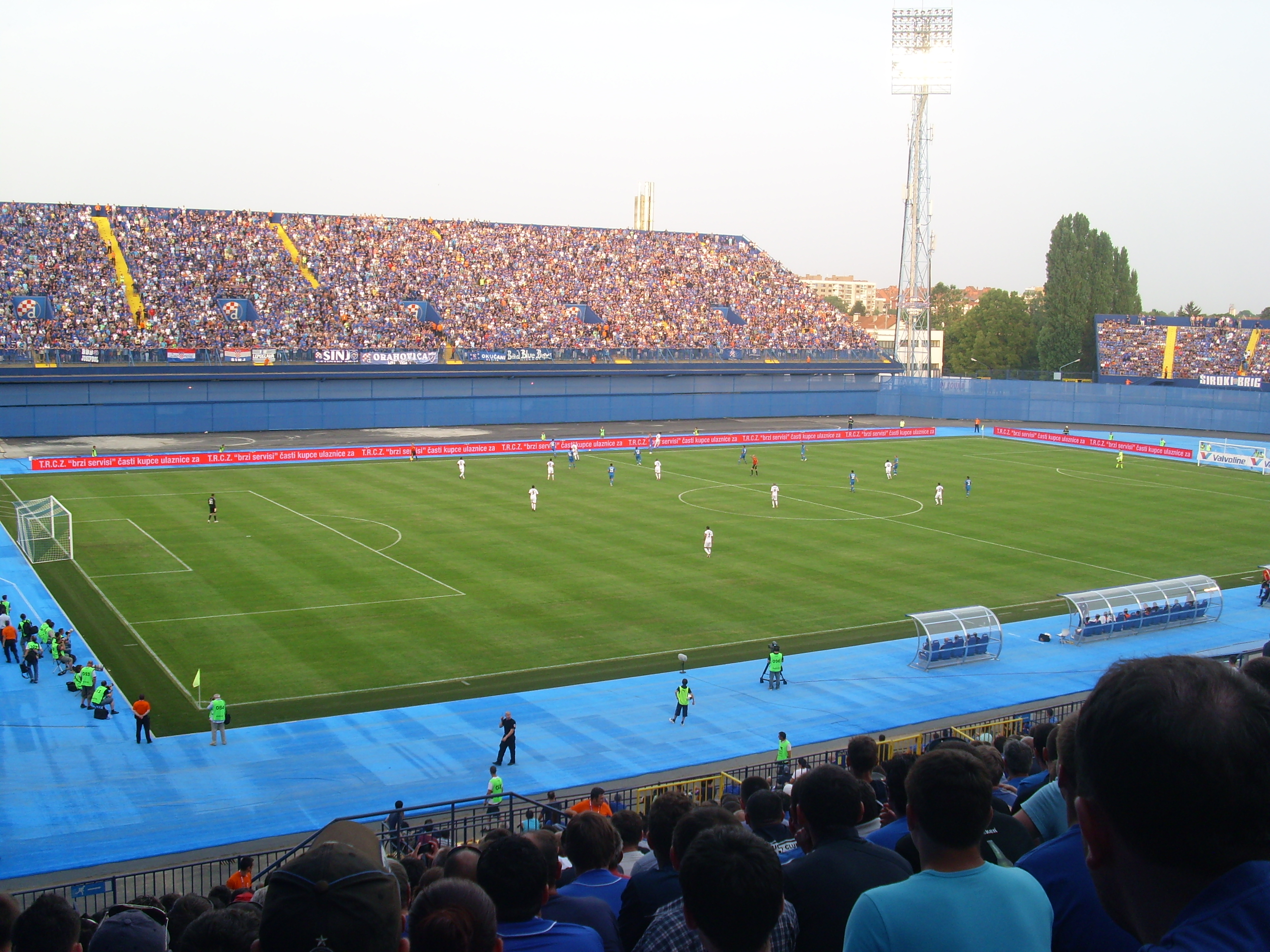
Fotbalový stadion Maksimir

V Záhřebu se nachází značný počet sportovních a rekreačních zařízení. Na jezeře Jarun na jihozápadním okraji města se nachází stejnojmenné sportovní centrum, které se zaměřuje mimo jiné i na vodní sporty. V místní části Trešnjevka se nachází dům sportu, jehož součástí je celkem šest multifunkčních hal. Největší z nich mají kapacitu 5000 a 3100 návštěvníků. Hraje se zde basketbal, házená, volejbal a další sporty. Konají se zde také i hudební akce.
Od roku 2008 slouží městu také Aréna Záhřeb (chorvatsky Arena Zagreb), kde se také v roce 2009 konalo Mistrovství světa v házené. Dalším sportovním zařízením je Basketbalová arena Dražena Petroviće s kapacitou 5400 diváků. Sportovní park Mladost se rozkládá na břehu řeky Sávy, jeho součástí je několik plaveckých bazénů a 16 tenisových kurtů. Další tenisová hřiště se nachází v Rekreačním centru Šalata, které se nachází blízko středu Záhřebu a tenisovém centru na Maksimiru. Tam stojí také známý fotbalový stadion s kapacitou 40 tisíc diváků, známý i díky fotbalové rvačce z roku 1990.
Mezi známými sportovními kluby, které jsou původem z chorvatské metropole, se nachází: Dinamo Záhřeb, KHL Medveščak Záhřeb, RK Záhřeb, KK Cibona, KK Záhřeb, KK Cedevita, NK Záhřeb, HAVK Mladost a další.
V Záhřebu se konají pravidelné tenisové šampionáty Zagreb Open a Zagreb Indoors a mezinárodní veslařská soutěž Grand Prix Jarun. V srpnu 2005 chorvatská metropole pořádala Mistrovství světa v kanoistice.

## Samospráva

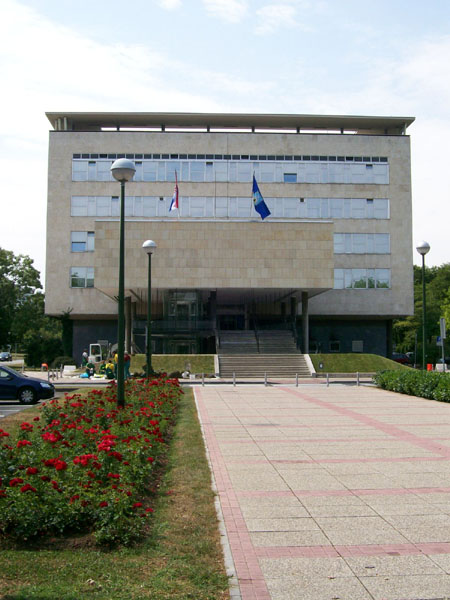
Budova, ve které sídlí Rada města

Město Záhřeb má jako hlavní město Republiky Chorvatsko status města i župy (obdobným způsobem jako je např. i hlavní město Praha zároveň městem i krajem).
Orgány města jsou:
- Zastupitelstvo města Záhřebu (chorvatsky Gradska skupština), které má 51 zastupitelů volených v komunálních volbách na čtyřleté volební období. Zastupitelstvo má svého předsedu a nejvíce čtyři místopředsedy. Zastupitelstvo schvaluje statut města a jeho změny a rozpočet města.
- Primátor Záhřebu (chorvatsky Gradonačelnik Zagreba), který je volen nepřímo zastupitelstvem a předsedá radě města.
- Rada města Záhřebu (chorvatsky Gradsko poglavarstvo), která má jedenáct členů a je odpovědná zastupitelstvu, de facto představuje „vládu města“.

Jednotlivé městské části mají rovněž své orgány.

## Administrativní dělení

Mapa čtvrtí v Záhřebu

Záhřeb se dělí na 17 čtvrtí, seznam je uspořádán podle čísla na mapě:
1. Donji grad (Dolní město) – 37 204 obyvatel
2. Gornji grad – Medveščak (Horní město – Medveščak) – 30 962 obyvatel
3. Trnje – 42 282 obyvatel
4. Maksimir – 48 902 obyvatel
5. Peščenica – Žitnjak – 56 487 obyvatel
6. Novi Zagreb – istok (Nový Záhřeb – východ) – 59 055 obyvatel
7. Novi Zagreb – zapad (Nový Záhřeb – západ) – 58 103 obyvatel
8. Trešnjevka – sjever (Trešnjevka – sever) – 55 425 obyvatel
9. Trešnjevka – jug (Trešnjevka – jih) – 66 674 obyvatel
10. Črnomerec – 38 546 obyvatel
11. Gornja Dubrava (Horní Dubrava) – 61 481 obyvatel
12. Donja Dubrava (Dolní Dubrava) – 36 363 obyvatel
13. Stenjevec – 51 390 obyvatel
14. Podsused – Vrapče – 47 759 obyvatel
15. Podsljeme – 19 165 obyvatel
16. Sesvete – 70 009 obyvatel
17. Brezovica – 12 030 obyvatel

Kromě toho některé ze čtvrtí zahrnují také sídla (naselje), ke kterým mají vztah jako opčina.

### Sídla v Brezovici
- Brebernica – 57 obyvatel
- Brezovica – 594 obyvatel
- Demerje – 721 obyvatel
- Desprim – 377 obyvatel
- Donji Dragonožec – 577 obyvatel
- Donji Trpuci – 428 obyvatel
- Drežnik Brezovički – 656 obyvatel
- Goli Breg – 406 obyvatel
- Gornji Dragonožec – 295 obyvatel
- Gornji Trpuci – 87 obyvatel
- Grančari – 221 obyvatel
- Havidić Selo – 53 obyvatel
- Horvati – 1 490 obyvatel
- Hudi Bitek – 441 obyvatel
- Kupinečki Kraljevec – 1 957 obyvatel
- Lipnica – 207 obyvatel
- Odranski Obrež – 1 578 obyvatel
- Starjak – 227 obyvatel
- Strmec – 645 obyvatel
- Zadvorsko – 1 288 obyvatel

### Sídla ve čtvrti Novi Zagreb – zapad
- Botinec – 9 obyvatel
- Donji Čehi – 232 obyvatel
- Gornji Čehi – 363 obyvatel
- Hrvatski Leskovac – 2 687 obyvatel
- Ježdovec – 1 728 obyvatel
- Lučko – 3 010 obyvatel
- Mala Mlaka – 636 obyvatel
- Odra – 1 866 obyvatel

### Sídla ve čtvrti Novi Zagreb – istok
- Buzin – 1 055 obyvatel
- Hrašće Turopoljsko – 1 202 obyvatel
- Veliko Polje – 1 688 obyvatel

### Sídla ve čtvrti Sesvete
- Adamovec – 975 obyvatel
- Belovar – 378 obyvatel
- Blaguša – 594 obyvatel
- Budenec – 232 obyvatel
- Cerje – 398 obyvatel
- Dobrodol – 1 203 obyvatel
- Drenčec – 131 obyvatel
- Dumovec – 903 obyvatel
- Đurđekovec – 778 obyvatel
- Gajec – 311 obyvatel
- Gajišće
- Glavničica – 229 obyvatel
- Glavnica Donja – 544 obyvatel
- Glavnica Gornja – 226 obyvatel
- Goranec – 449 obyvatel
- Jelkovec
- Jesenovec – 460 obyvatel
- Kašina – 1 548 obyvatel
- Kašinska Sopnica – 245 obyvatel
- Kobiljak
- Kraljevečki Novaki
- Kučilovina – 219 obyvatel
- Luka
- Lužan – 719 obyvatel
- Markovo Polje – 425 obyvatel
- Moravče – 663 obyvatel
- Novi Jelkovec – 4 978 obyvatel
- Novo Brestje
- Paruževina – 632 obyvatel
- Planina Donja – 554 obyvatel
- Planina Gornja – 247 obyvatel
- Popovec – 937 obyvatel
- Prekvršje – 809 obyvatel
- Prepuštovec – 332 obyvatel
- Selčina
- Sesvete – 54 085 obyvatel
- Sesvetska Sela
- Sesvetska Selnica
- Sesvetska Sopnica – asi 3 000 obyvatel
- Sesvetski Kraljevec – 5 783 obyvatel
- Soblinec – 978 obyvatel
- Staro Brestje
- Šašinovec – 678 obyvatel
- Šimunčevec – 271 obyvatel
- Vuger Selo – 273 obyvatel
- Vugrovec Donji – 442 obyvatel
- Vugrovec Gornji – 357 obyvatel
- Vurnovec – 201 obyvatel
- Žerjavinec – 556 obyvatel

### Sídla ve čtvrti Peščenica – Žitnjak
- Ivanja Reka – 1 800 obyvatel

## Fotogalerie

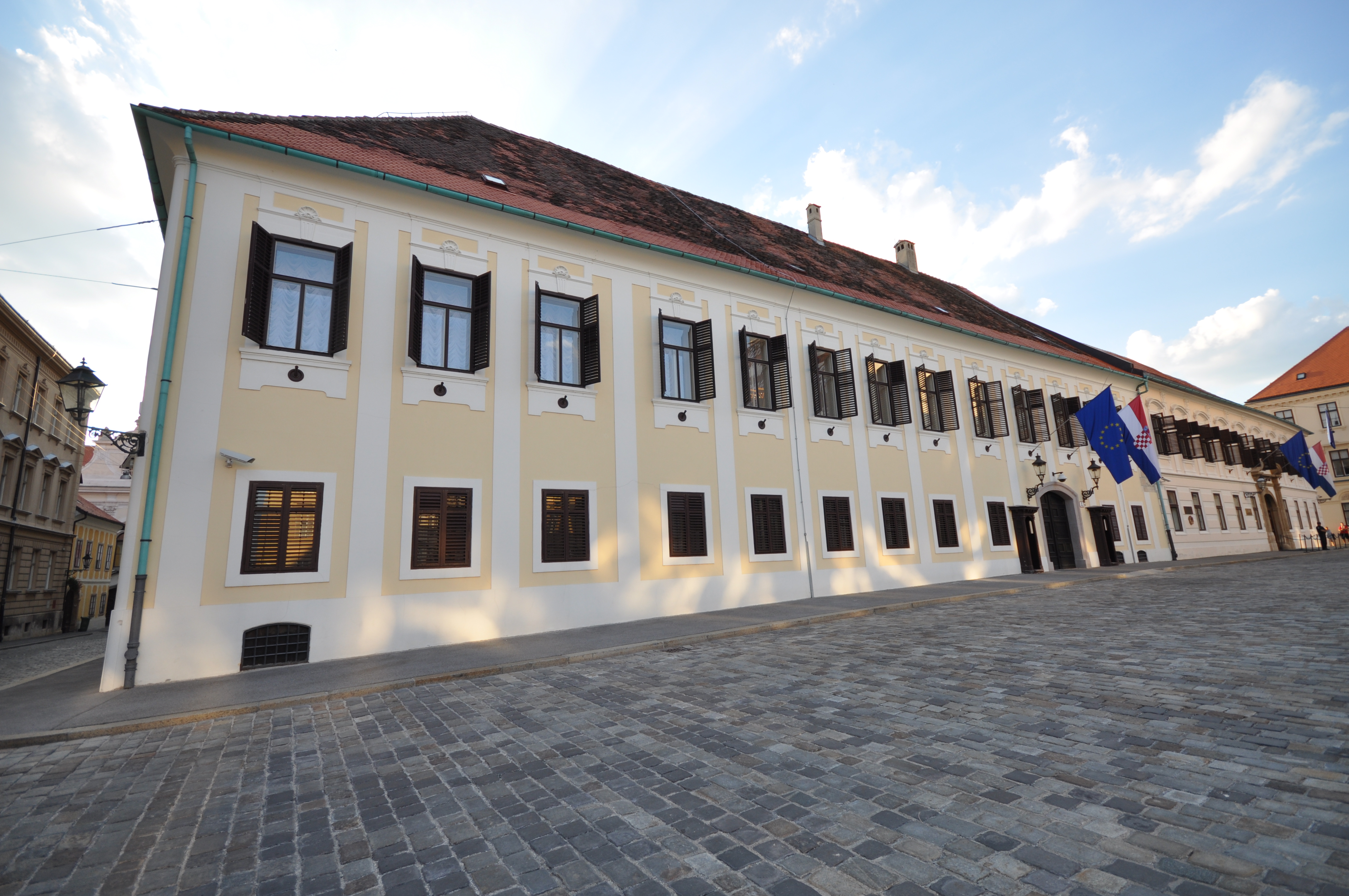
Bánský dvůr, sídlo vlády
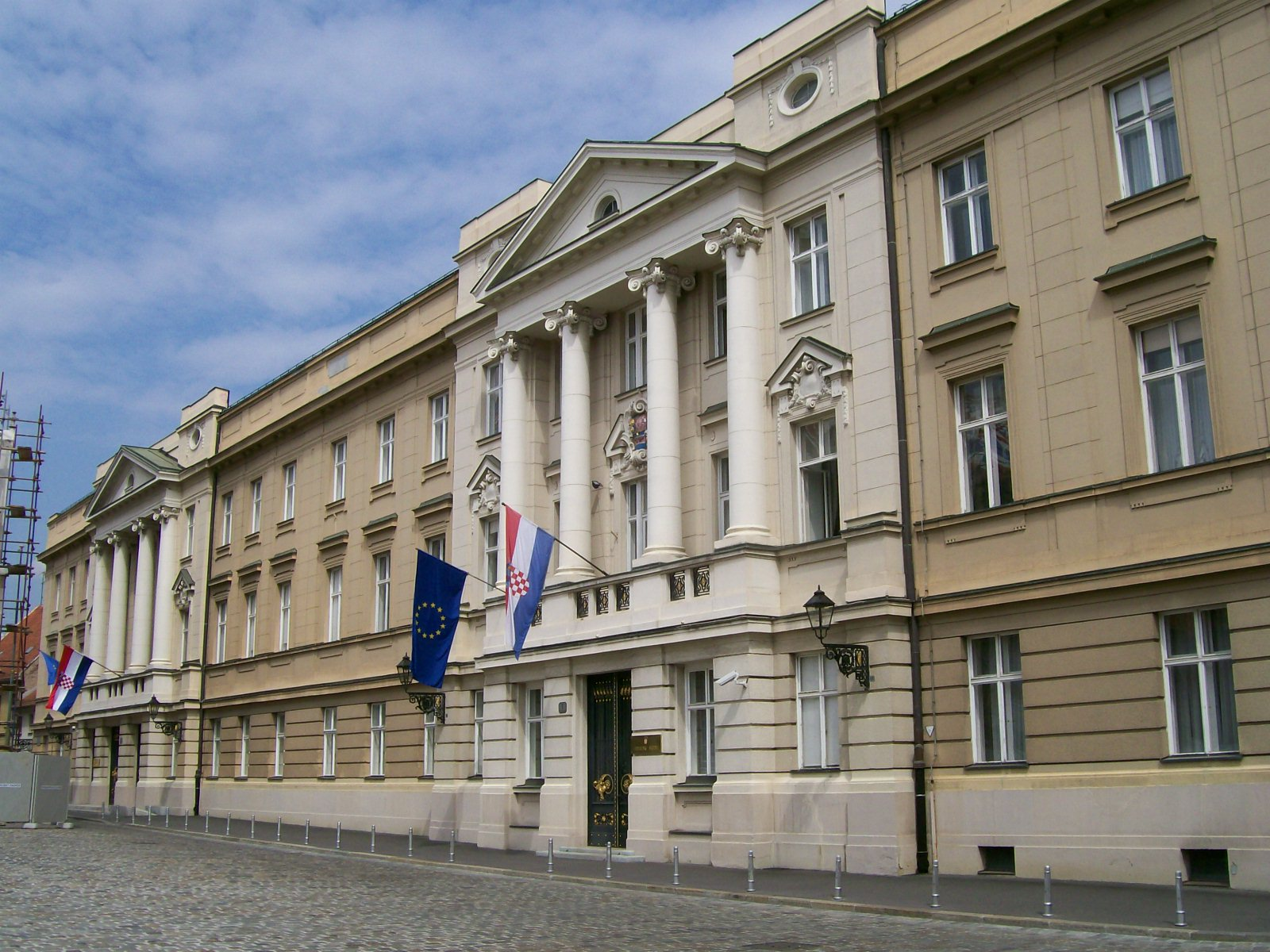
Budova parlamentu
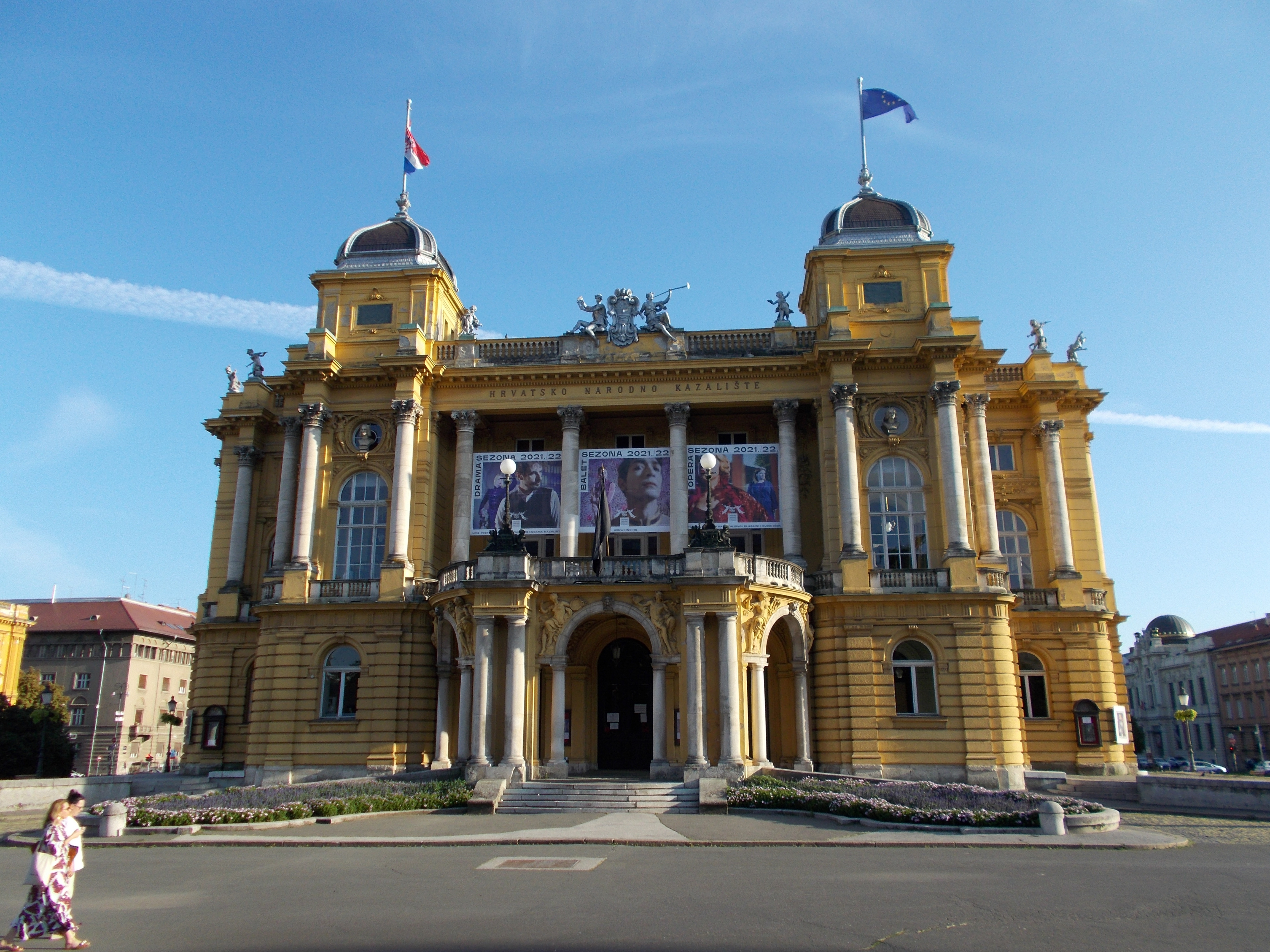
Chorvatské národní divadlo (1895)
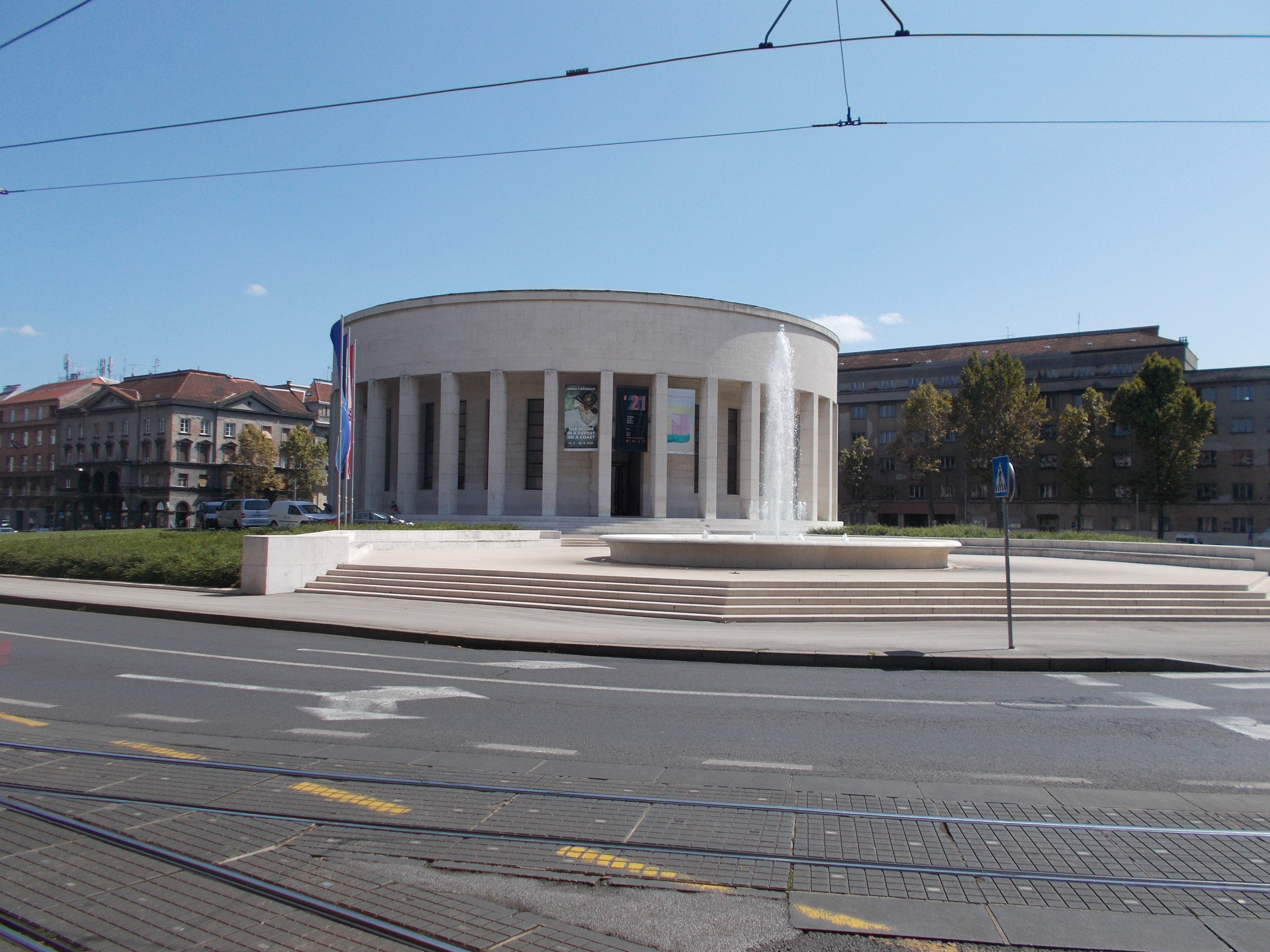
Dům umění (I. Meštrović 1937)
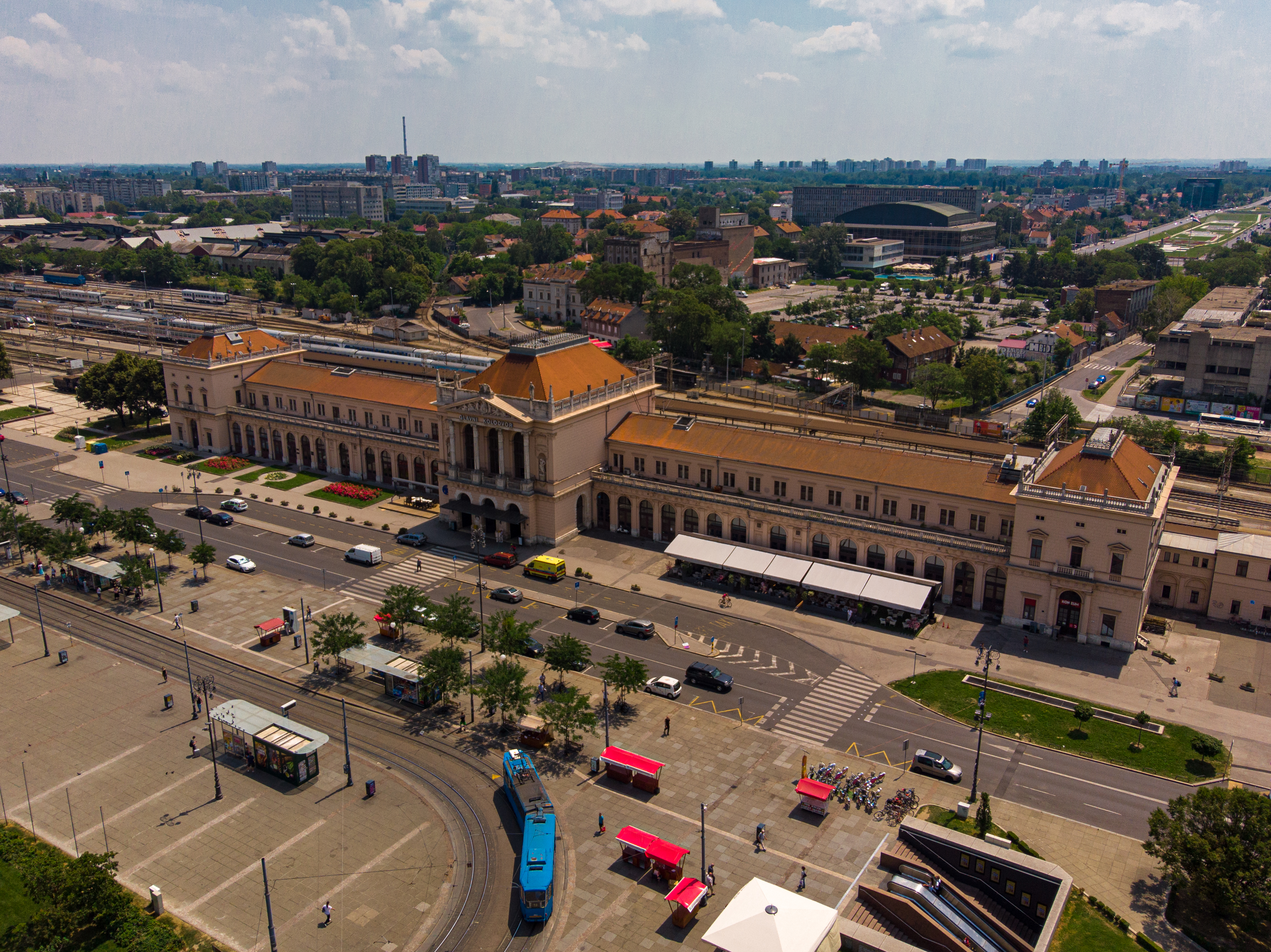
Hlavní nádraží
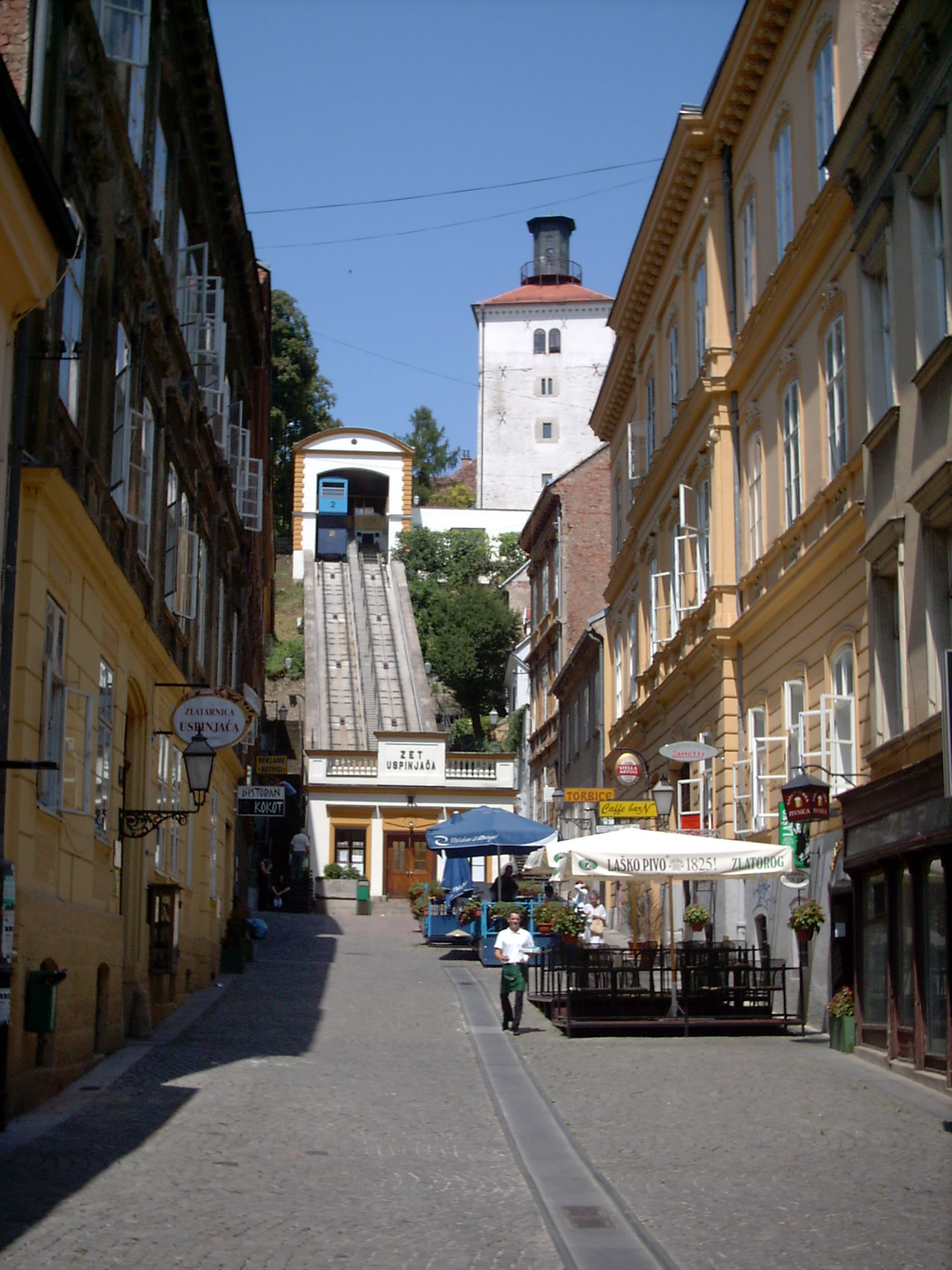
Lanovka
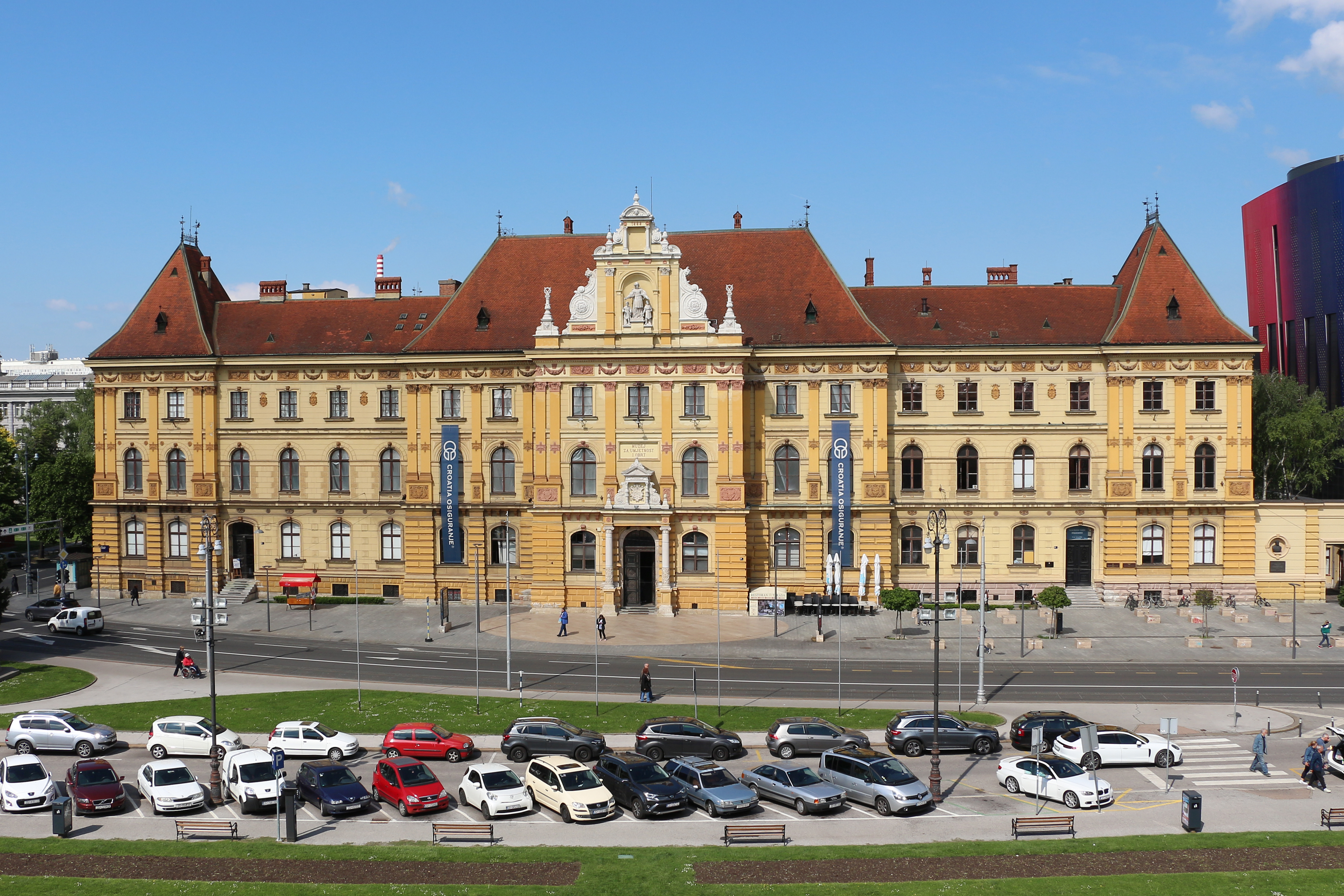
Museum umění a řemesel
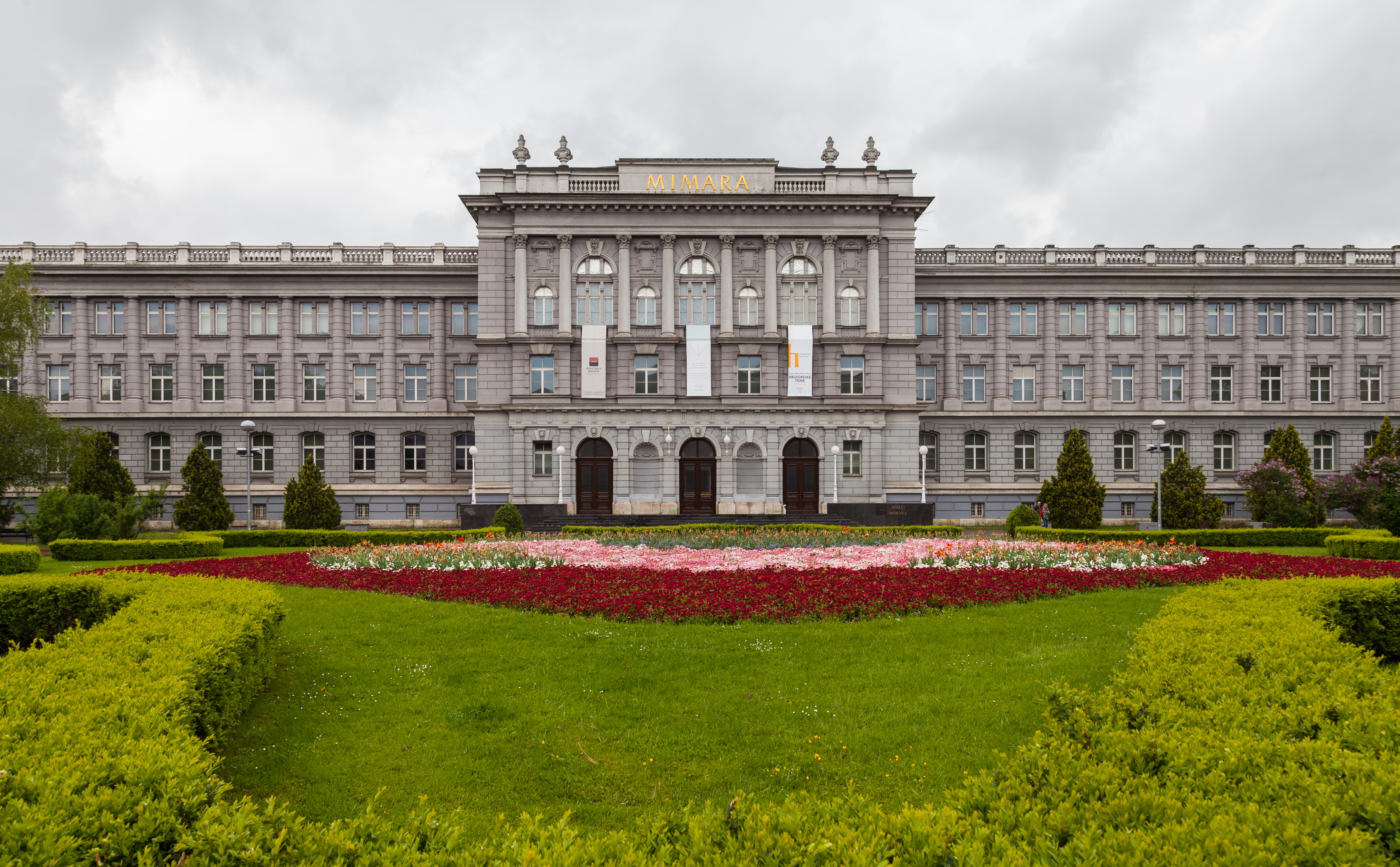
Museum Mimara
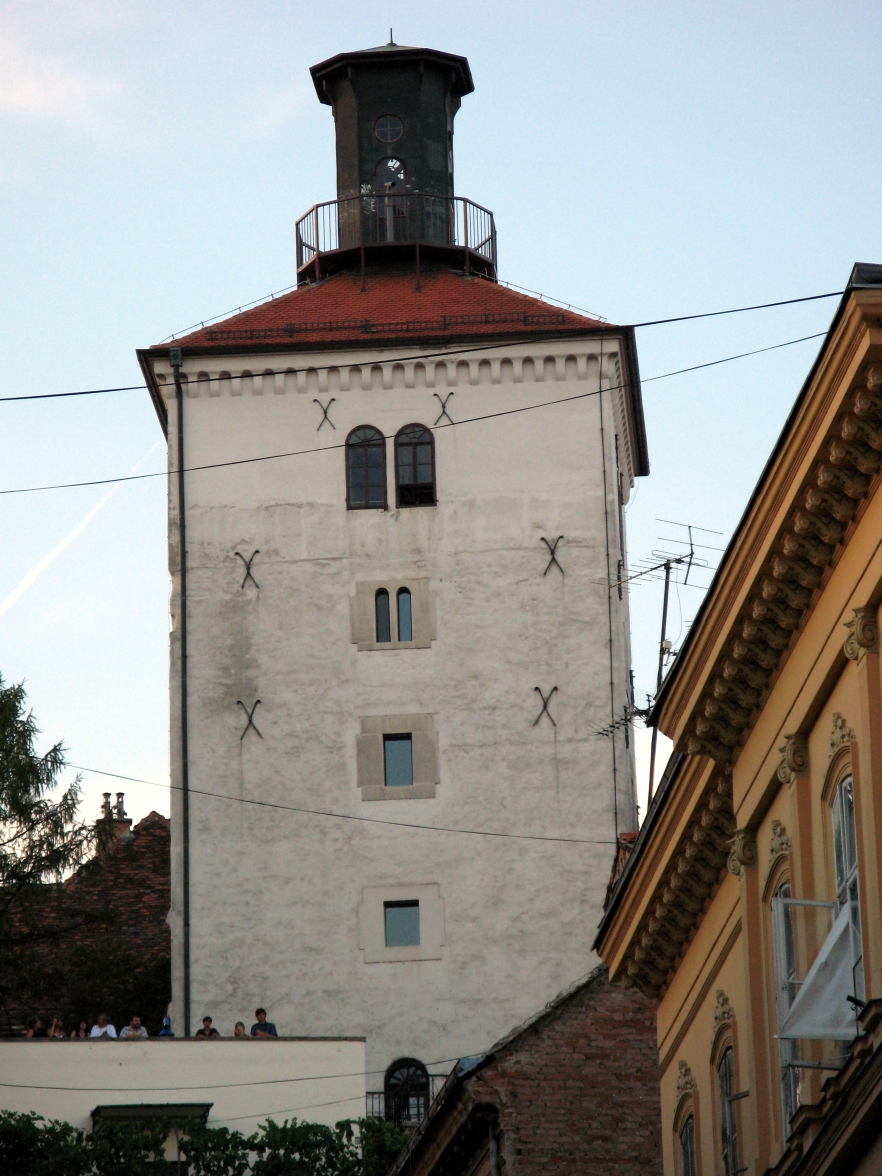
Lotrščak
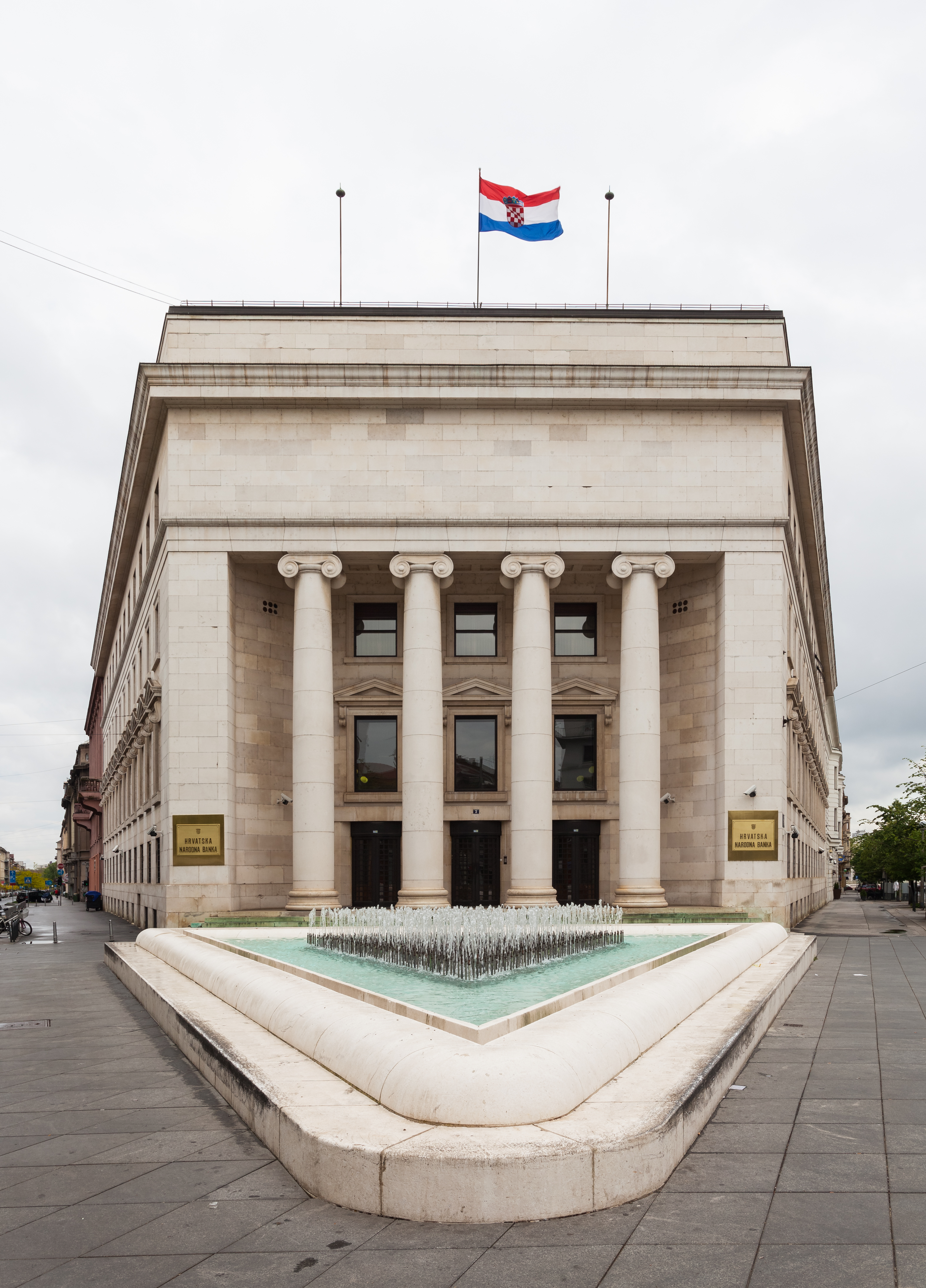
Chorvatská Národní Banka
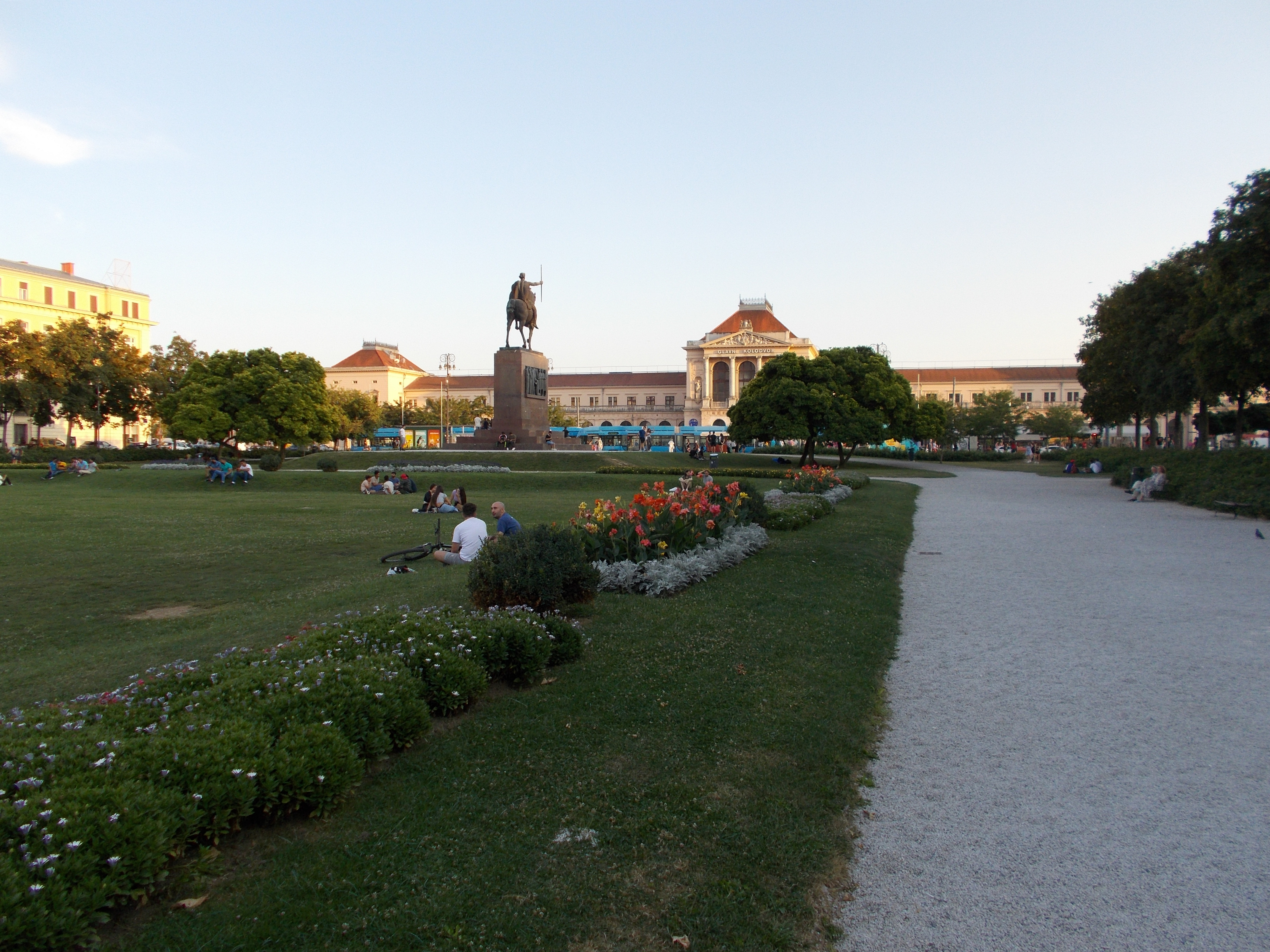
Náměstí Krále Tomislava
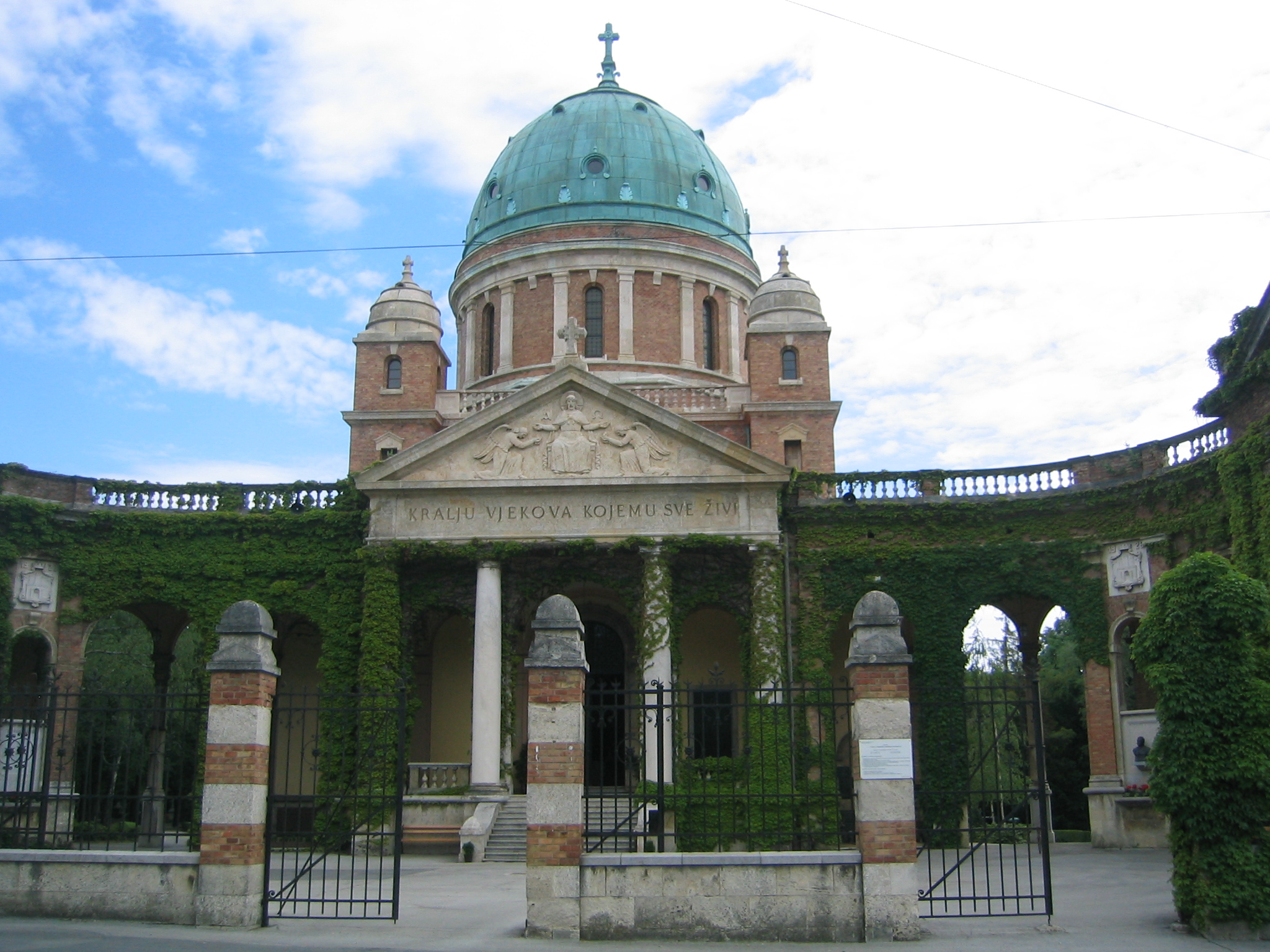
Mirogoj
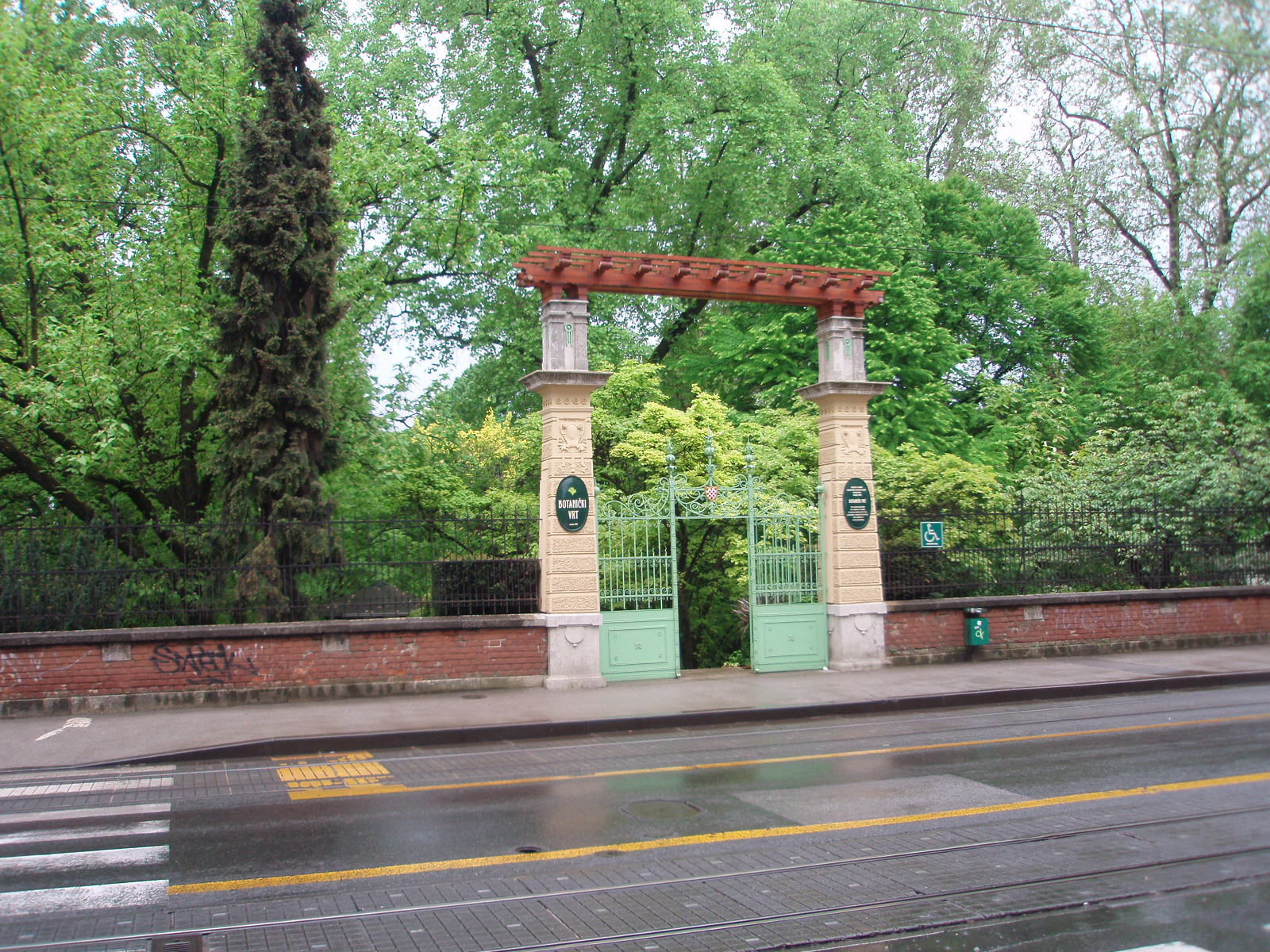
Botanická zahrada
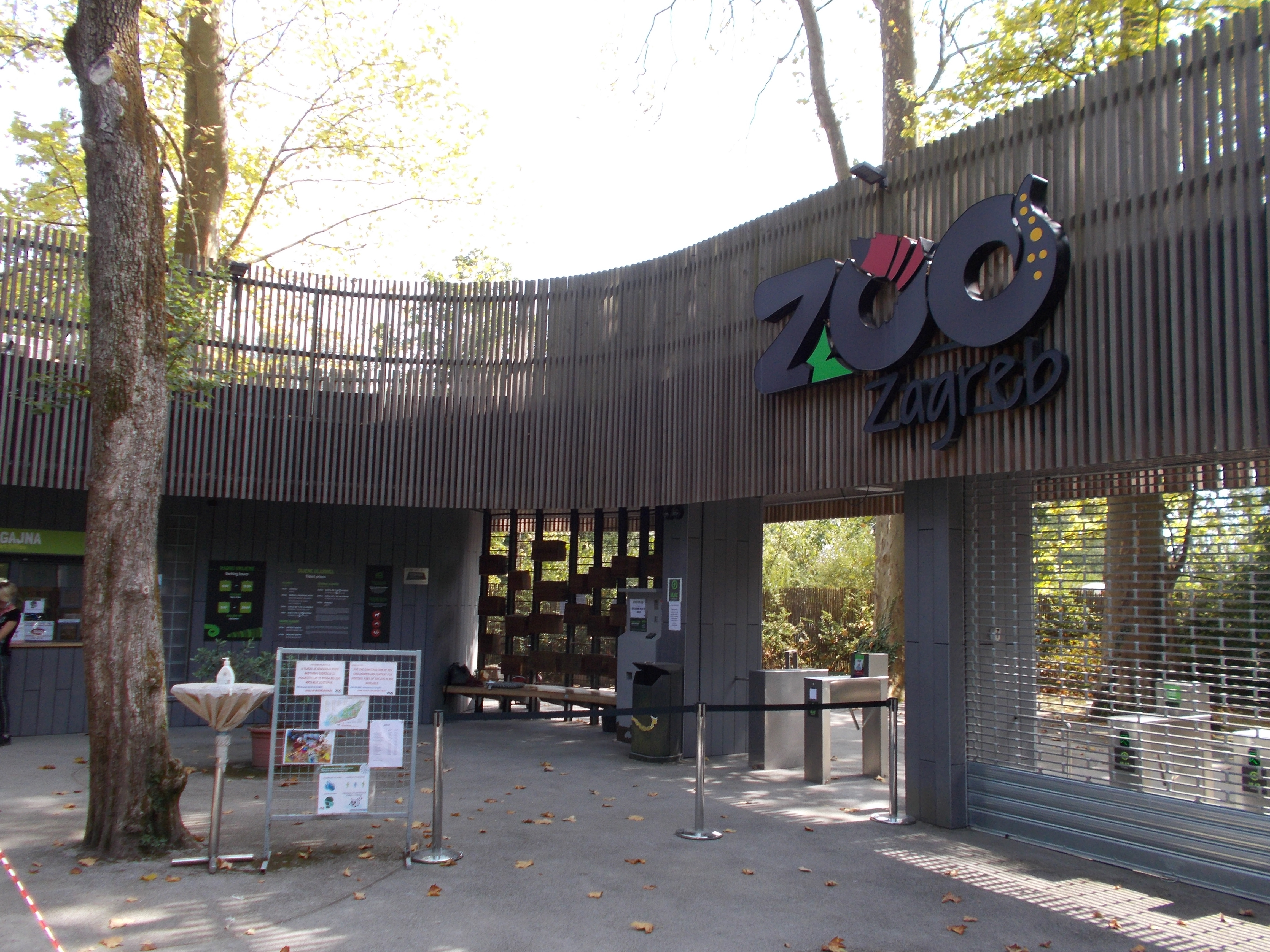
Zoologická zahrada
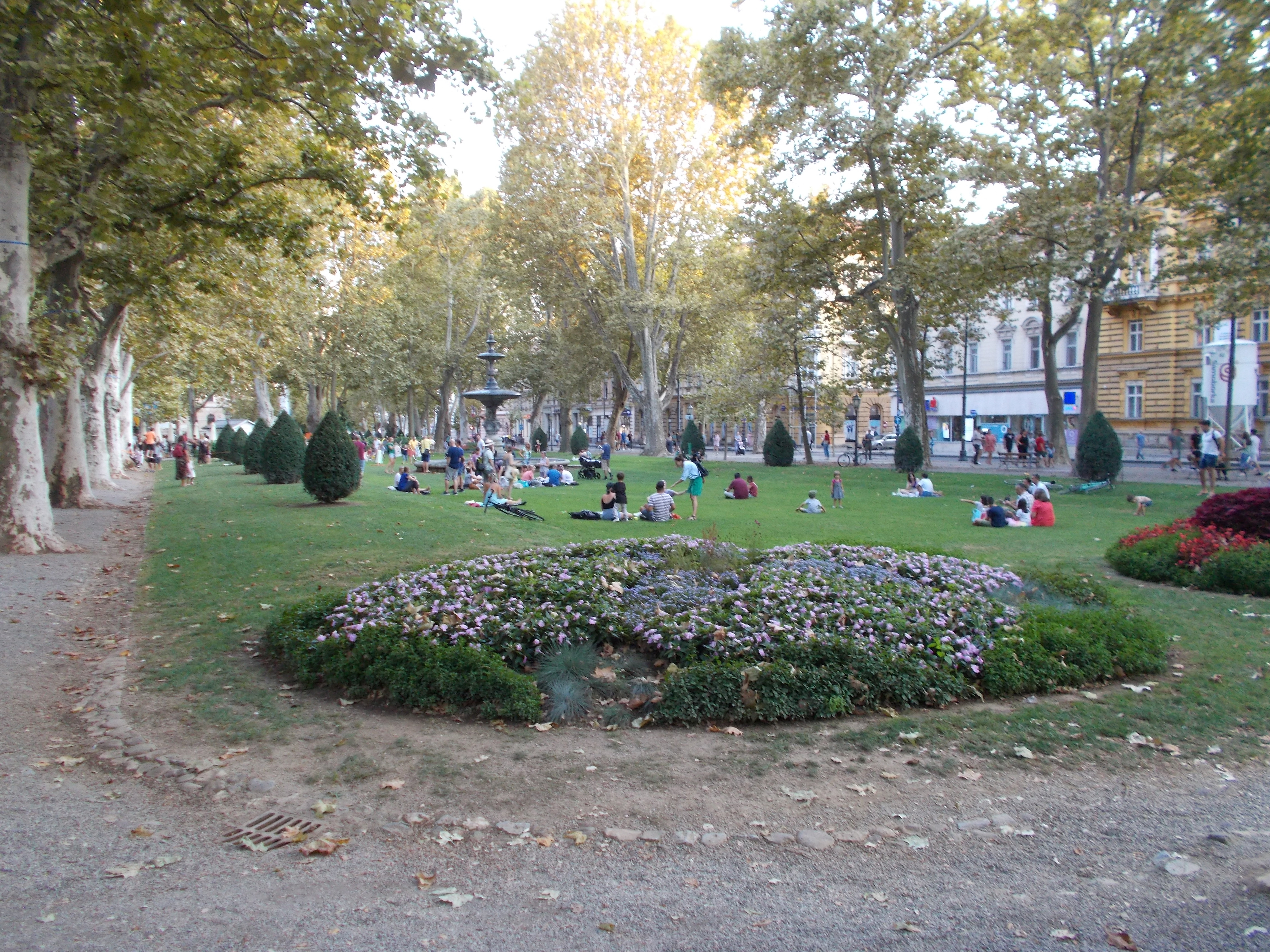
Park Zrinjevac
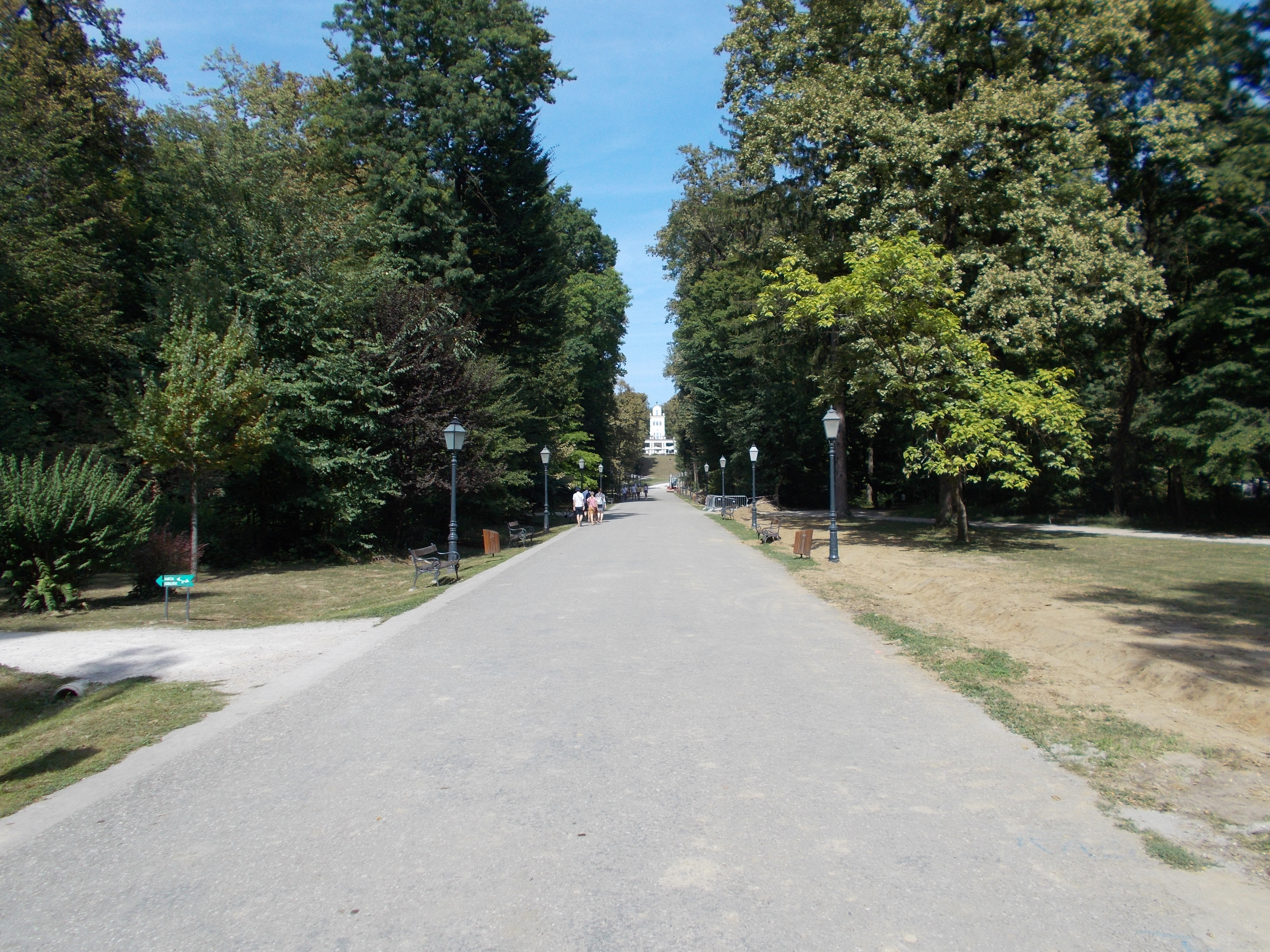
Park Maksimir
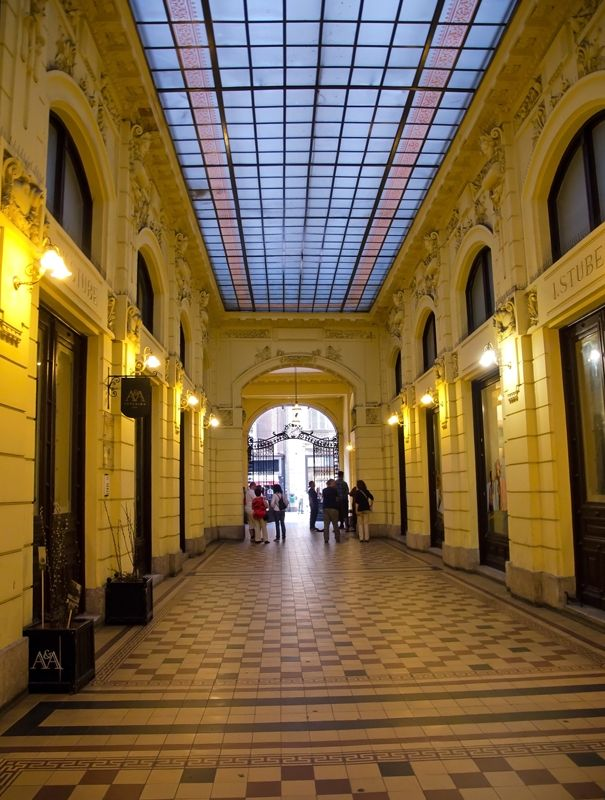
Oktogon
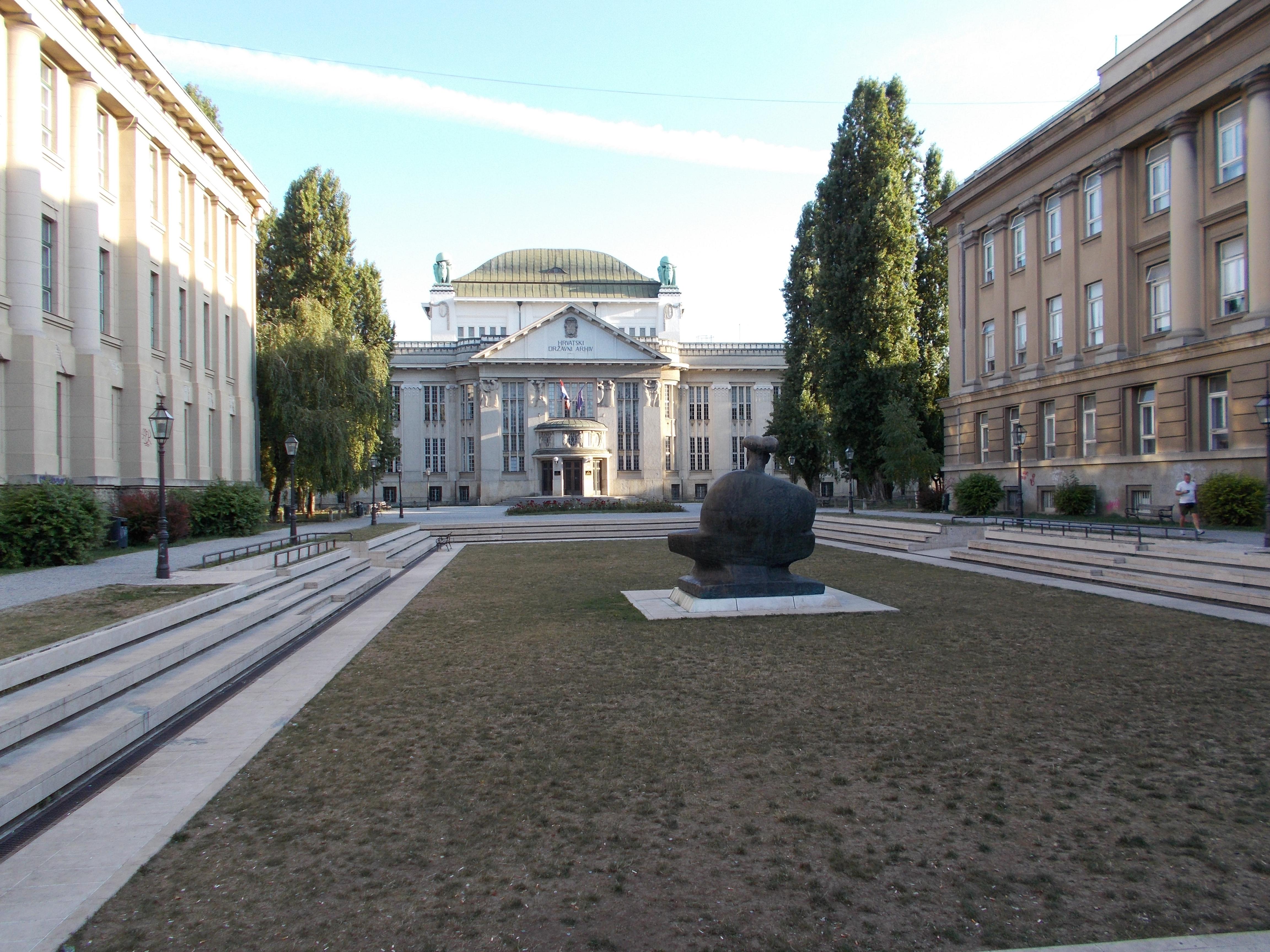
Náměstí Marka Maruliče
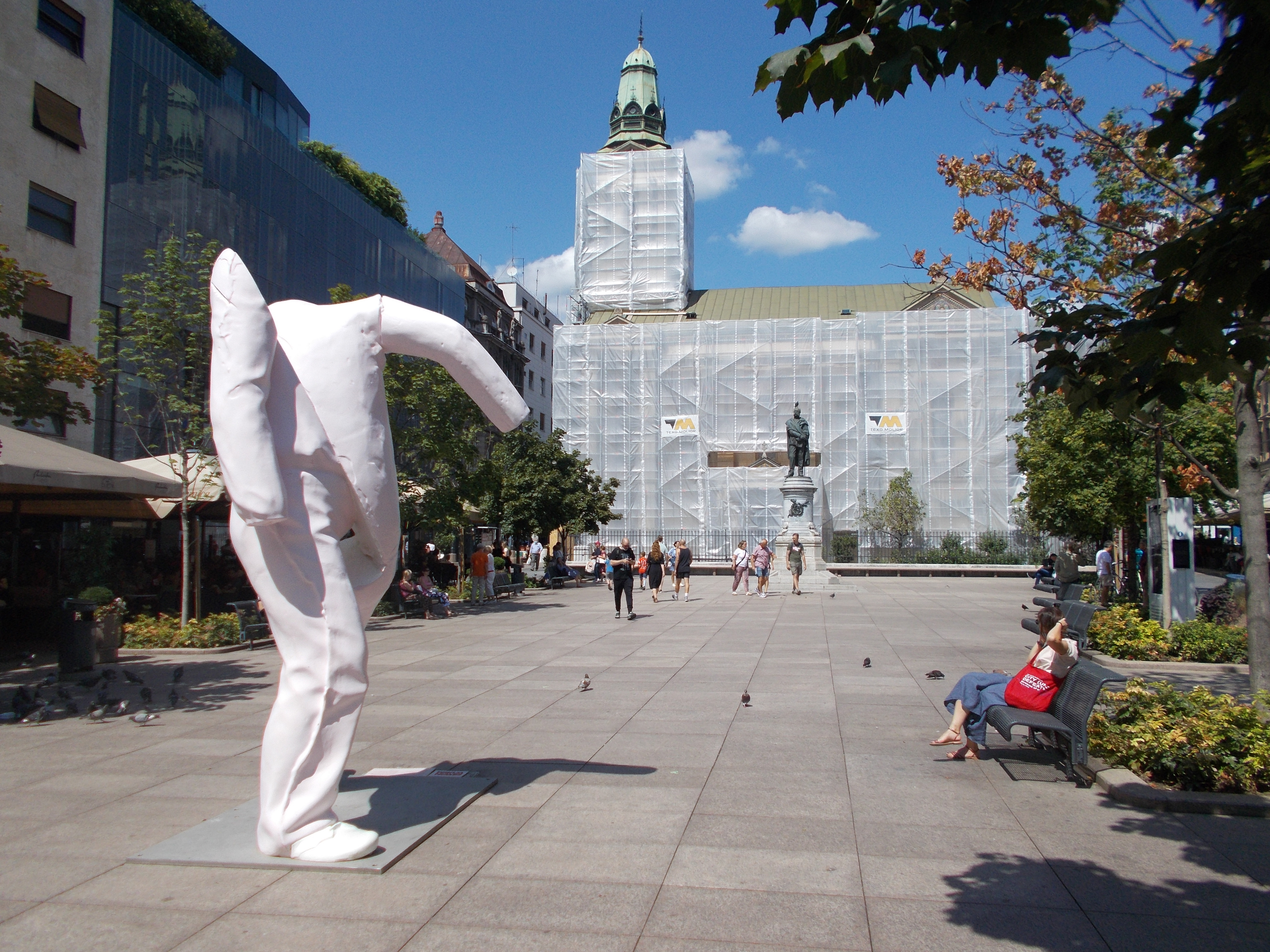
Náměstí Petra Preradoviče
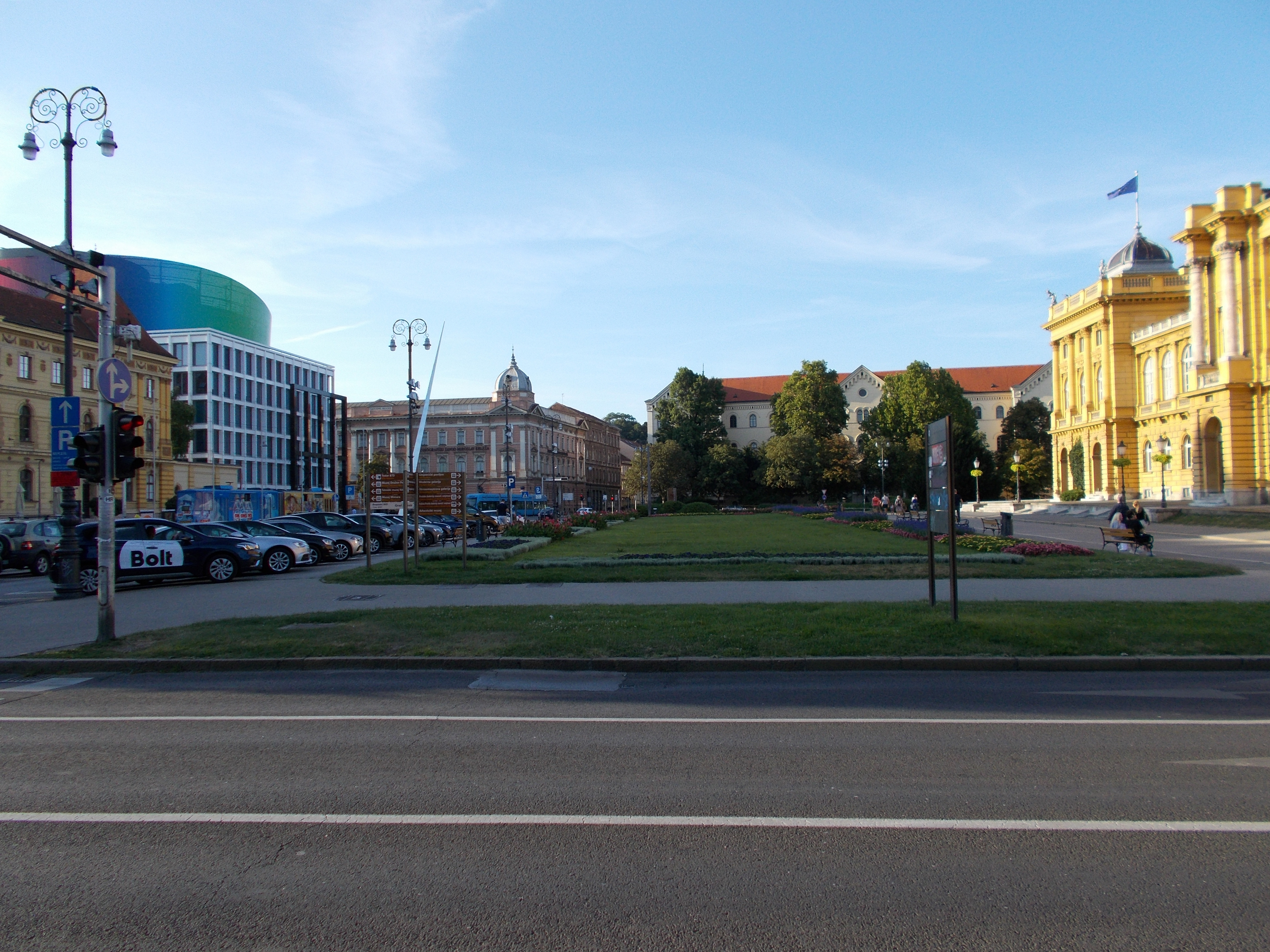
Náměstí Chorvatské republiky
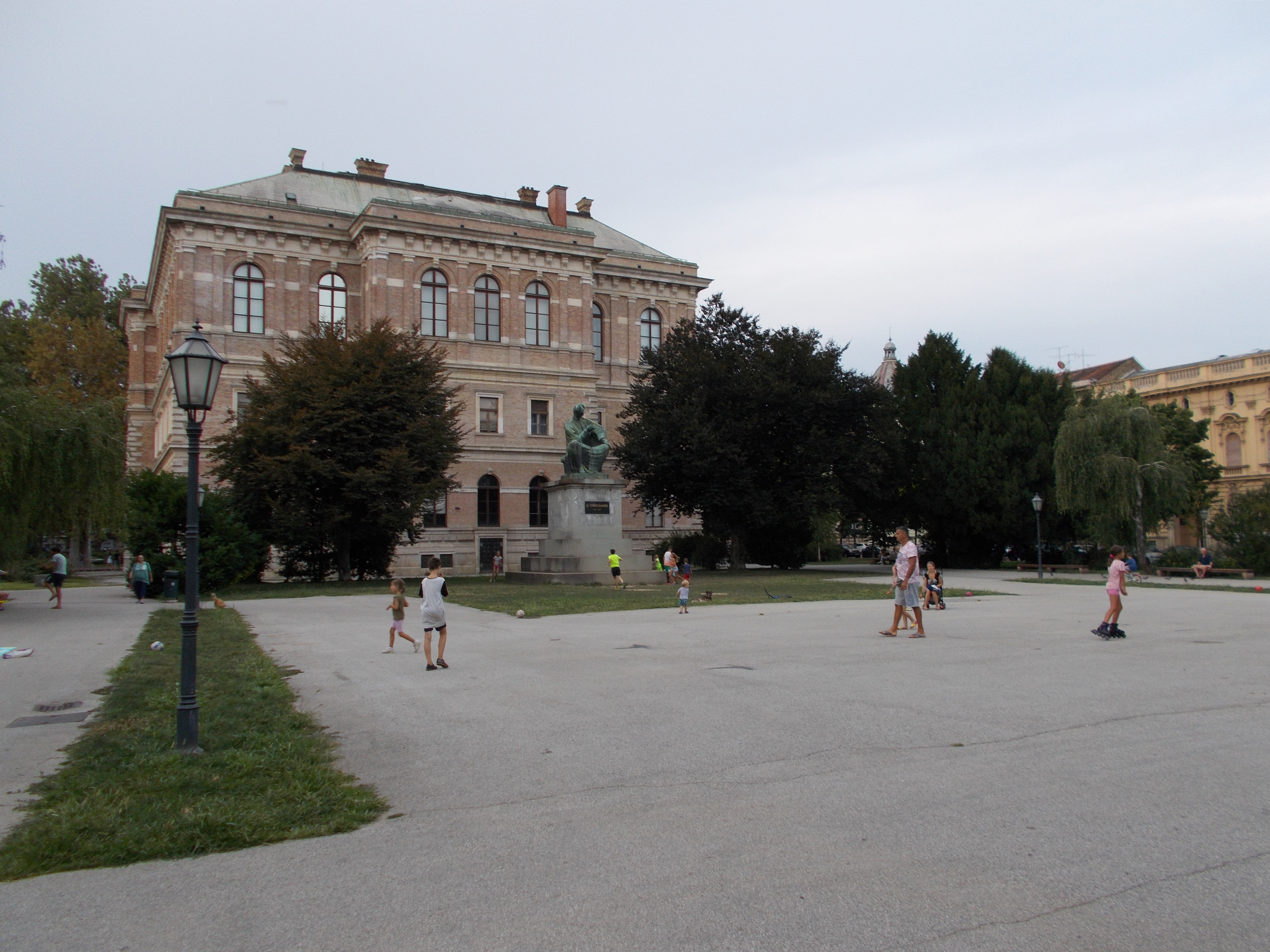
Náměstí Josipa Jurja Strossmayera
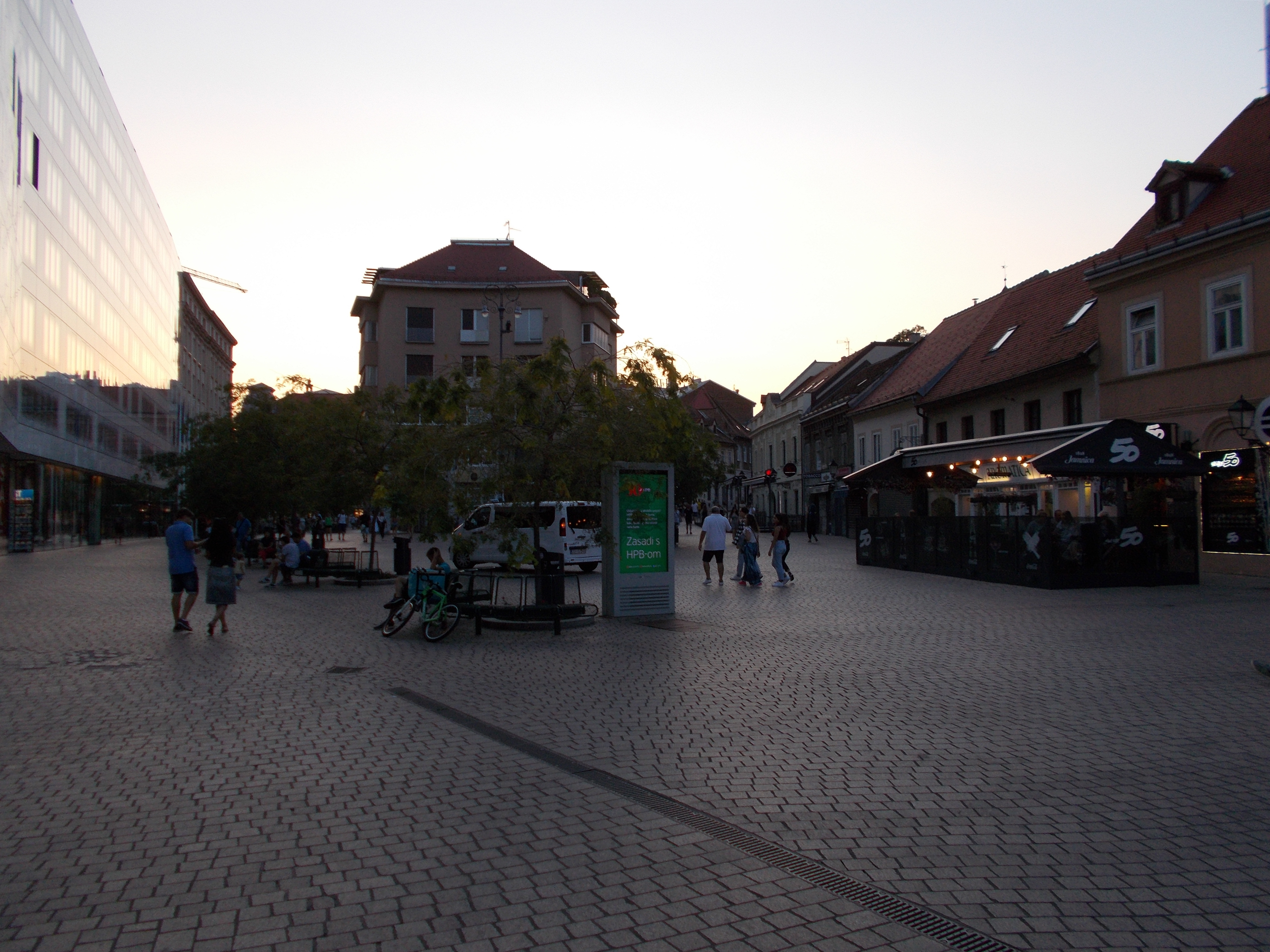
Evropské náměstí
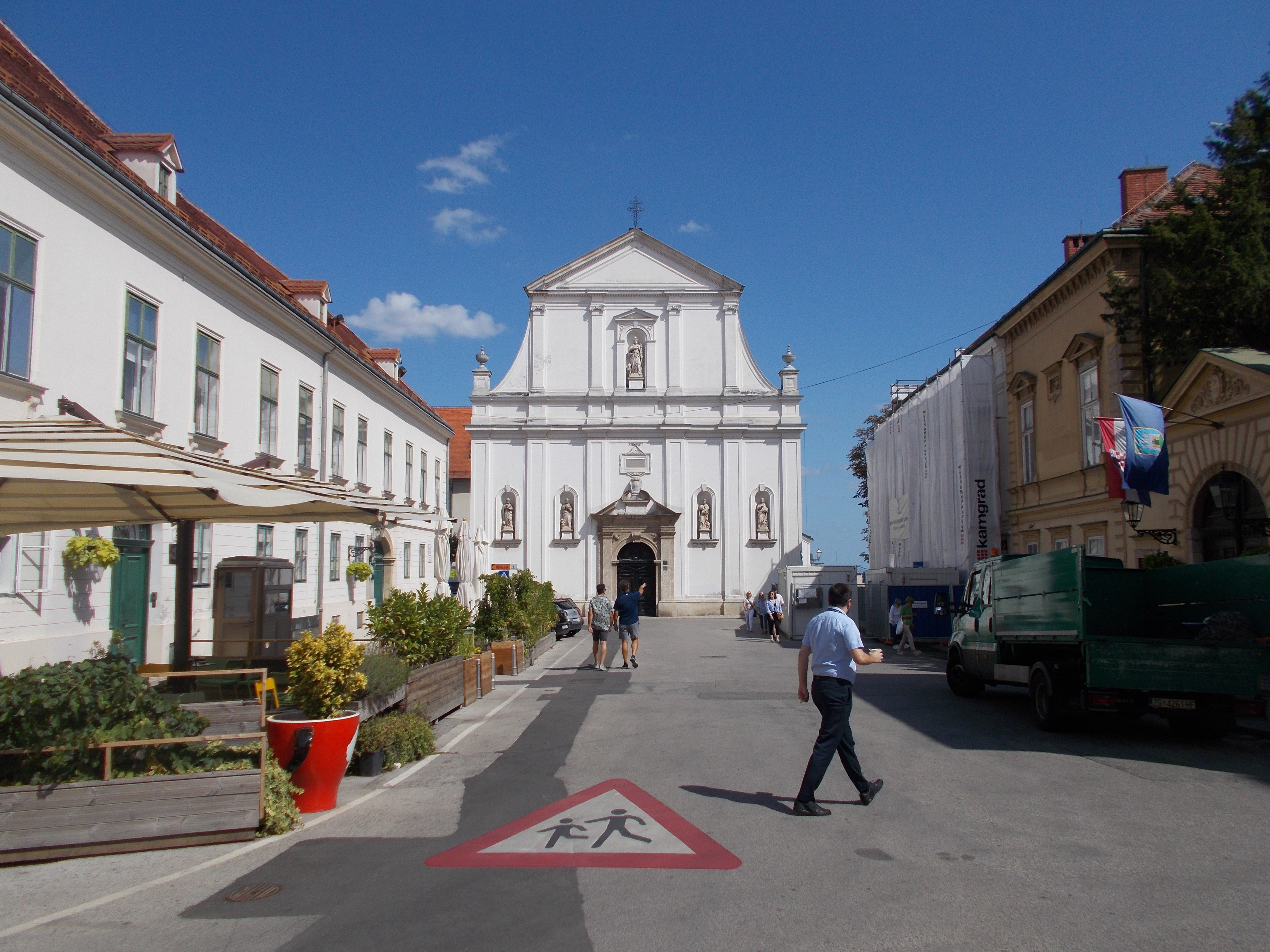
Kateřinino náměstí
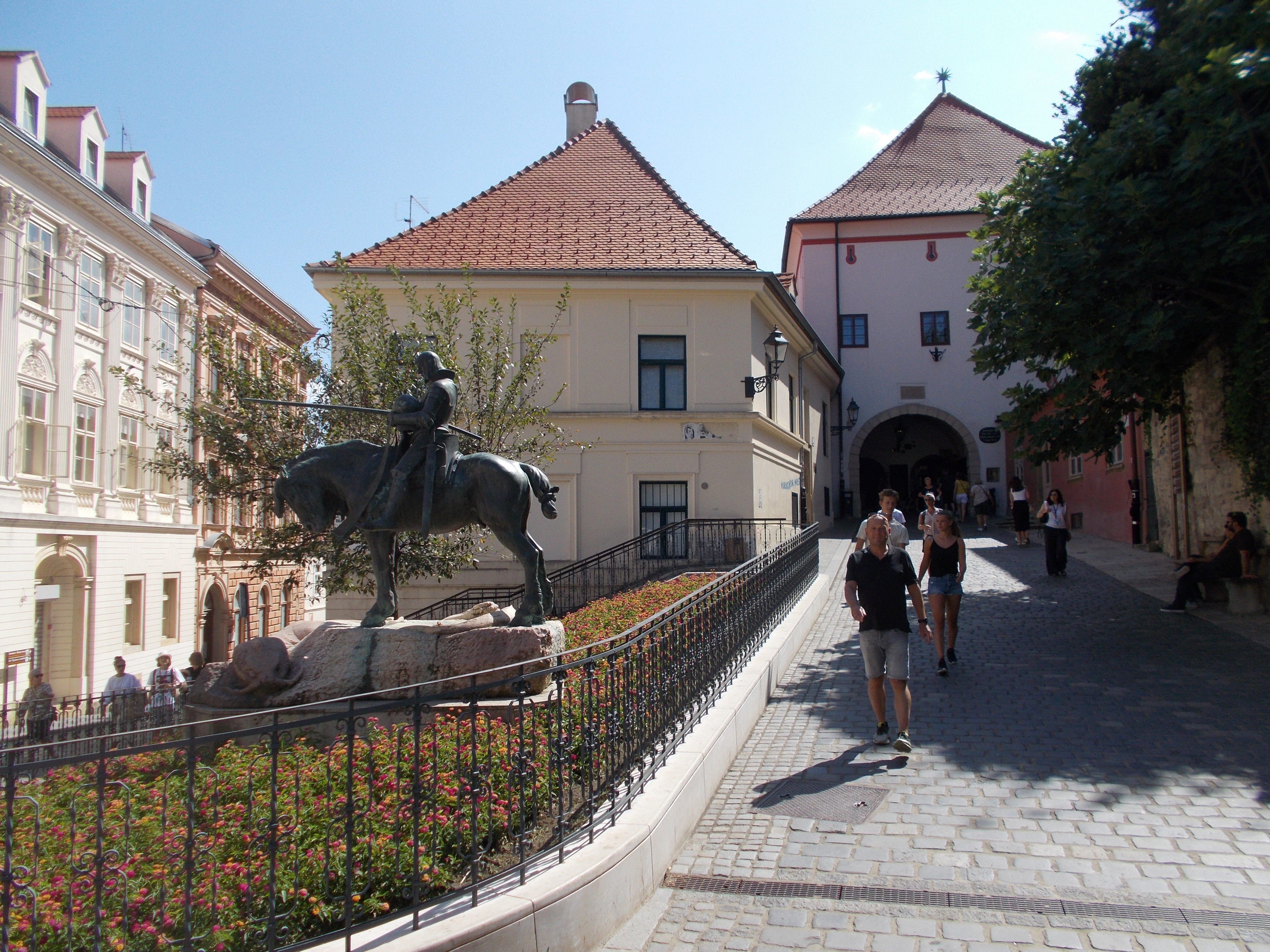
Kamenita ulice
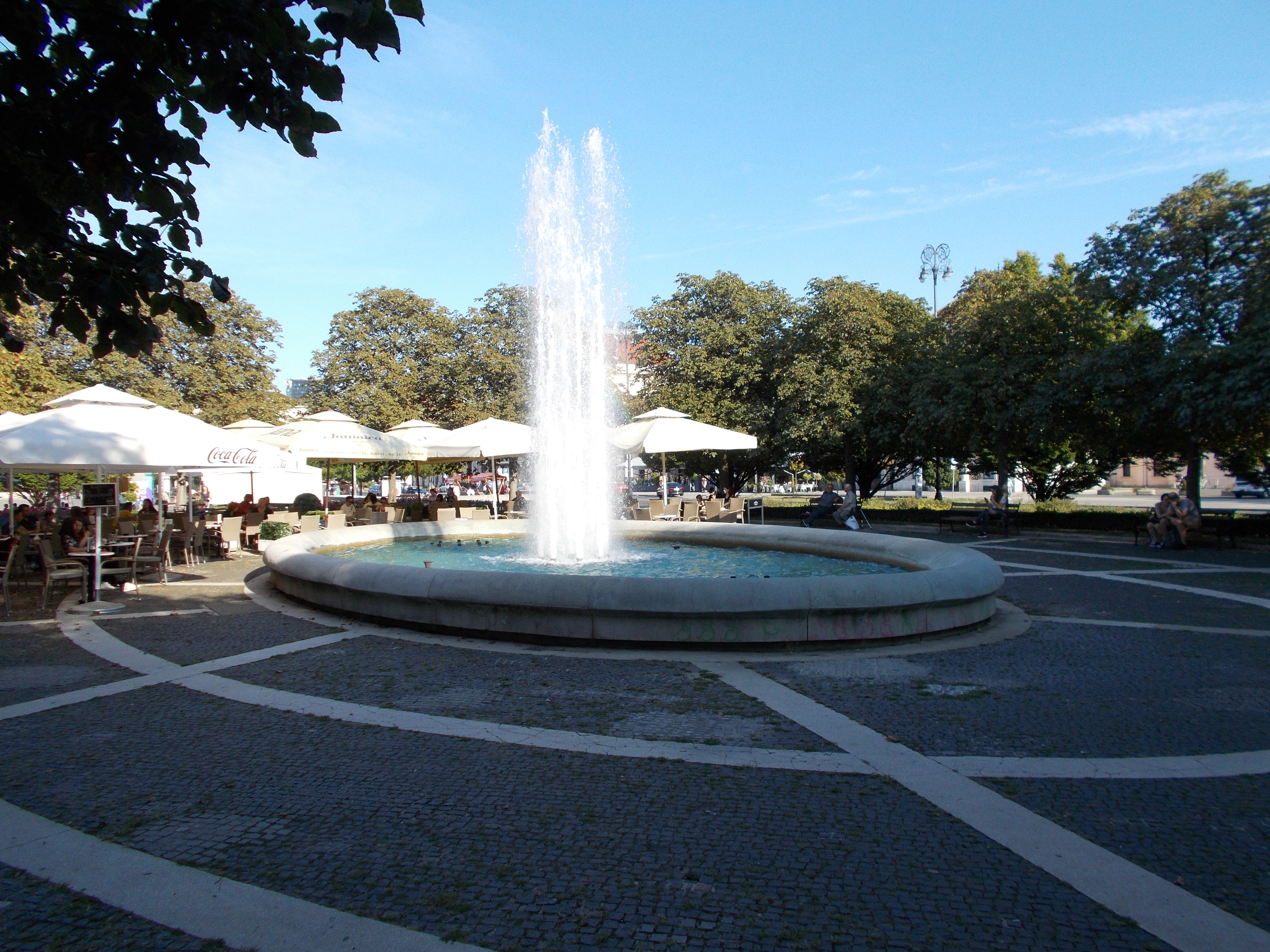
Náměstí Ante Starčeviče
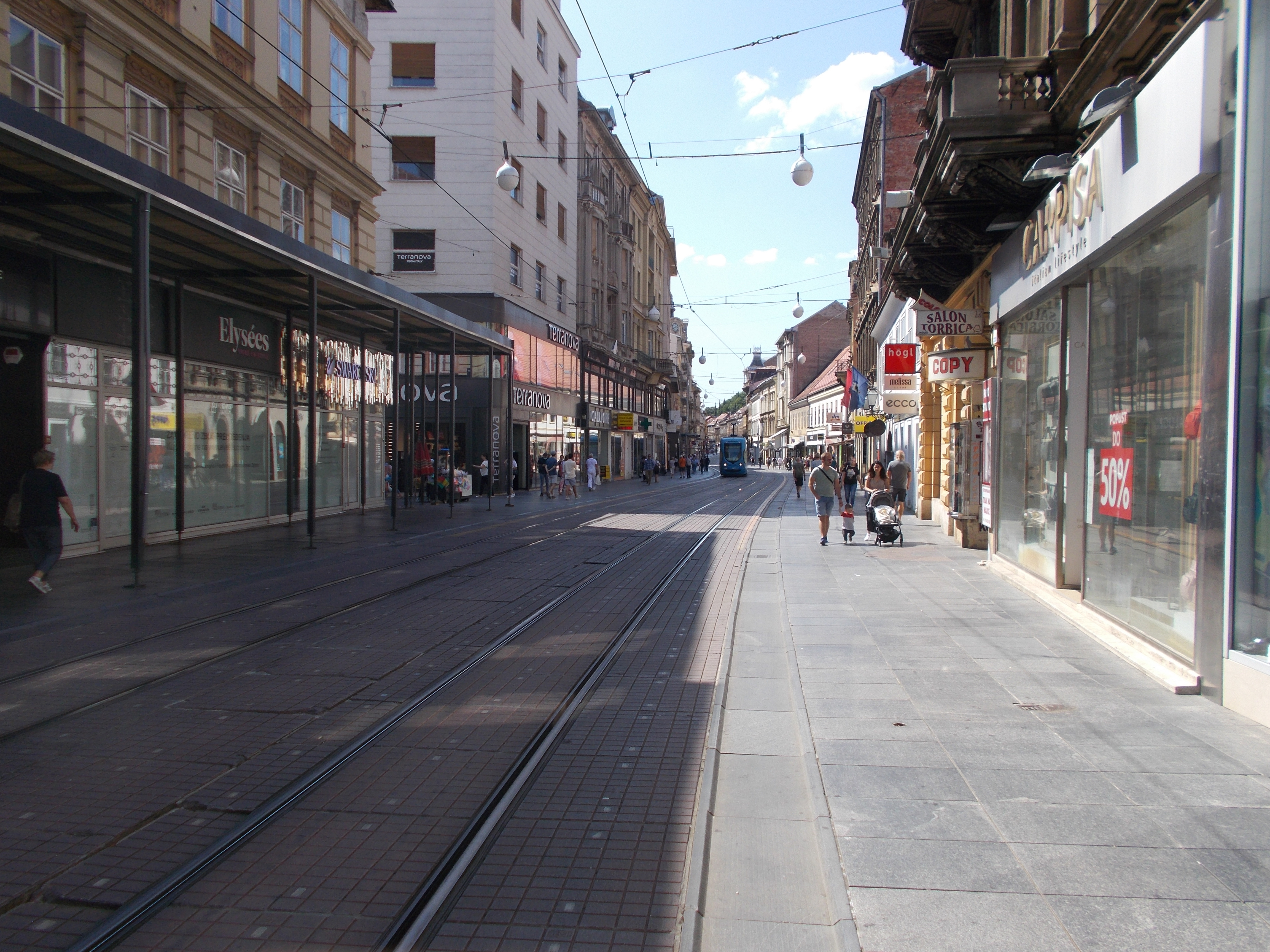
Ilica
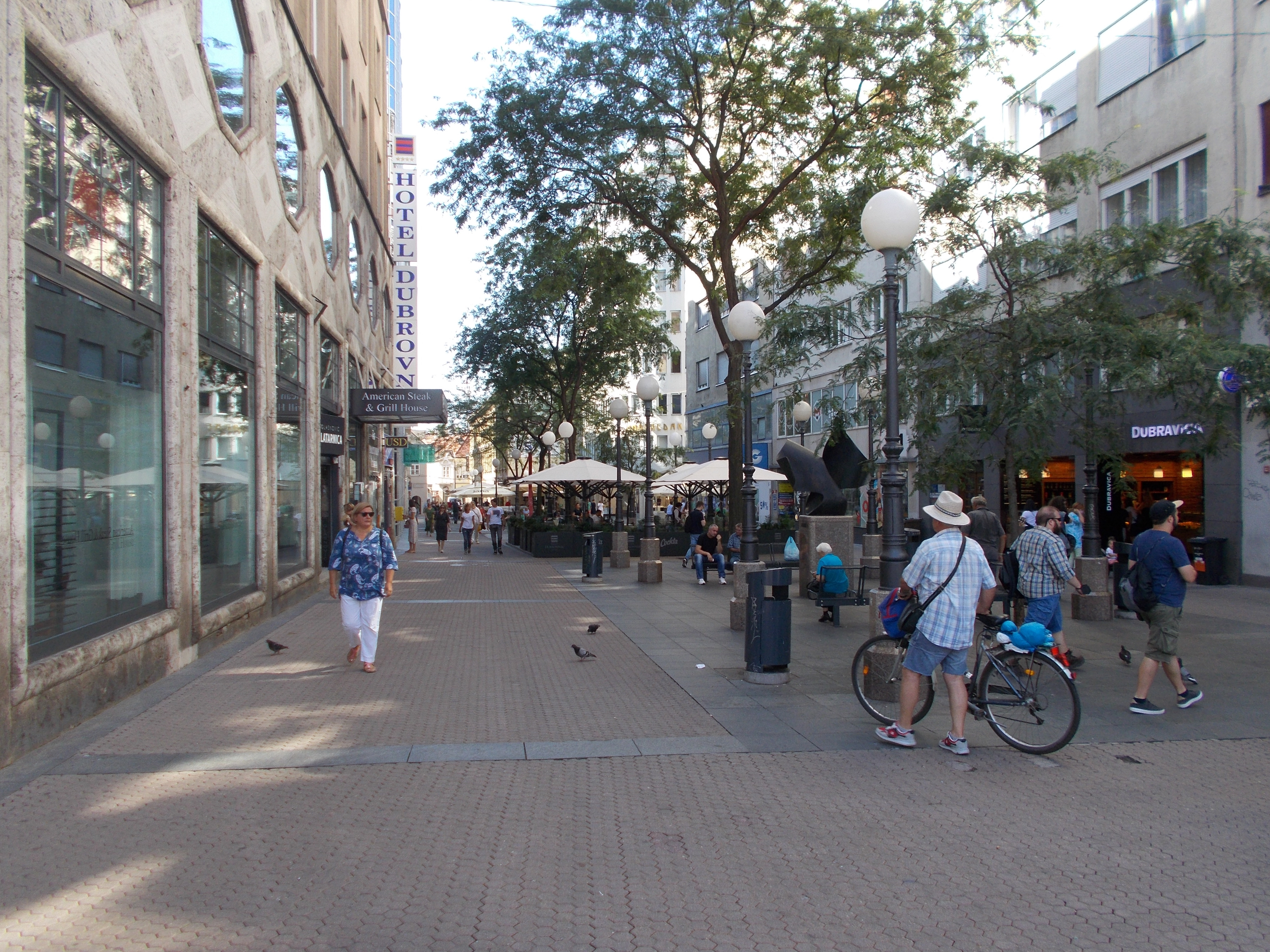
Gajeva
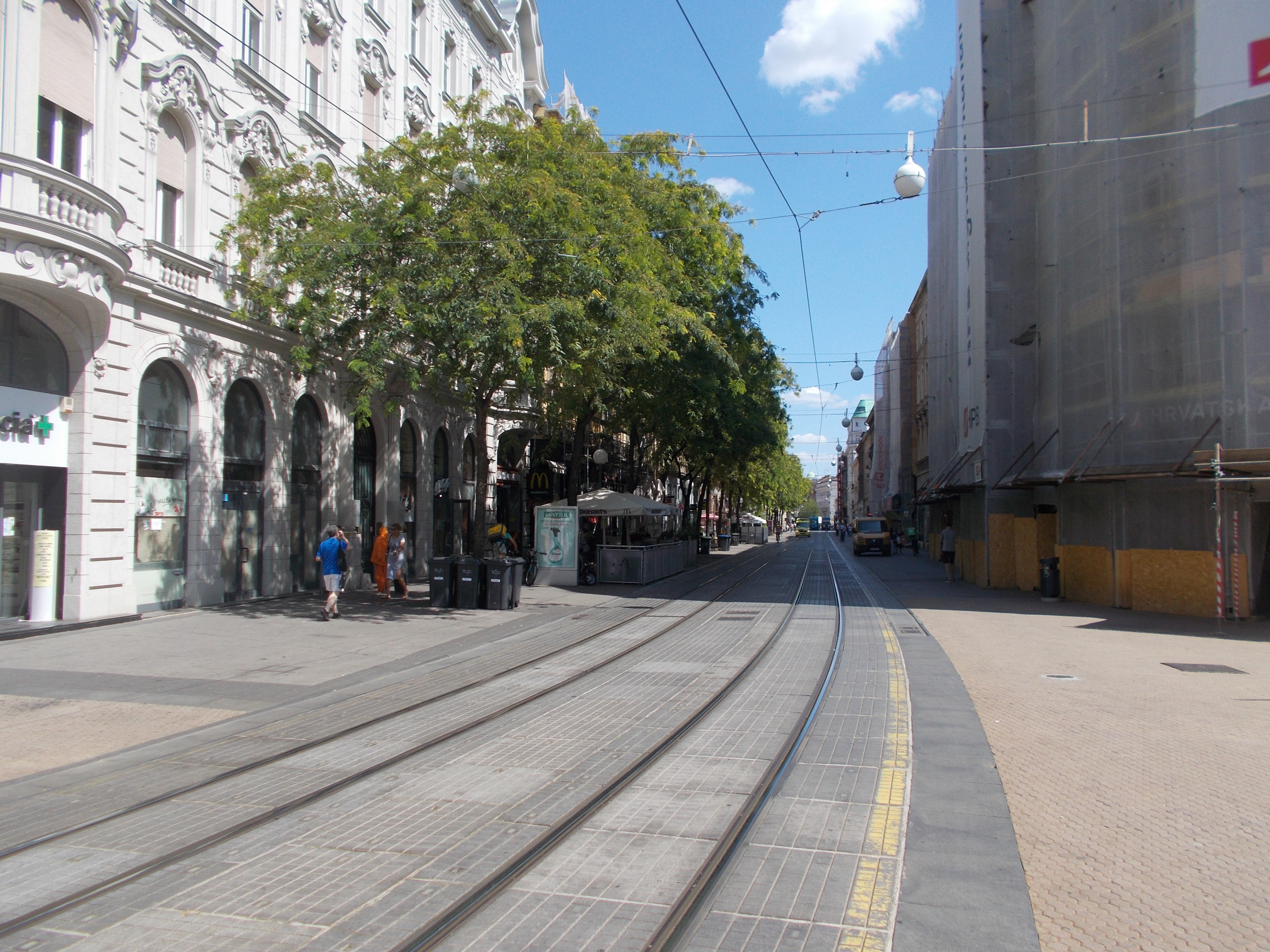
Jurišićeva
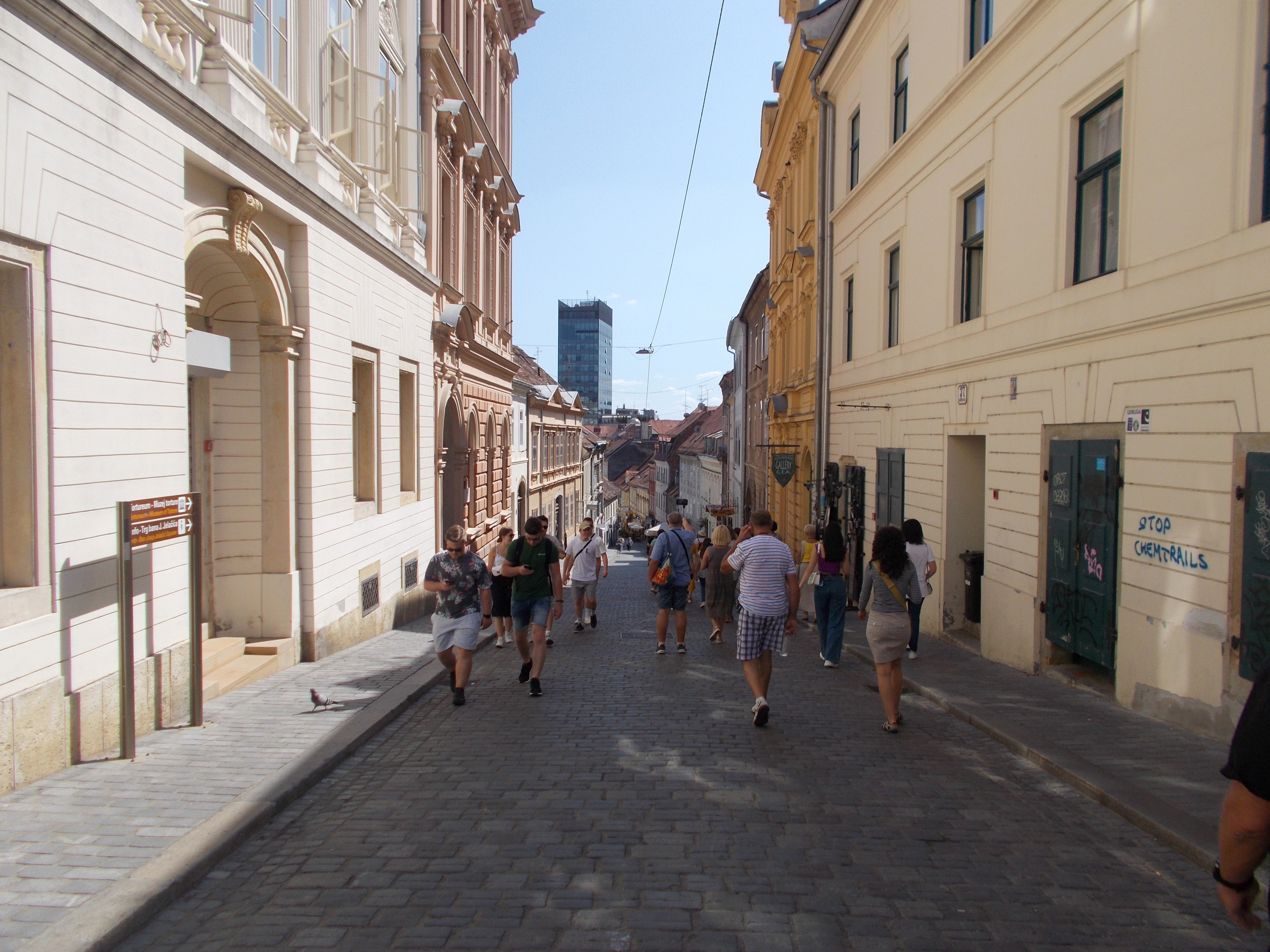
Radićeva ulice
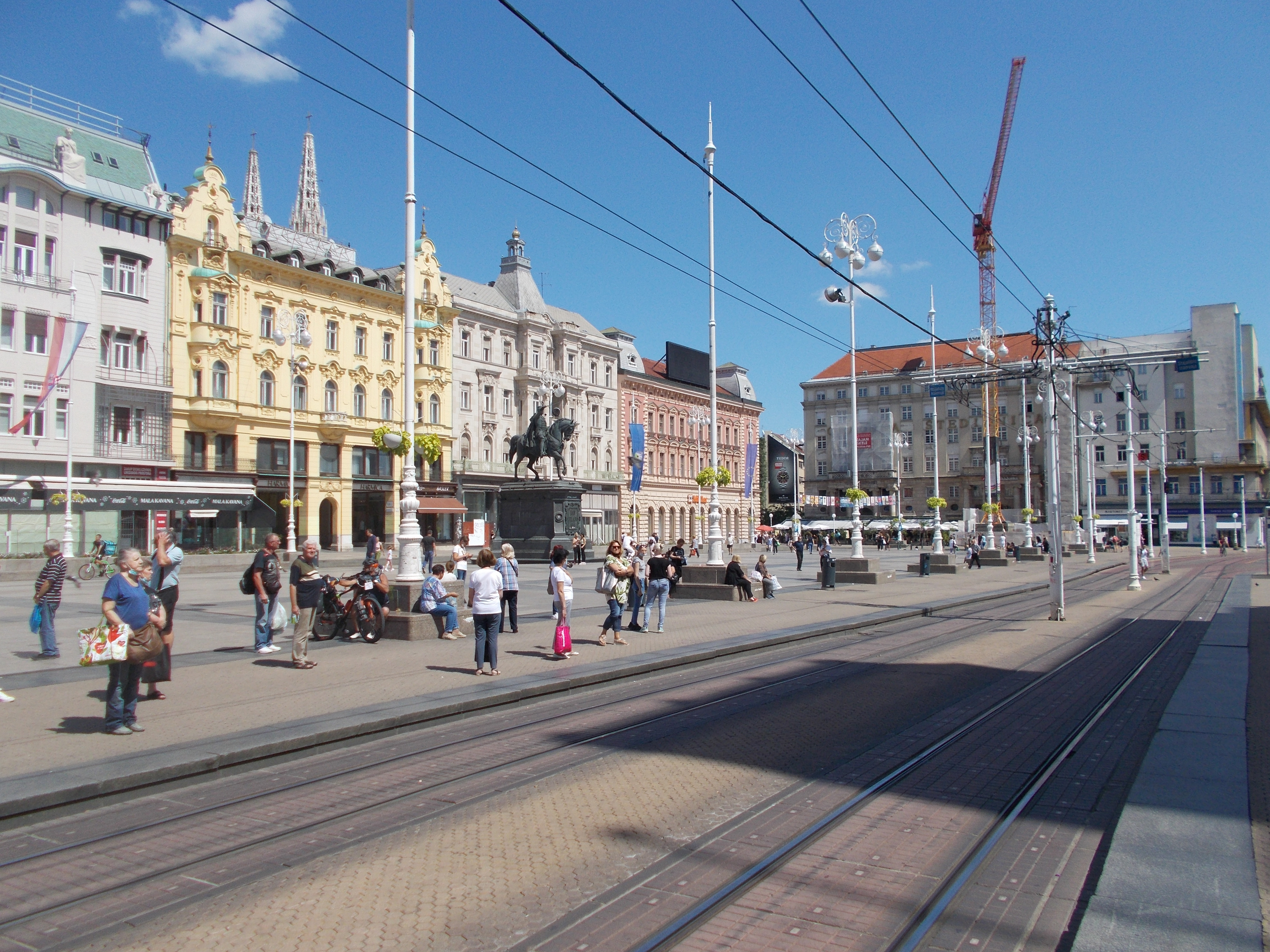
Náměstí bána Jelačiće
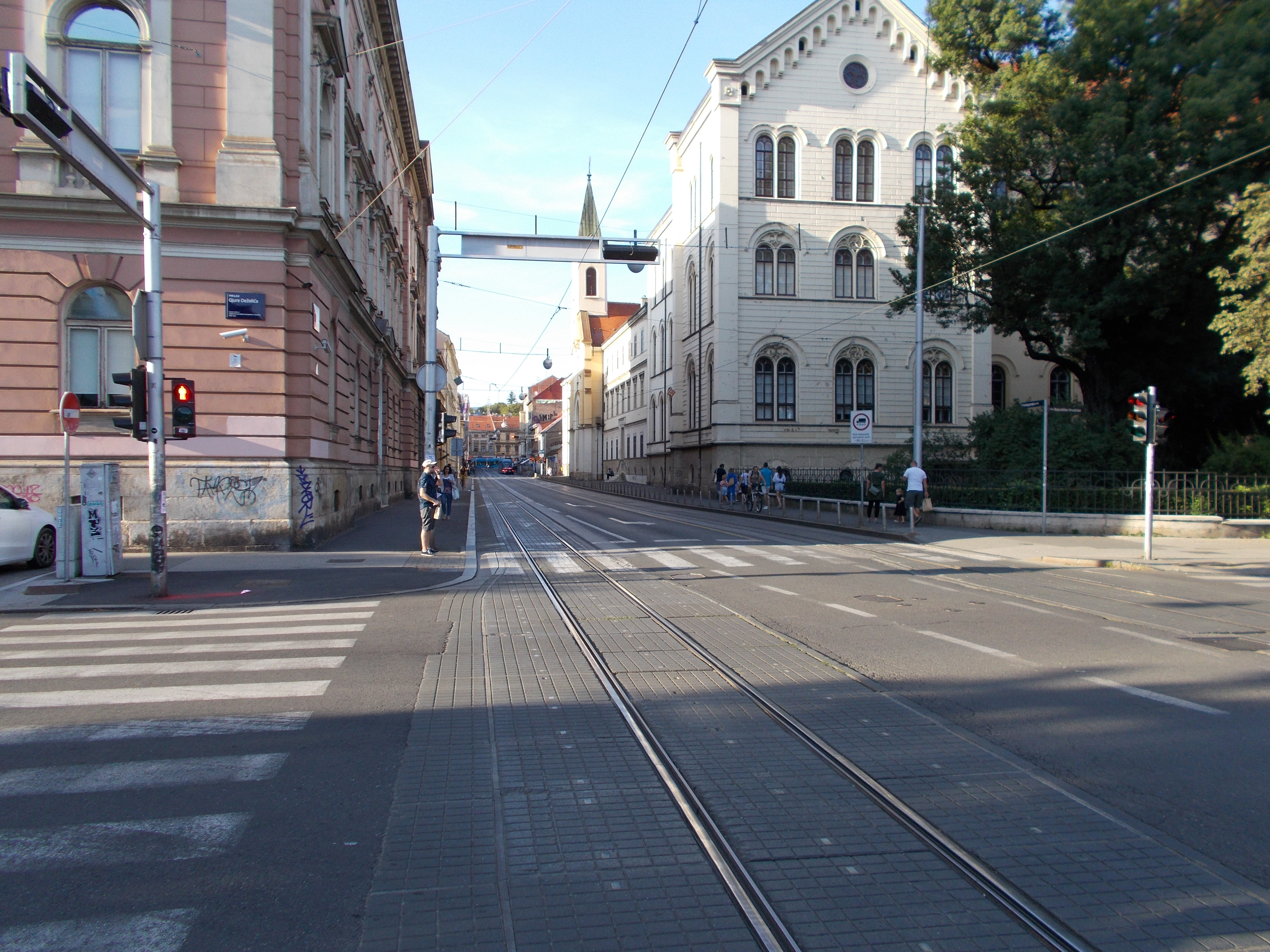
Frankopanska ulice

## Partnerská města
- Bologna, Itálie (1984)[106]
- Bratislava, Slovensko
- Budapešť, Maďarsko (1994)
- Buenos Aires, Argentina (1998)
- Kjóto, Japonsko (1972)
- Kluž, Rumunsko
- Krakov, Polsko (1975)
- La Paz, Bolívie (2000)
- Lisabon, Portugalsko (1977)
- Londýn, Spojené království (2009)
- Lublaň, Slovinsko (2001)
- Mohuč, Německo (1967)
- Astana, Kazachstán (2004)
- Petrinja, Chorvatsko (2015)
- Petrohrad, Rusko (1968)
- Pittsburgh, Spojené státy americké (1980)
- Podgorica, Černá Hora (2006)
- Prizren, Kosovo (2010)
- Sarajevo, Bosna a Hercegovina (2001)
- Šanghaj, Čína (1980)
- Tirana, Albánie
- Tromsø, Norsko (1971)
- Vídeň, Rakousko (1994)
- Vukovar, Chorvatsko (2016)

## Rodáci
- Janko Drašković (1770–1856), chorvatský národní buditel, politik, básník a představitel ilyrského hnutí
- Antun Mihanović (1796–1861), chorvatský básník, textař, spisovatel a diplomat
- Ljudevit Vukotinović (1813–1893), chorvatský spisovatel a politik
- Vatroslav Lisinski (1819–1854), chorvatský hudební skladatel
- Eugen Kvaternik (1825–1871), chorvatský politik
- August Šenoa (1838–1881), chorvatský spisovatel slovenského a sudetoněmeckého původu, básník, kritik a fejetonista
- Maximilian Njegovan (1858–1930), rakousko-uherský admirál a velitel rakousko-uherského námořnictva
- Franz von Bayros (1886–1924), malíř a ilustrátor
- Ferdinand Budicki (1871–1951), chorvatský průkopník cyklistiky, automobilového, motocyklového sportu a létání.[109]
- Milivoj Jambrišak (1878–1943), jugoslávský partyzán, jugoslávský politik chorvatské národnosti a blízký spolupracovník Josipa Broze Tita.
- Paula Wolf-Kalmarová (1881–1931), rakouská šachová mistryně
- Zvonimir Rogoz (1887–1988), chorvatský herec a režisér působící mnoho let v Československu
- August Cesarec (1893–1941), chorvatský spisovatel
- Miroslav Krleža (1893–1981), spisovatel, básník, publicista a encyklopedista
- Dragan Plamenac (1895–1983), muzikolog a hudební skladatel židovského původu.[110][111]
- Marie Antonie Rakouská (1899–1977), rakouská arcivévodkyně, princezna uherská, česká a toskánská.
- Juraj Neidhardt (1901–1979), architekt, učitel, urbanista a spisovatel
- Zinka Milanov (1906–1989), operní pěvkyně – sopranistka
- Geno Senečić (1907–1992), chorvatský prozaik, dramatik, dramaturg, novinář, redaktor a překladatel z češtiny a slovenštiny.[112]
- Re'uven Dafni (1913–2005), židovský partyzán a účastník protinacistického odboje, izraelský voják a diplomat
- Rudi Supek (1913–1993), filosof a sociolog
- Ivo Lola Ribar (1916–1943), jugoslávský komunista a partyzán chorvatské národnosti.[113]
- Franjo Wölfl (1918–1987), fotbalový útočník
- Zlatko Červený (1920–1992), český hokejový brankář a fotbalista.[114]
- Stjepan Bobek (1923–2010), jugoslávský (chorvatský) fotbalista a trenér
- Željko Čajkovski (1925–2016), fotbalista
- Bernard Vukas (1927–1983), chorvatský fotbalista
- Jaroslav Dietl (1929–1985), český autor televizních seriálů, filmový a televizní scenárista, dramatik a dramaturg
- Bora Ćosić (* 1932), spisovatel
- Vlado Stenzel (* 1934), bývalý chorvatský házenkář a trenér házené
- Boris Perušič (* 1940), český volejbalový hráč chorvatského původu, reprezentant Československa
- Vlado Milunić (1941–2022), chorvatský architekt českého původu
- Tomaž Šalamun (1941–2014), slovinský básník
- Wendelin Schmidt-Dengler (1942–2008), rakouský germanista[115] a literární vědec.[116]
- Dragutin Šurbek (1946–2018), chorvatský stolní tenista
- Krešimir Ćosić (1948–1995), chorvatský basketbalista, který reprezentoval Jugoslávii
- Zlatko Mateša (* 1949), chorvatský politik
- Mira Furlanová (1955–2021), chorvatská herečka
- Ivo Josipović (* 1957), vysokoškolský pedagog, právník, hudební skladatel a bývalý chorvatský prezident
- Tomislav Ivković (* 1960), bývalý fotbalový brankář.
- Zoran Ferić (* 1961), spisovatel
- Aleksandar Žiljak (* 1963), chorvatský spisovatel science fiction, překladatel a ilustrátor
- Zoran Milanović (* 1966), politik a současný prezident
- Tihomir Orešković (* 1966), chorvatsko-kanadský podnikatel a politik
- Andrej Panadić (* 1969), bývalý chorvatský fotbalista
- Andrej Plenković (* 1970), chorvatský politik
- Slađan Ašanin (* 1971), fotbalový obránce
- Nina Badrić (* 1972), zpěvačka
- Damir Grlić (* 1975), chorvatský trenér a bývalý fotbalista
- Dario Šimić (* 1975), bývalý chorvatský fotbalový obránce a reprezentant
- Iva Majoliová (* 1977), bývalá tenistka
- Ivo Karlović (* 1979), chorvatský profesionální tenista
- Ivica Kostelić (* 1979), lyžařka profesionální tenistka
- Martin Pošta (* 1979), producent a kulturní manažer
- Ronald Šiklić (* 1980), chorvatský fotbalový obránce
- Lovro Zovko (* 1981), chorvatský profesionální tenista
- Roko Karanušić (* 1982), chorvatský profesionální tenista
- Janica Kostelićová (* 1982), bývala lyžařka
- Josip Glasnović (* 1983), chorvatský sportovní střelec
- Darija Juraková (* 1984), chorvatská profesionální tenistka
- Niko Kranjčar (* 1984), chorvatský záložník a bývalý mládežnický i seniorský reprezentant.
- Mensur Mujdža (* 1984), fotbalový obránce a reprezentant
- Davor Kukec (* 1986), chorvatský fotbalový záložník
- Ivan Kelava (* 1988), chorvatský fotbalový brankář
- Nikola Mektić (* 1988), chorvatský profesionální tenista
- Milan Badelj (* 1989), fotbalový záložník a reprezentant
- Martin Sinković (* 1989), chorvatský veslař
- Besart Abdurahimi (* 1990), severomakedonský fotbalista a bývalý makedonský reprezentant
- Marin Glasnović (* 1990), fotbalový záložník
- Sandra Perkovićová (* 1990), chorvatská atletka
- Dino Kluk (* 1991), chorvatský fotbalový obránce
- Andrej Kramarić (* 1991), chorvatský profesionální fotbalista
- Marcelo Brozović (* 1992), fotbalista
- Ajla Tomljanovićová (* 1993), chorvatská profesionální tenistka
- Tin Jedvaj (* 1995), reprezentační fotbalista
- Marko Pjaca (* 1995), chorvatský fotbalista a reprezentant
- Mislav Rosandić (* 1995), slovenský hokejový obránce a reprezentant narozený v Chorvatsku
- Nika Turković (* 1995), chorvatská zpěvačka
- Borna Ćorić (* 1996), chorvatský profesionální tenista
- Jana Fettová (* 1996), chorvatská profesionální tenistka.
- Ante Ćorić (* 1997), fotbalový záložník a reprezentant
- Borna Čujić (* 1997), reprezentant ve sportovním lezení a juniorský mistr světa v boulderingu.

### Osobnosti města
- Štefan Moyzes (1797–1869), slovenský biskup a politik, profesor záhřebské akademie, chorvatský poslanec do uherského sněmu
- Stanko Vraz (1810–1851), spisovatel
- Eugen Kumičić (1850–1904), spisovatel a politik
- Andrija Mohorovičić (1857–1936), vědec, zakladatel moderní seismologie
- Marija Jurić Zagorka (1873–1955), novinářka a spisovatelka
- Oskar Nedbal (1874–1930), český dirigent a operetní skladatel
- Vladimir Nazor (1876–1949), spisovatel, básník a překladatel
- Fran Lhotka (1883–1962), chorvatský hudební skladatel českého původu
- Mirko Kokotović (1913–1988), fotbalista
- Ivica Račan (1944–2007), chorvatský politik
- Sanda Mamićová (* 1985), tenistka
- Nika Ožegovićová (* 1985), tenistka
- Natko Zrnčić-Dim (* 1986), lyžař